# Fondachi italiani nel Mar Mediterraneo e nel Mar Nero
I fondachi italiani nel Mar Mediterraneo e nel Mar Nero furono un insieme di agenzie commerciali (fondachi in lingua italiana), principalmente veneziane e genovesi, dislocate in diverse isole e regioni costiere di questi due mari durante il Basso Medioevo. Tra XII e XV secolo, queste enclave italiane in territori stranieri consentirono alla Repubblica di Venezia e alla Repubblica di Genova di controllare il commercio tra i tre continenti che s'affacciano su questi due mari (Europa, Africa e Asia) e giocarono un ruolo determinate nella c.d. "Rivoluzione commerciale" che, nel Basso Medioevo, gettò le basi per il futuro sviluppo industriale dell'Europa.
La creazione dei fondachi fu, in un primo momento, facilitata dai rapporti intrattenuti dalle repubbliche italiane con l'Impero bizantino, in particolare durante la Prima crociata quando Veneziani, Genovesi e Bizantini combatterono insieme contro i Selgiuchidi. Successivamente, l'alleanza tra Bisanzio e Venezia degenerò in uno scontro culminato con l'Assedio di Costantinopoli (1204) durante la Quarta crociata che consentì alla Serenissima d'impadronirsi di parte dell'Impero Bizantino.
L'alleanza nel 1261 dei Bizantini con Genova, rivale di Venezia, permise alla Superba di estendere la sua zona di influenza nelle Isole della Grecia e in Crimea, crocevia strategico nel tratto terminale della Via della seta che collegava l'Estremo oriente, allora assoggettatto al neonato Impero mongolo, e le grandi città mediterranee d'Europa e Nordafrica.
In costante competizione per il predominio sul commercio transcontinentale, le due talassocrazie italiane alternarono periodi di cooperazione e di tensione più volte degenerati in scontri armati: es. la Guerra di San Saba (1256-1270) e la Guerra di Chioggia (1378-1381).

## Contesto
La ripresa economica che si ebbe in Europa a partire dal IX secolo, abbinata all'insicurezza delle vie di comunicazione terrestri, fece sì che le principali rotte commerciali si sviluppassero lungo le coste del mar Mediterraneo: in questo contesto, e data la crisi dei poteri centrali, alcune città portuali furono in grado di acquisire sempre maggiore autonomia, fino a ricoprire un ruolo di primo piano nello scenario europeo. Interessante notare che ben sei di esse - Amalfi, Venezia, Gaeta, Genova, Ancona e Ragusa - iniziarono la propria storia di autonomia e mercatura dopo essere state quasi distrutte da un terribile saccheggio, oppure furono fondate da profughi di terre devastate. Queste città, esposte alle incursioni dei pirati e trascurate dai poteri centrali, organizzarono in modo autonomo la propria difesa, accoppiando l'esercizio del commercio marittimo a quello della sua protezione armata; furono poi in grado, nei secoli IX, X e XI, di passare all'offensiva, ottenendo numerose vittorie contro i saraceni, a partire dalla storica battaglia di Ostia dell'849. I traffici di queste città raggiungevano l'Africa e soprattutto l'Asia, inserendosi efficacemente tra la potenza marittima bizantina e quella islamica, con le quali si stabilì un rapporto complesso di competizione e di collaborazione per il controllo delle rotte mediterranee. Ognuna di esse fu favorita dalla propria posizione geografica, lontana dalle principali vie di passaggio degli eserciti e protetta da monti o lagune, che la isolò e le permise di dedicarsi indisturbata ai traffici marittimi. Tutto ciò portò a una graduale autonomia amministrativa e, in alcuni casi, a una vera e propria indipendenza dai poteri centrali (l'Impero bizantino, il Sacro Romano Impero e lo Stato Pontificio) che faticavano o addirittura latitavano nel controllo delle loro province periferiche. È inoltre importante ricordare che le forme d'indipendenza che si vennero a creare in queste città furono varie, e tra esse stenta a orientarsi il moderno modo di considerare i rapporti politici, che distingue nettamente tra autonomia amministrativa e libertà politica. Per questo motivo, nella sottostante tabella le date relative all'indipendenza sono due: una si riferisce alla libertà di fatto acquisita, l'altra a quella di diritto.
Dal punto di vista istituzionale, coerentemente con la loro origine comunale, le città marinare erano delle repubbliche oligarchiche, generalmente rette, in maniera più o meno dichiarata, dalle principali famiglie mercantili: i governi erano dunque espressione del ceto mercantile, che costituiva il nerbo della loro potenza; per questo, a volte, ci si riferisce a tali città col termine più generico di "repubblica mercantile". Esse erano dotate di un articolato sistema di magistrature, dalle competenze a volte complementari, a volte sovrapposte, che nei secoli mostrò una decisa tendenza a modificarsi — non senza un certo grado di instabilità — e ad accentrare il potere: così il governo divenne privilegio della nobiltà mercantile a Venezia (dal 1297) e del duca ad Amalfi (dal 945). Tuttavia anche Gaeta, che non ebbe mai ordinamenti repubblicani, e Amalfi, che divenne ducato nel 945, sono dette repubbliche marinare, in quanto il termine repubblica non va inteso nel significato moderno: fino a Machiavelli e a Kant, "repubblica" era sinonimo di "Stato", e non era contrapposto a monarchia. Le Crociate offrirono l'occasione di espandere i commerci: Amalfi, Genova, Venezia, Pisa, Ancona e Ragusa erano già impegnate nel commercio con il Levante, ma con le Crociate migliaia di abitanti delle città marinare si riversarono in Oriente, creando fondachi, colonie e stabilimenti commerciali. Essi esercitarono una grande influenza politica a livello locale: i mercanti italiani costituivano infatti, nei centri sede dei loro affari, associazioni di categoria con lo scopo di ottenere dai governi stranieri privilegi giurisdizionali, fiscali e doganali. Solo Venezia, Genova e Pisa ebbero un'espansione territoriale oltremare, ossia possedettero ampie regioni e numerose isole lungo le coste mediterranee; Genova e Venezia arrivarono inoltre a dominare anche tutta la propria regione e parte di quelle confinanti, diventando capitali di Stati regionali; Venezia fu poi l'unica a dominare territori assai lontani dalla costa, sino a occupare la Lombardia orientale. Amalfi, Gaeta, Ancona, Ragusa e Noli estesero invece il proprio dominio solo a una parte del territorio della propria regione, configurandosi come città-stato; tutte le repubbliche ebbero comunque proprie colonie e fondachi nei principali porti mediterranei, tranne Noli, che usufruiva di quelli genovesi.
Se premessa alla nascita delle repubbliche mercantili era stata l'assenza di una forte autorità centrale, la loro fine fu viceversa dovuta all'affermazione di un potente Stato centralizzato: solitamente l'indipendenza poteva durare finché il commercio era in grado di assicurare prosperità e ricchezza, ma quando queste cessavano, s'innescava un declino economico terminante con l'annessione, non necessariamente violenta, a uno Stato forte e organizzato. La longevità delle varie repubbliche marinare fu molto varia: Venezia ebbe la più lunga vita, dall'Alto Medioevo all'Età napoleonica; anche Genova e Ragusa ebbero storia lunghissima, dal Mille all'Età napoleonica; Noli durò altrettanto, ma smise di commerciare già nel XV secolo. Pisa e Ancona ebbero una vita comunque lunga, restando indipendenti sino al Rinascimento. Amalfi e Gaeta furono invece le prime a cadere, conquistate dai Normanni nel XII secolo.
Il numero delle repubbliche marinare si è modificato nel corso dei secoli, nel seguente modo:
- IX-X secolo: ci sono solo tre repubbliche marinare, ossia Amalfi, Gaeta e Venezia;
- XI secolo: aggiungendosi nei primi decenni anche Ancona, Genova, Pisa e Ragusa, si arrivano a contare sette repubbliche marinare; il secolo vide però anche la fine dell'indipendenza di Amalfi (1031) e l'inizio della storia marinara di Noli.
- XII-XIV secolo: con la fine dell'indipendenza di Gaeta (1137), sono sei le repubbliche marinare attive;
- XV secolo: con la perdita dell'indipendenza di Pisa e con la fine dell'attività marinara di Noli, rimangono quattro repubbliche marinare, ossia Ancona, Genova, Ragusa, Venezia;
- XVI-XVIII secolo: con la perdita dell'autonomia di Ancona, rimangono attive le tre repubbliche marinare più longeve: Genova, Ragusa e Venezia.

## Cronologia degli eventi

### XI secolo: La Prima Crociata e le Origini

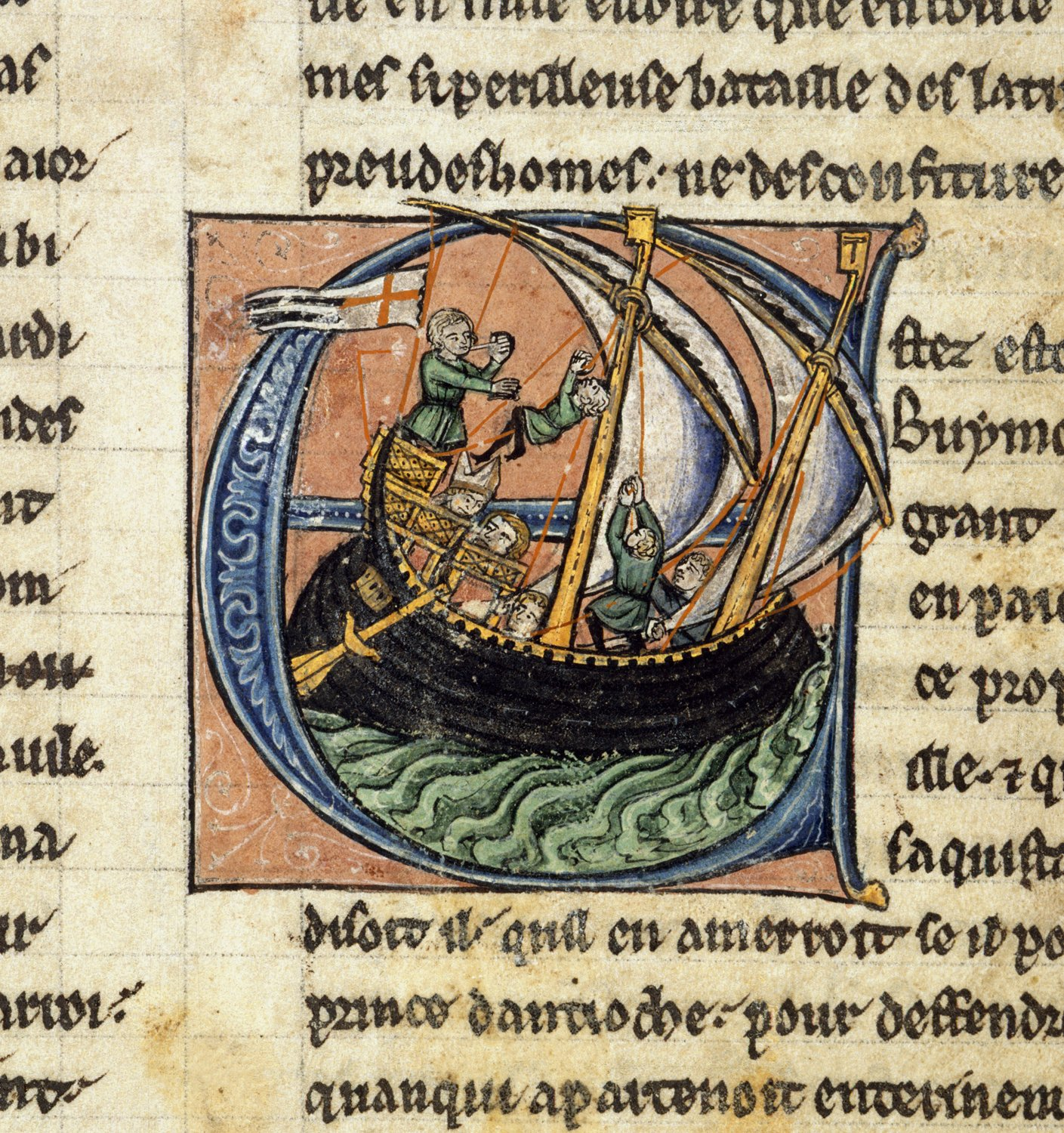
Boemondo di Taranto e Dagoberto da Pisa, Patriarca di Gerusalemme, salpano per la Terra santa - Miniatura italiana del XIII secolo.

Nell'XI secolo l'Impero bizantino retrocesse sotto i colpi dei Turchi Selgiuchidi che conquistarono gran parte dell'Anatolia dopo la loro vittoria nella Battaglia di Manzicerta nell'agosto del 1071. Due anni dopo, pressato dai turchi, il basileus Michele VII Ducas chiese aiuto a Papa Gregorio VII ma quest'ultimo non riuscì a radunare un esercito per soccorrerlo.
Nell'aprile del 1081, il nuovo imperatore bizantino Alessio I Comneno (r. 1081–1118), diplomatico migliore dei suoi predecessori, iniziò a sua volta i colloqui con il papato per riconquistare i territori perduti dell'Impero. L'anno successivo, in questo contesto di riavvicinamento diplomatico tra Bisanzio e le potenze occidentali, il basileus, tramite la c.d. "Crisobolla (1082)", concesse a Venezia l'esenzione dai dazi doganali e un distretto di Costantinopoli per stabilirvi un avamposto commerciale, in cambio dell'appoggio militare della Serenissima contro i normanni di Roberto il Guiscardo e suo figlio Boemondo di Taranto. La manovra s'innestava nel solco tracciato meno di un secolo prima da un documento similare, la Crisobolla (992) con la quale l'allora imperatore bizantino Basilio II Bulgaroctono (r. 976–1025) aveva ridotto le tasse doganali ai mercanti veneziani come ricompensa per l'aiuto fornitogli dai marciani nella guerra con il sacro romano imperatore Ottone II (r. 973–983).
Nel novembre 1095, in risposta alle richieste del Comneno, Papa Urbano II (1088–1099) lanciò un appello alla crociata durante il Concilio di Clermont, riuscendo, a differenza dei suoi predecessori, a mobilitare la nobiltà europea. La conseguente Prima crociata (1096–1099) permise alle potenze europee di riconquistare Gerusalemme, respingere i turchi e fondare diversi "Stati crociati" (o "Stati latini") sul litorale levantino del Mar Mediterraneo. Il principe Boemondo di Taranto, nemico per quindici anni del basileus nelle guerre bizantino-normanne, si unì a questa coalizione di supporto al Comneno e nel 1098 s'impadronì d'Antiochia di Siria con l'aiuto della Repubblica di Genova - v.si Assedio di Antiochia (1098). Dopo aver fondato il Principato d'Antiochia ed essersene insignorito, fece un patto commerciale con i Genovesi, dando loro accesso alla città riconquistata.
Queste aree di influenza veneziana e genovese ottenute alla fine XI secolo costituiscono le prime postazioni commerciali italiane nelle Terre d'Oltremare. A questa fase di conquista parteciparono anche altre repubbliche marinare, tra tutte Pisa, ma fin da subito la concorrenza tra le varie bandiere fu evidente e violenta: nel 1098 i Pisani avevano occupato la saracena Giaffa e razziato le Isole ionie bizantine (accompagnati niente meno che dal futuro patriarca latino di Gerusalemme, Dagoberto da Pisa) e l'anno dopo, per ritorsione, Venezia aveva affondato una loro flotta a Rodi.

### XII-XIII secolo: L'espansione

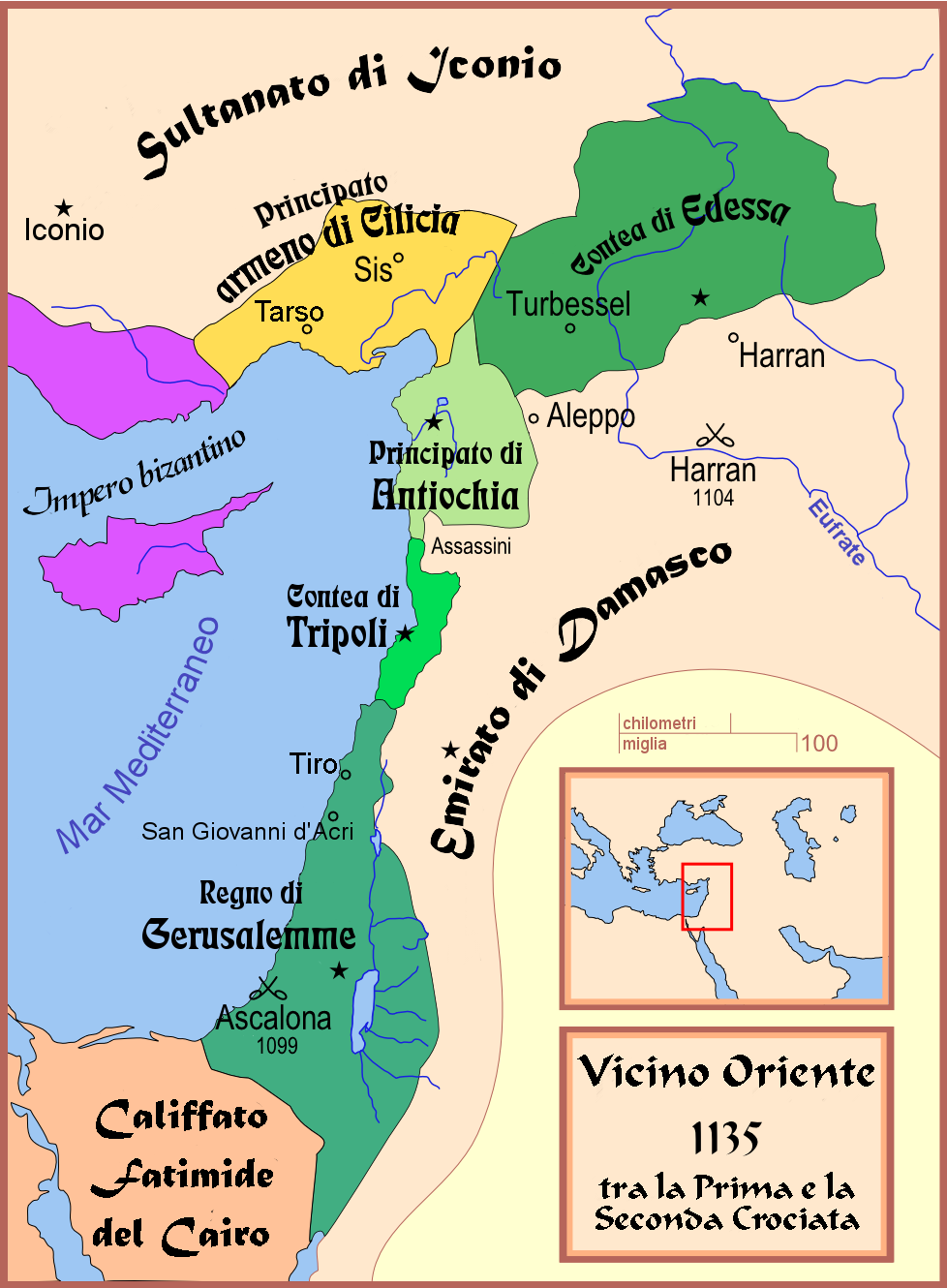
Mappa degli Stati latini d'Oriente nel 1135.

Nei decenni successivi, mentre si consumavano i fatti della Seconda crociata (1147–1150) e della Terza crociata (1189–1192), Genova e Venezia irrobustirono la loro influenza nel Levante rendendosi indispensabili, grazie alle loro flotte, per i neonati Stati crociati. Le forniture italiane via mare di rinforzi e materiale, già rivelatesi determinanti nell'Assedio di Gerusalemme (1099) che aveva consegnato la Città Santa ai crociati di Goffredo di Buglione, divennero vitali gli Stati latini dato che, terminata la Prima crociata, la stragrande maggioranza dei crociati era tornata in patria! Si dovette pertanto agli italiani se Tiro e Antiochia resistettero agli eserciti di Saladino (che però riprese Gerusalemme nel 1187) e se i crociati di Riccardo Cuor di Leone e Filippo Augusto uscirono vittoriosi dall'Assedio di San Giovanni d'Acri (1189-1191). In cambio, diversi principi d'Oltremare concessero alle repubbliche italiane d'installare fondachi nelle loro città e li esentarono dai dazi doganali.
A Costantinopoli, i Veneziani riuscirono a stabilire un primato economico ma la loro ricchezza suscitò cupidigia e xenofobia, provocandone l'espulsione e la confisca dei beni da parte dell'imperatore Manuele I Comneno nel 1171. Tuttavia, ottennero tramite trattativa il diritto di stabilirvisi nuovamente nel 1187. Nel 1198 Enrico Dandolo, il doge di Venezia, ottenne la restaurazione dei diritti e privilegi marciani nell'impero bizantino ma i rapporti veneto-greci rimasero pessimi.

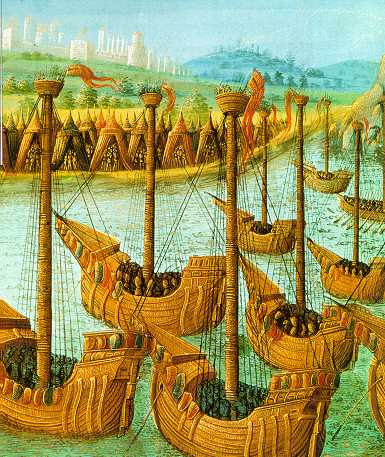
La flotta veneziana sbarca a Costantinopoli con la Quarta crociata - miniatura francese del XV secolo.

Nel novembre 1202, dopo aver acconsentito a mettere a disposizione della Quarta crociata (1202–1204) gran parte della loro flotta, i Veneziani chiesero ai Crociati, incapaci di pagare tale servizio, supporto militare nell'Assedio di Zara, sulla costa orientale del Mare Adriatico, a differimento del debito. La rapida resa di Zara permise a Venezia di annettere sia questa città portuale sia gran parte della Dalmazia (attuale Croazia). Successivamente, la Quarta crociata, formalmente diretta contro Alessandria d'Egitto, fu nuovamente deviata, questa volta a Costantinopoli, dopo che il principe bizantino Alessio IV Angelo aveva contrattato per 200.000 marce l'appoggio dei crociati per cacciare dal potere il suo rivale Alessio III Angelo (r. 1195–1203). Nel luglio 1203, Veneziani e Crociati assaltarono Costantinopoli, ponendo Angelo sul trono. Nel 1204 tornarono ad attaccare Costantinopoli, in risposta alla deposizione e all'assassinio di Angelo, conquistandola il 13 aprile. Grazie alla Partitio terrarum imperii Romaniae, i veneziani s'appropriarono di parte del rione del Corno d'Oro oltre a numerosi porti e fortezze bizantine sulla rotta che collegava l'Adriatico a Costantinopoli. L'acquisizione del controllo sul Bosforo diede poi loro libero accesso al Mar Nero, ove fondarono le agenzie di Soldaia (attuale Sudak) e Tana (attuale Azov).
Sempre supportati dagli italiani, gli sforzi crociati, coordinati da una Costantinopoli ormai latina, seguitarono a concentrarsi sull'Egitto degli Ayyubidi eredi di Saladino con esiti alterni: la Quinta crociata (1217–1221) guidata dal cardinal Pelagio Galvani fu una demoralizzante disfatta, mentre la Sesta crociata (1228–1229) del sacro romano imperatore Federico II di Svevia (r. 1220–1250), del tutto pacifica e risolta dalla diplomazia, ottenne le maggiori conquiste territoriali per lo schieramento crociato. La generale geopolitica vicinorientale s'era però nel frattempo complicata causa gli strascichi della sempre più massiccia avanzata dei Mongoli di Gengis Khan (r. 1206–1227) che, nella loro progressione verso occidente (v.si Conquista mongola dell'Asia centrale, 1216–1221), avevano investito il potente regno di Khwārezm (Corasmia), distruggendo nel 1219 quanto era stato creato dalla dinastia dei Khwārezmshāh. Sbandati Corasmi guidati dal principe Jalal al-Din Mankubirni percorsero allora il Medioriente come mercenari/predoni, confluendo, nel 1240, nelle forze di soldati-schiavi ("Mamelucchi", dall'arabo mamlūk, lett. "schiavo") del sultano ayyubide al-Sālih Ayyūb (r. 1240–1249) che se ne servì nell'Assedio di Gerusalemme (1244).
Nei decenni successivi, dopo l'infruttuosa Settima crociata (1248–1254) e le continue, sanguinose campagne mediorientali dei mongoli che al comando di Hulagu Khan conquistarono Baghdad nel 1258, i Mamelucchi s'affermarono quale potenza dominante in Egitto e nel Levante a seguito della loro vittoria contro i gengizkhanidi nella Battaglia di Ayn Jalut (1260).
Nel marzo 1261, l'imperatore bizantino-niceno Michele VIII Paleologo (r. 1261–1282) si alleò con Genova per riconquistare Costantinopoli ai Latini e firmò con il capitano Guglielmo Boccanegra il Trattato di Ninfeo che concedeva ai liguri importanti privilegi commerciali nel Mar Nero e nel Mediterraneo. La città fu ripresa ai Veneziani dal generale bizantino Alessio Melisseno Strategopulo il 25 luglio successivo e Genova poté così stabilirsi a sua volta nella capitale bizantina ed estendere la sua influenza nel Mar Nero, raggiungendo il Ponto (Anatolia settentrionale) e la Crimea.

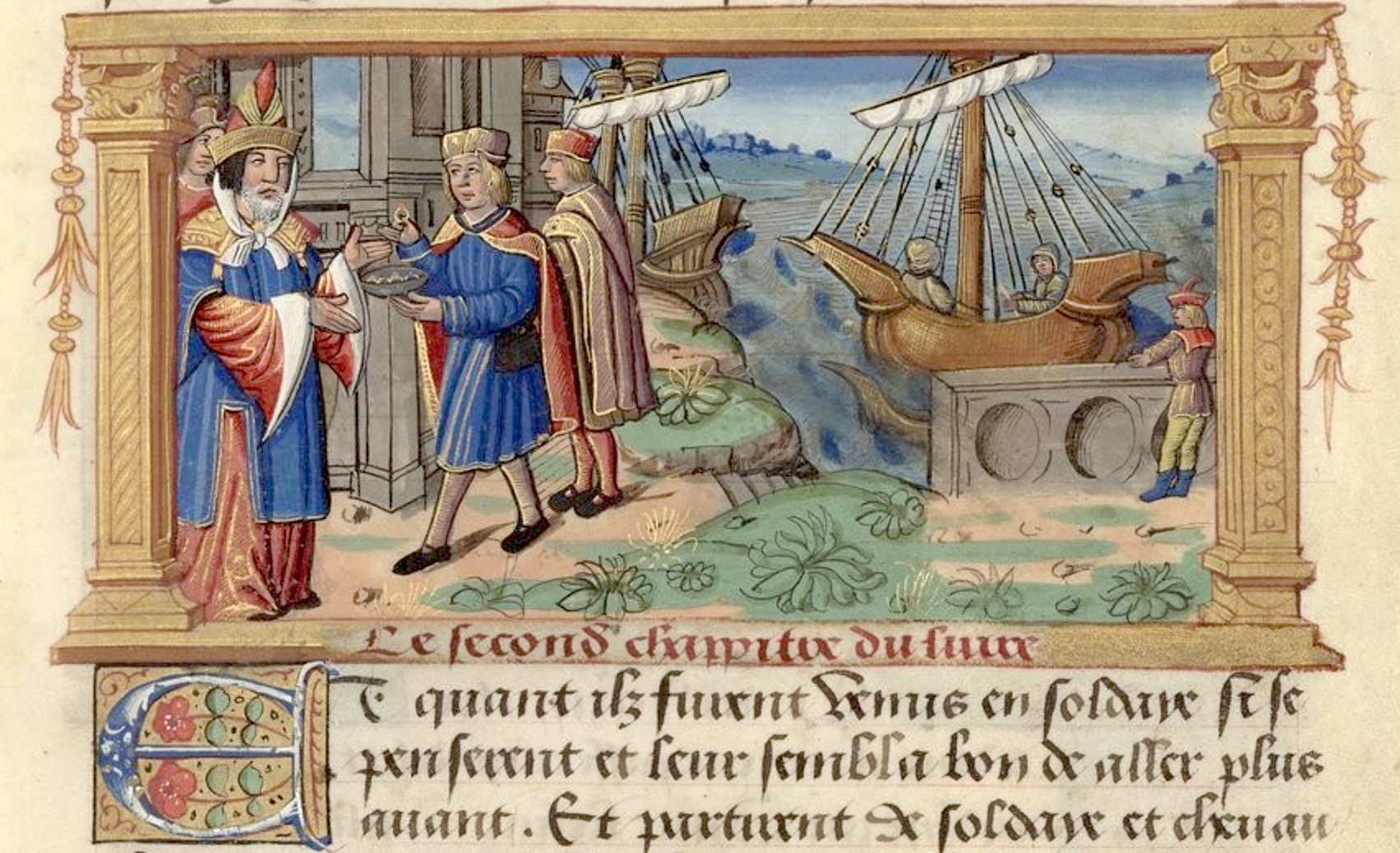
Viaggio dei fratelli Polo da Acri a Trebisonda attraverso la Cina degli Yuan dove vengono ricevuti dal Kublai Khan - miniatura del XV secolo.

I fondachi genovesi e veneziani di Caffa e Soldaia, nella Crimea conquistata dai mongoli dell'Orda d'Oro (parte dell'Impero mongolo dei successori di Gengis Khan) consentirono ai mercanti italiani di accedere alle Via della seta. Raramente però gli italiani percorsero per intero la lunga rotta terricola che collegava il Mar Nero con la Cina: il celebre viaggio del 1271 del veneziano Marco Polo, con il padre e lo zio, partiti da Soldaia e giunti alla corte di Kublai Khan (r. 1260–1294), fu infatti un caso isolato. Altri esploratori italiani raggiunsero l'Estremo Oriente tra XIII e XIV secolo, come Giovanni da Pian del Carpine, Giovanni de' Marignolli e Odorico da Pordenone, ma si trattava essenzialmente di missionari e non di mercanti. Il mercante veneziano Niccolò Da Conti, infatti, esplorò la Persia e le Indie ma non si spinse oltre.
Nel 1284, Genova prese possesso della Corsica e di parte della Sardegna grazie alla sua vittoria sulla Repubblica di Pisa nella battaglia della Meloria, segnando con questo colpo il destino dell'unica repubblica marinara rimasta a contendere alla Superba ed alla Serenissima il controllo sul Mediterraneo.
Nel frattempo, fallite nell'ordine una Ottava crociata (1270) ed una Nona crociata (1271–1272) organizzate contro di loro, i Mamelucchi assoggettavano gli ultimi Stati latini d'Oriente stabiliti durante la Prima crociata: la contea di Tripoli nel 1289 e San Giovanni d'Acri nel 1291. Molti cristiani latini scapparono a Cipro via mare, altri vennero uccisi o resi schiavi.

### XIV secolo: L'apogeo
La conquista degli Stati Latini da parte dei Mamelucchi aveva provocato l'espulsione da quelle terre dei mercanti italiani che però, come di consueto, ripresero rapidamente i loro affari nel Levante. Nel XIV secolo, infatti, le repubbliche marinare fornirono ai sultani mamelucchi armi, legno, ferro e schiavi in misura tale che il Papa, preoccupato del crescente potere musulmano, minacciò di scomunica chi avesse continuato a commerciare con loro.
Beneficiando della sua alleanza con l'Impero Bizantino, la Repubblica di Genova prese possesso di diverse isole greche per garantirsi libertà di comunicazione con il Medioriente musulmano. Allo stesso tempo, gli italiani accrebbero la loro presenza nel Mar Nero: Venezia fondò nel 1332 un fondaco a Tana (attuale Azov), sul Don, mentre Genova fondò la colonia di Gazaria in Crimea dotata di sette porti, nel 1365. Alla fine del XIV secolo, dopo aver annesso la controparte veneziana di Soldaia, la Repubblica di Genova regna sovrana sui traffici del Mar Nero, controllando territori su tutte le coste circostanti: in Crimea, nell'Impero greco di Trebisonda, a Costantinopoli e alle foci del Danubio. Il commercio mediterraneo è invece dominato da Venezia, stabilita sulle sponde dell'Adriatico, a Costantinopoli, nel Peloponneso e nelle principali isole greche.

### XV secolo: il declino

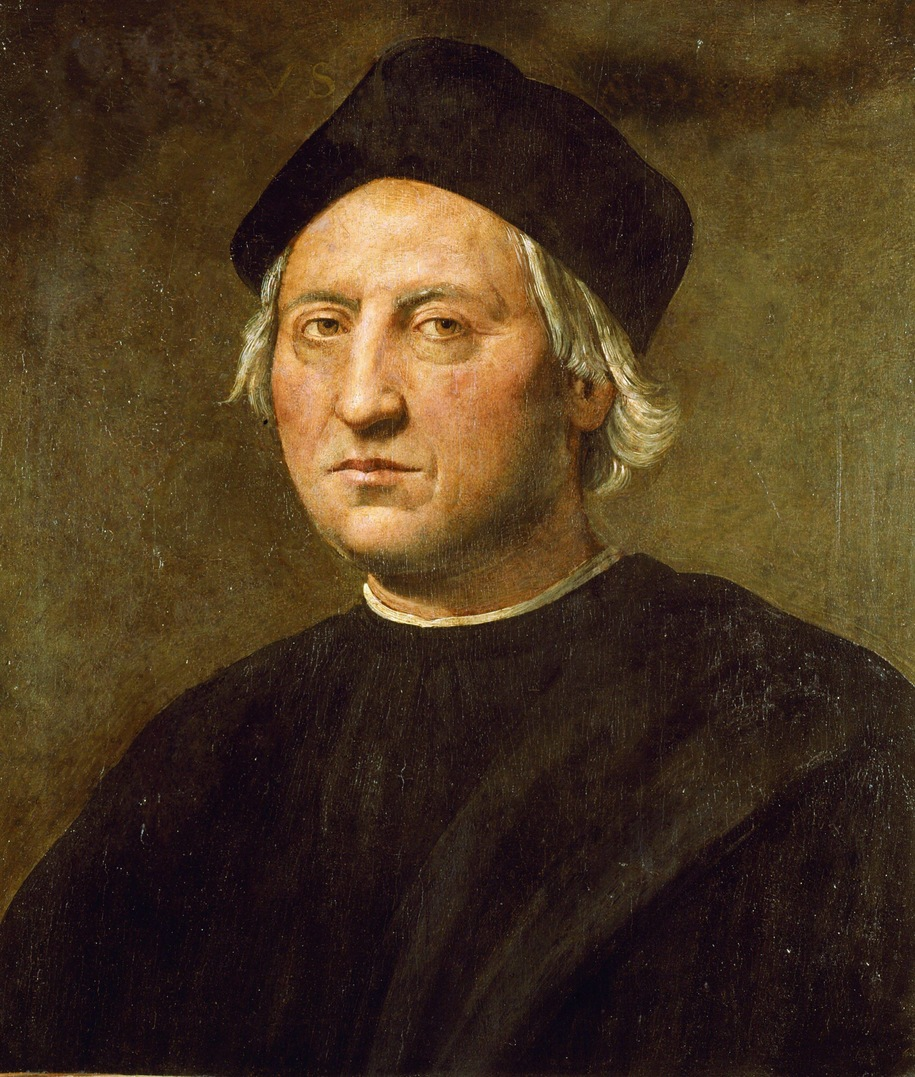
Cristoforo Colombo (1451-1506) navigatore genovese e protagonista dell'Età delle scoperte.

Nel XV secolo, i fondachi italiani d'oltremare furono minacciati dall'espansione dell'Impero ottomano, nuova manifestazione statale delle popolazioni turche che erano state, diversi secoli prima, la causa della Prima crociata e, quindi, i promotori involontari della fondazione degli imperi commerciali italiani. Con l'Assedio di Costantinopoli (1453), terminato dalla loro conquista della città, i Turchi si garantirono il controllo sul Bosforo e poterono così ostacolare notevolmente la circolazione dei mercanti italiani tra il Mar Nero ed il Mar Mediterraneo, avviando il declino del loro dominio marittimo. La Crimea fu a sua volta conquistata dai Turchi nel 1475, poi l'Egitto, importante sbocco per l'Africa attraverso il porto di Alessandria, nel 1517.
La Via della seta, interrotta dalle conquiste ottomane nel Quattrocento, fu sostituita da nuove rotte commerciali che collegavano l'Asia all'Europa passando per l'Africa meridionale, quando i Portoghesi, dopo aver superato il Capo di Buona Speranza nel 1488, stabilirono una rotta per l'India grazie alla spedizione di Vasco da Gama rientrata a Lisbona nell'estate del 1499. Contestualmente, gli Spagnoli tracciavano nuove rotte marittime attraverso l'Oceano Atlantico in seguito alla scoperta dell'America nel 1492 da parte del navigatore genovese Cristoforo Colombo (grande estimatore di Marco Polo).
Da quel momento in poi il Mediterraneo non fu più il centro del commercio mondiale, mentre le repubbliche italiane continuarono a perdere terreno in favore degli Ottomani per tutto il XVI e XVII secolo. Non si trattò, comunque, di un inane declino: es. Venezia, per tutto il primo quarto del Cinquecento, osteggiò sia direttamente sia indirettamente la presenza dei Portoghesi nell'Oceano Indiano, arrivando a schierarsi al fianco dei musulmani nella Guerra navale luso-mamelucca (1505-1517).
Nel frattempo, comunque, diversi grandi navigatori italiani giocarono un ruolo di primo piano nella c.d. "Età delle scoperte": i genovesi Cristoforo Colombo e Giovanni da Verrazzano al servizio rispettivamente della Spagna e della Francia; il fiorentino Amerigo Vespucci al servizio della Spagna, nonché il veneziano Giovanni Caboto al servizio dell'Inghilterra.

## Rapporti tra Genova e Venezia

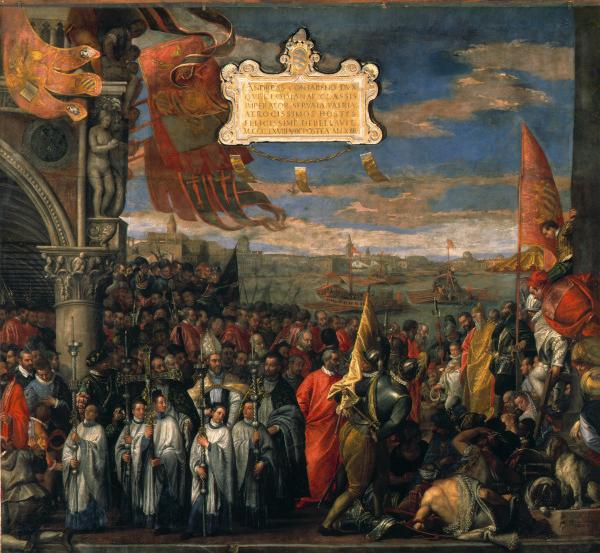
Il ritorno vittorioso dalla guerra di Chioggia del doge di Venezia Andrea Contarini - dipinto di Paolo Veronese.

### XIII-XIV secolo: concorrenza e scontri
Dopo aver eliminato la concorrenza delle altre città italiane, Genova e Venezia si impegnano in una feroce concorrenza che alterna periodi di cooperazione contro arabi, turchi e mongoli (in particolare durante l'assedio di Caffa), e periodi di confronto. I principali scontri navali tra le due talassocrazia furono:
- tra il 1256 e il 1270, Venezia e Genova si scontrarono durante la Guerra di san Saba (Prima guerra veneziano-genovese), causata dall'espulsione dei Veneziani dalla Signoria di Tiro (presso il Regno di Gerusalemme) da parte dei genovesi e di fatto conclusasi per intervento del Papa che necessitava dei legni italiani per trasportare in Terrasanta l'Ottava crociata;[47][59]
- nel 1298, le due repubbliche si scontrarono alla Battaglia di Curzola, durante la quale Marco Polo, tornato dalla Cina tre anni prima e comandante di una galea veneziana, fu fatto prigioniero e furono uccisi 7.000 veneziani (Seconda guerra veneziano-genovese);[60]
- tra il 1350 e il 1355, la Terza guerra veneziano-genovese si concluse nel novembre 1354 con la Battaglia di Sapienza, durante la quale la flotta veneziana comandata da Niccolò Pisani fu catturata dai genovesi di Pagano Doria vicino a Modone in Grecia;[61]
- tra il 1378 e il 1381 Venezia affrontò Genova, alleatasi al Regno d'Ungheria e al Ducato d'Austria nella Guerra di Chioggia (Quarta guerra veneziano-genovese).[62] Il conflitto, provocato dall'attacco a sorpresa della flotta marciana di una flotta genovese nel maggio 1378, si concluse con la Pace di Torino (1381) nella quale Genova riconobbe la preminenza della Serenissima.[62] Venezia, vittoriosa, impose definitivamente a Genova il suo dominio marittimo sui traffici con l'Asia;[51]
- nel 1403 Venezia e Genova si scontrarono nuovamente al largo di Modone, in uno scontro vinto da Venezia.[63]

### XV-XVI secolo: appianamento delle contese e cooperazione
Dal XV secolo, Genova e Venezia si unirono al declinante impero bizantino, minacciato dalle invasioni ottomane, ma non poterono impedirne la caduta di Costantinopoli per mano degli Ottomani nel maggio 1453, seppur contribuirono largamente alla difesa della città. Ciò nonostante, è oggi fuor di dubbio per gli studiosi che furono proprio i numerosi scontri tra le repubbliche italiane conviventi nella capitale bizantina, sia di per sé stessi sia per eventuali strascichi politico-militari costantinopolitani (l'esempio più eclatante fu la Quarta crociata!), a giocare un ruolo preponderante nell'indebolimento e quindi nella caduta di Bisanzio.
Dopo la caduta della Seconda Roma, la minaccia rappresentata dalle invasioni turche in Europa mantenne questo neonato fronte comune tra la Serenissima e la Superba, in particolare all'interno della Lega Santa (1571) che ottenne la celebre vittoria contro la flotta ottomana nella Battaglia di Lepanto.
Allo stesso tempo, il calo della quota di commercio mondiale transitante per il Mediterraneo durante l'Età delle scoperte vanificò le ambizioni di dominio commerciale delle repubbliche italiane, nonché le conseguenti tensioni.

## Distribuzione delle aree di influenza

### Galleria d'immagini

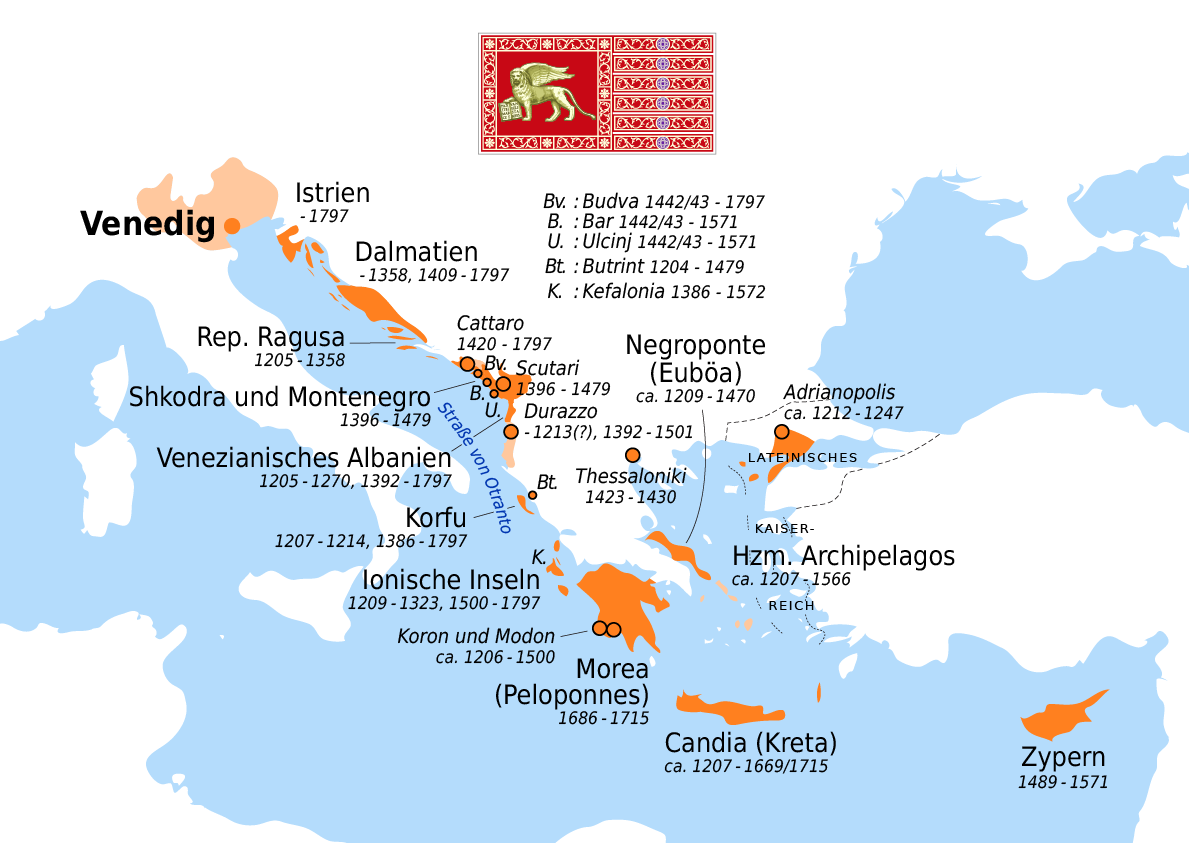
Espansione della Repubblica di Venezia (697-1797)
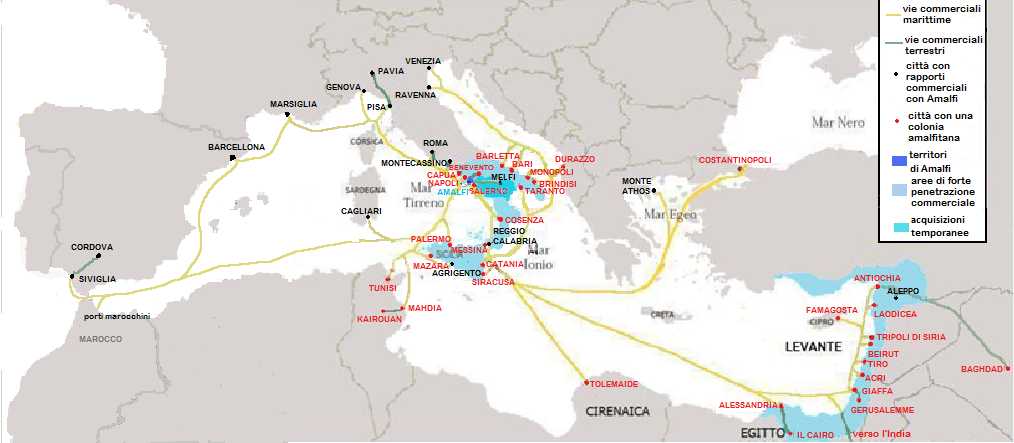
Espansione del Ducato di Amalfi (839-1139)
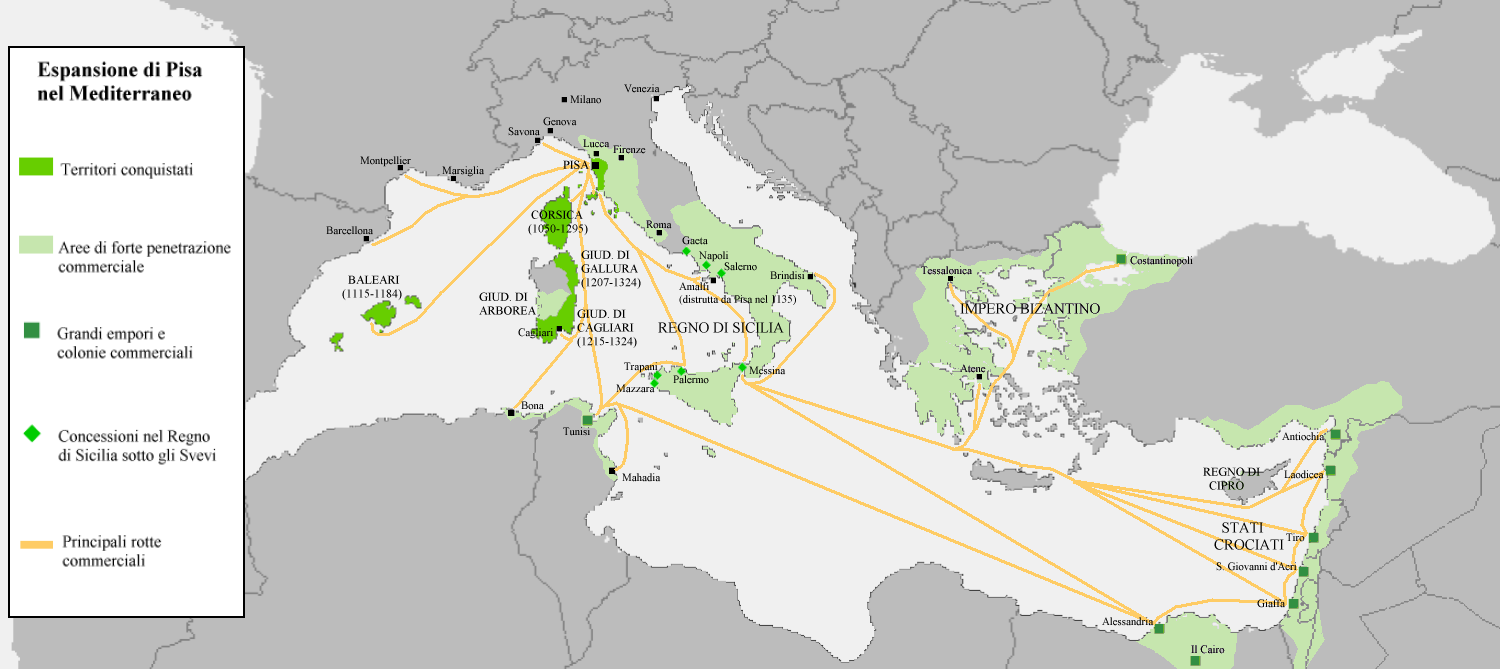
Espansione della Repubblica di Pisa (1000-1406)
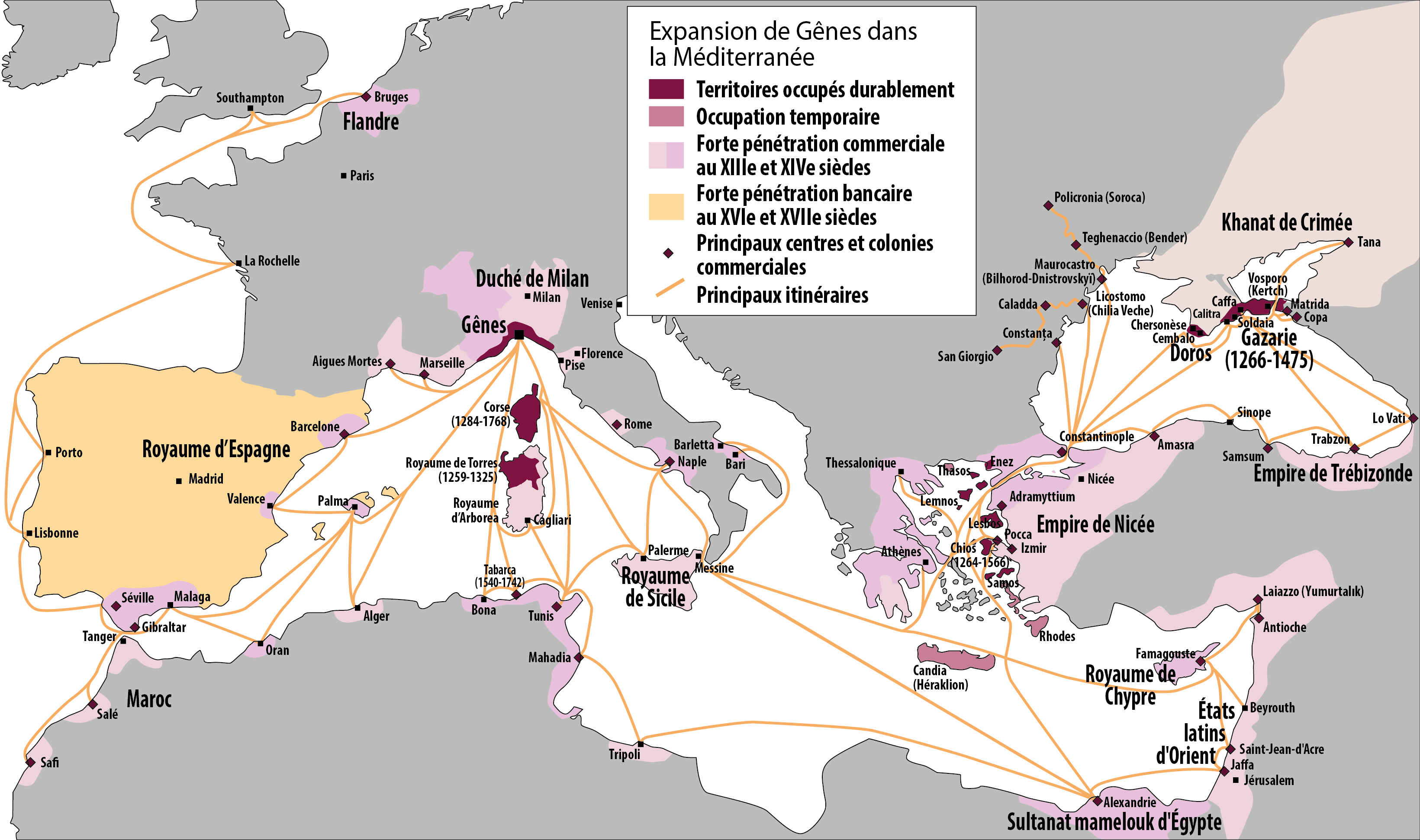
Espansione della Repubblica di Genova (1099-1797)
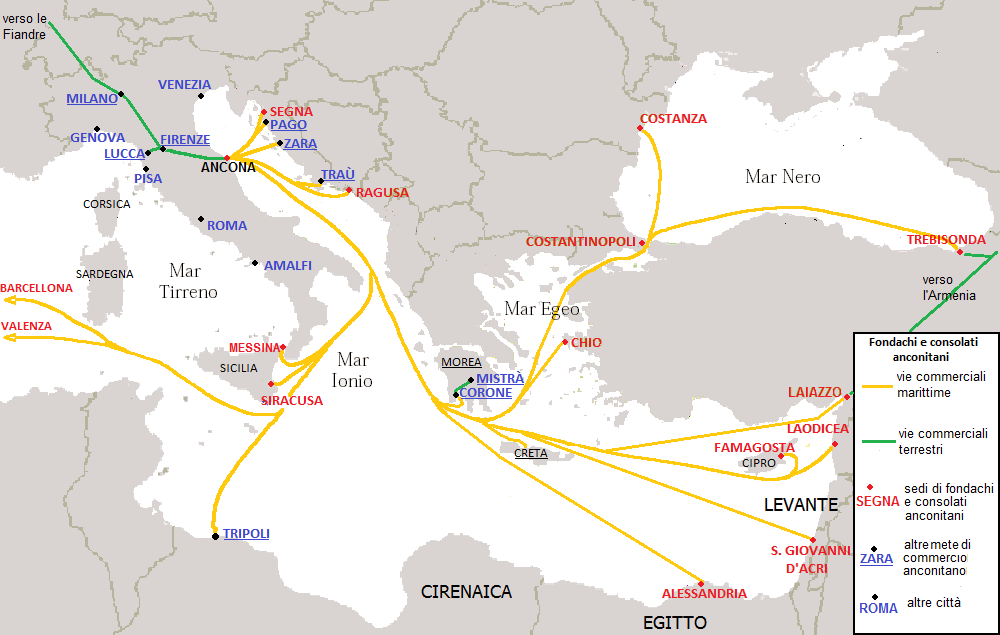
Espansione della Repubblica di Ancona (1198-1532)

### Zone d'influenza veneziana

Stendardo della Repubblica di Venezia

Venezia gettò le prime basi per la sua futura influenza commerciale con un primo accordo commerciale firmato con l'Impero Bizantino nel 992, facendosi ponte tra l'Europa occidentale e quella orientale, i cui scambi passano attraverso l'Adriatico. La Crisobolla del 1082 permise alla Serenissima di stabilirsi a Costantinopoli e fondare scali commerciali nelle città di Atene, Salonicco, Tebe, Antiochia, Efeso oltre che nelle isole Eubea e Chio. Nel 1204, Venezia estese considerevolmente la sua area d'influenza nel Mediterraneo in seguito alla presa di Zara, alla conseguente annessione della Dalmazia ed al Sacco di Costantinopoli da parte dei Crociati. Nella disposizione tra i crociati riguardo alla distribuzione dei territori conquistati (la Partitio Terrarum o Partitio Romaniae), i Veneziani ricevettero (in teoria) tre ottavi dell'Impero Bizantino, di cui tre ottavi della stessa città di Costantinopoli. Venezia successivamente rinunciò a parte delle sue pretese territoriali, ritenendo che l'essenziale era il controllo dei centri commerciali e delle rotte commerciali che attraversano l'ex impero bizantino.
Oltre alle sue posizioni sulla terraferma, la Serenissima approfittò dell'indebolimento bizantino per prendere il controllo di diverse isole greche, fondamentalmente:
- Nel 1207 il Ducato di Nasso fu fondato dal veneziano Marco I Sanudo, nipote del doge che pilotò la Quarta crociata, Enrico Dandolo. Questo ducato si estendeva su parte delle Cicladi, nel Mar Egeo, ed era incentrato sulla città di Nasso.[67] Nel 1210 i duchi di Nasso divennero però vassalli dell'Impero latino di Costantinopoli, sottraendo questo territorio all'area di diretta influenza di Venezia;[67]
- Nel 1209 Venezia acquistò Creta da Bonifacio I del Monferrato, capo della Quarta crociata,[66] e vi fondò il Ducato di Candia. L'isola greca rimase sotto il dominio veneziano per più di quattro secoli, fino alla sua conquista da parte dei Turchi nel 1669, facendone il territorio d'oltremare rimasto più a lungo sotto il dominio marciano;[62]
- La Repubblica di Venezia si impossessò anche delle isole di Corfù, Lesbo e Cerigo/Citera ma queste furono occupate nei decenni successivi dai Bizantini in seguito a numerose offensive militari e diplomatiche[68] Alla fine XIV quattordicesimo secolo, Venezia ristabilì il suo dominio sulle isole Ionie, come Corfù ch'era nel frattempo entrata a far parte del Despotato d'Epiro, e su Cerigo.[69] A differenza della maggior parte delle isole greche, le Ionie non furono mai conquistate dagli Ottomani che tuttavia assediarono la cittadella di Corfù nel 1716 e rimasero sotto l'influenza veneziana fino alla fine del XVIII secolo.[69]

I veneziani furono cacciati da Costantinopoli quando la città fu riconquistata dai bizantini nel luglio 1261 ma un trattato del 1277 con l'imperatore Michele VIII Paleologo permise loro di ristabilirvisi, seppur con limitazioni, e anche d'insediarsi a Salonicco.
Nel 1489, Cipro, sotto il dominio genovese dal 1372, fu l'ultima isola greca integrata nella zona d'influenza veneziana, fino a quando fu conquistata dagli Ottomani nel 1571.
Quindici anni dopo la perdita di Candia alla fine del XVII secolo, il conflitto tra Venezia e l'Impero Ottomano riprese con la Guerra di Morea, vinta da Venezia che prese il controllo del Peloponneso e dell'isola di Leucade nel 1699. Il Peloponneso fu riconquistato dagli Ottomani nel 1715.
Nel Mar Nero, la Repubblica di Venezia istituì, tra XIII e XV secolo, diversi fondachi e scali, i principali dei quali furono Soldaia in Crimea e Tana sul Don. Questi territori posti agli estremi della Via della Seta permisero ai Marciani di raggiungere direttamente la capitale dell'Impero Mongolo, Sarai Berke.
Nell'Adriatico, le regioni dell'Istria e della Dalmazia settentrionale (attuale Croazia) furono sotto l'influenza veneziana dal XV alla fine del XVIII secolo, ad eccezione di Ragusa. Come Corfù e Citera, queste regioni uscirono dall'influenza veneziana solo con la caduta della Repubblica di Venezia durante la conquista dell'Italia settentrionale da parte di Napoleone Bonaparte nel 1797.

### Zone d'influenza genovese

Stendardo della Repubblica di Genova

Genova si affermò come potenza marittima in seguito ad una serie di vittorie contro Pisa tra il 1118 e il 1131. Nel 1174 Genova firmò un trattato con la contea di Tolosa con l'obiettivo di conquistare Marsiglia ma questo progetto fallì e la Superba prese comunque possesso (1191) di Monaco, sul cui principato attualmente indipendente regna ancora la famiglia genovese dei Grimaldi.
Nel marzo 1261, Genova firmò un accordo commerciale con l'imperatore bizantino che le consentiva l'accesso al Mar Nero, dove Genova stabilì diversi scali commerciali intorno alla Crimea (es. Gazaria), il cui porto principale, Caffa, fu fondato intorno al 1266. Un secolo dopo, Gazaria disponeva di sette porti genovesi; l'ultimo ad essere integrato in questo insieme fu Soldaia (1365), fino ad allora avamposto veneziano a 50 km a sud-est di Caffa.
La riconquista di Costantinopoli da parte dei Bizantini nel luglio 1261 permise a Genova di insediarsi nel distretto di Pera e di fondare diversi altri fondachi in Anatolia: nelle città di Focea e Scalanova (attuale Kuşadası) sul versante mediterraneo, Trebisonda, Amasra e Sinope sul versante del Mar Nero.
Nel 1284 Genova prese possesso della Corsica e di parte della Sardegna in seguito alla vittoria contro Pisa nella Battaglia della Meloria. La Sardegna fu abbandonata da Genova al Regno d'Aragona nel 1323, mentre la Corsica rimase genovese per più di cinque secoli, facendone il più lungo territorio d'oltremare dominato dalla repubblica italiana.
Nel XIV secolo, beneficiando della loro alleanza con l'impero bizantino, i genovesi si stabilirono in diverse isole greche:
- nel 1304 la famiglia genovese Zaccaria prese possesso dell'isola di Chio, importante nel periodo intermedio "post-prima crociata" e strategica per il controllo delle rotte marittime egee, essendo il suo porto uno scalo imprescindibile per le navigazioni verso Costantinopoli, lo Stretto, l'Occidente, l'Egitto e il Mediterraneo Orientale. Chio vede anche lo sviluppo delle sue produzioni orientate all'esportazione, come lentisco, vino e frutti di Kampos che possono essere commercializzati o fornire cibo fresco agli equipaggi;
- nel 1346 anche le isole di Samo e Icaria furono conquistate dai Genovesi;[19]
- nel 1355 l'isola di Lesbo fu concessa dall'Impero Bizantino alla famiglia Genovese dei Gattilusio. L'isola rimase genovese per circa un secolo, prima di essere presa dagli Ottomani nel 1462;
- infine, la città di Famagosta nell'isola di Cipro divenne proprietà di Genova nel 1374, mentre l'isola rimase governata dalla dinastia dei Lusignano, favorevole ai Genovesi.[77] Questa posizione garantì alla Superba l'accesso al Medioriente musulmano.[19]

Piccole stazioni commerciali genovesi furono inoltre stabilite nelle principali città europee (Cadice, Siviglia, Lisbona, Bruges, Anversa, Londra e Southampton), nelle località di Licostomo (attuale Kilija) e Maurocastrum (attuale Bilhorod-Dnistrovs'kyj) sul Delta del Danubio e nell'isola tunisina di Tabarka.
Come Venezia, Genova perse la maggior parte dei suoi scali commerciali d'oltremare nel Mar Nero e nel Mediterraneo a causa degli Ottomani tra XV e XVIII secolo. Cipro divenne veneziana nel 1489. Nel 1768 la Corsica, ultima isola sotto la sovranità genovese, fu ceduta alla Francia di Luigi XV dal Trattato di Versailles poiché la repubblica non aveva più i mezzi per mantenere l'isola sotto la sua autorità.

### Altre Repubbliche italiane
Amalfi, Pisa, Ancona e Ragusa appartengono, come Genova e Venezia, al novero delle repubbliche marinare italiane che prosperarono con il commercio durante il Medioevo. Tuttavia, nessun'altra repubblica italiana raggiunge un livello di dominio paragonabile a Genova e Venezia:
- Amalfi, la più antica repubblica italiana, fu pioniera nel commercio mediterraneo, gareggiando con i mercanti arabi durante il X secolo ma la città perse la sua indipendenza all'inizio del XII secolo causa l'annessione al Regno Normanno di Sicilia;[19][62]
- Ancona ebbe un'indipendenza e un'esistenza relativamente breve, essendo incorporata nel Sacro Romano Impero fino al 1198 e poi dallo Stato Pontificio dal 1532;[80]
- Pisa stabilì il dominio sulla Sardegna nel 1017, sulla Corsica nel 1051 e sulle Baleari nel 1085, oltre che su importanti rotte commerciali verso gli Stati Latini d'Oriente, le principali metropoli portuali dell'Impero Bizantino e città africane come Alessandria e Tunisi. Tuttavia, perse la maggior parte della sua flotta nella battaglia della Meloria contro Genova nell'agosto 1284 e le sue stazioni commerciali nel Mediterraneo furono annesse dalla Superba;[44]
- Ragusa, altra grande potenza marittima dell'Adriatico situata nell'attuale Croazia, passò sotto la supervisione veneziana dopo la presa di Zara (1202) e Costantinopoli (1204) da parte dei Crociati. Ragusa, il cui territorio si trova tra queste due città, non volendo subire la stessa sorte si sottomise alla Serenissima, beneficiando allo stesso tempo della sua protezione e prosperità. Il porto di Ragusa funse infatti quale "secondo porto" di Venezia. La Repubblica passò poi sotto la dominazione ungherese in seguito alla Pace di Zara (1358) ma tornò sotto il dominio veneto, insieme al nord della Dalmazia, all'inizio del Quattrocento.

### Stati Latini d'Oriente

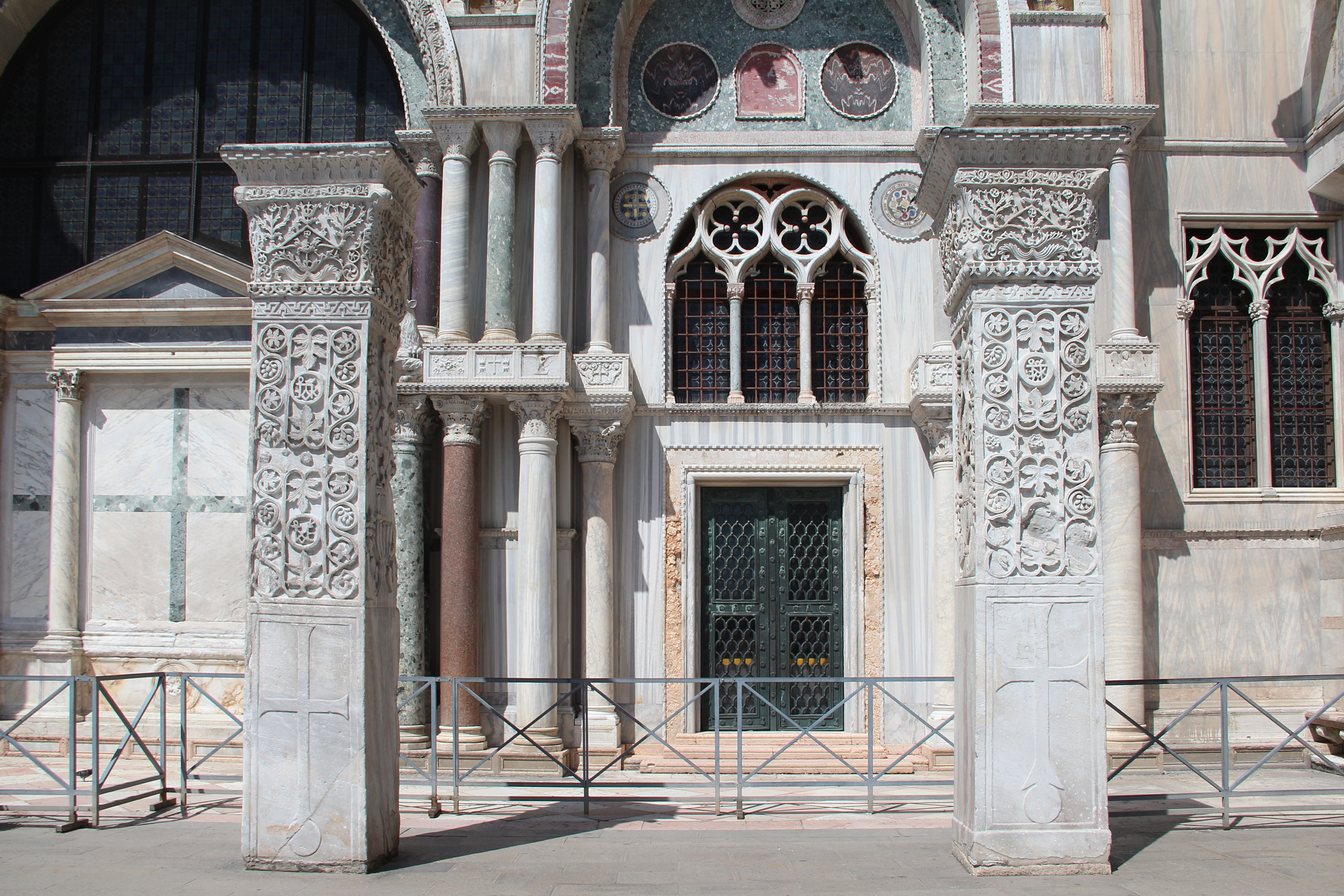
I "Pilastri Acritani" in Piazza San Marco (Venezia).

Dall'inizio delle Crociate, gli sportelli di diversi Stati latini dell'Oriente servono la città di San Giovanni d'Acri, conquistata il 26 maggio 1104 da Baldovino I di Gerusalemme. La città fu conquistata da Saladino il 9 luglio 1187, dopo la sua vittoria sul Re di Gerusalemme Guido di Lusignano nella battaglia di Hattin, ma presto riconquistata (1191), durante la Terza crociata, da Filippo Augusto e Riccardo Cuor di Leone. Durante il XIII secolo, venuto meno il ruolo egemone di Gerusalemme, Acri divenne la capitale degli insediamenti cristiani del Medioriente. La città era il porto principale della Terra Santa, divisa in distretti controllati da mercanti provenienti da tutto il Mediterraneo: Veneziani, Pisani e Genovesi ma anche Francesi e financo Germanici.
Nel XII secolo, Pisa era la repubblica marinara più coinvolta in Terrasanta (e quindi ad Acri): forniva ai crociati navi, cavalli e capitali. Le cose cambiarono all'inizio del XIII secolo quando, dalla sua base a Tiro, Venezia accrebbe la propria presenza nella regione. Nel 1250, fu il turno di Genova di entrare nella corsa cercando di porre fine al dominio marciano sul Mediterraneo, dall'Egitto al Mar Nero. Nel 1256 iniziò la grande guerra tra Venezia e Genova nota come Guerra di San Saba (1256–1270), quando i Genovesi espulsero da Tiro, allora faceva parte del Regno di Gerusalemme, i Veneziani. L'Impero Bizantino si schierò con Genova in accordo al Trattato di Ninfeo (1261) ma alla fine fece pace con Venezia dopo esserne stato sconfitto nella Battaglia di Settepozzi (1263). Quando poi, nel 1284, la Superba sconfisse Pisa alla Meloria, gli sportelli toscani d'Oltremare passarono in gestione ai liguri.
Quando fu presa dai Mamelucchi d'Egitto nel 1291, San Giovanni d'Acri era ancora il principale avamposto commerciale italiano (veneziano in particolare) nel Levante. La sua caduta segnò la fine degli Stati Latini d'Oriente ed il definitivo punto di svolta nella storia delle Crociate.

## Amministrazione del territorio e rapporti con le popolazioni locali

### Stati Latini d'Oriente

#### Principato di Antiochia
Nel 1082, la Crisobolla concessa dal basileus permise a Venezia d'insediarsi in diverse città greche, in particolare Costantinopoli e Antiochia. Antiochia fu però presa dai Selgiuchidi nel 1085, mentre l'impero bizantino era impegnato nelle guerre con i normanni nei Balcani. Ironia della sorte, fu il normanno Boemondo di Taranto, già nemico dell'impero bizantino al fianco del padre Roberto il Guiscardo, a schierarsi con Alessio Comneno dopo essere stato destituito dalla successione dal padre, e riconquistò Antiochia dai Selgiuchidi nel 1098. Il supporto dei genovesi fu per lui fondamentale: mentre l'assedio sembrava senza speranza, rifornirono di cibo gli assedianti via mare, quindi smontarono le loro galee per costruire macchine d'assedio. In cambio di questo appoggio, Boemondo concesse ai genovesi privilegi commerciali simili ai termini del trattato bizantino-veneziano del 1082.
Questi privilegi furono mantenuti dal figlio e successore Boemondo II, poi estesi da Boemondo III (regno 1163-1201) che concesse ai genovesi l'autonomia giudiziaria per ringraziarli del loro contributo alla difesa della città contro gli eserciti di saladino nel biennio 1188-1189. Allo stesso tempo, Boemondo III ridusse i diritti concessi ai Pisani, ai quali il suo predecessore Raimondo Rupeno aveva concesso privilegi equivalenti a quelli dei Genovesi.
Il XIII secolo fu segnato da un indebolimento di Antiochia come stazione commerciale causa la concorrenza del porto siriano di Laodicea, dove i veneziani ottennero una concessione dall'emiro di Aleppo, El-Malik ed-Zahir Ghazi, nel 1207, potendovi costruire fondachi, chiese ed un hammam. Inoltre, alla fine del regno di Boemondo IV (1189-1233), sorsero tensioni tra i principi di Antiochia e i loro ex-alleati genovesi, a causa delle diverse posizioni assunte in merito alla Sesta crociata guidata da Federico II di Svevia, appoggiato da Boemondo ma non dai genovesi.  Il successore Boemondo V (1233-1252) ) ripristinò i privilegi dei commercianti pisani, a scapito dei genovesi.
L'ultimo principe di Antiochia, Boemondo VI (1252-1268), si unì opportunisticamente ai Mongoli, che attaccavano in quegli anni il Califfato abbaside giungendo a saccheggiare Baghdad nel 1258. I Mongoli furono infine respinti nella Battaglia di Ayn Jalut (1260) dai Mamelucchi d'Egitto che, durante la controffensiva, conquistarono Antiochia, assente Boemondo VI, ponendo fine al principato. Il principe spodestato si ritirò nella Contea di Tripoli, per la quale organizzò la difesa quando i Mamelucchi tentarono di impadronirsene sulla scia della loro vittoria ad Antiochia nel 1271, riuscendo a respingerli.

#### Contea di Tripoli
L'attuale città libanese di Tripoli fu presa dai crociati guidati da Raymond de Saint-Gilles nel 1109, dopo un assedio di 7 anni. Questo stato latino fu integrato nella zona d'influenza genovese, avendo la città italiana giocato un ruolo decisivo nel rifornire gli assedianti con la sua flotta (come per l'assedio di Antiochia e l'assedio di Gerusalemme nel 1099) mentre gli assediati erano riforniti dagli egiziani. Grazie ai rinforzi inviati da Baldovino I di Gerusalemme, Tripoli fu conquistata nel luglio 1109.
Tra XII e XIII secolo, la popolazione della contea era composta principalmente da crociati provenienti dall'Occitania e dall'Italia. Dal 1187 il suo governo passò ai Principi di Antiochia. La città tornò ad essere autonoma sotto il protettorato di Genova nel 1288, pochi mesi prima della sua conquista da parte dei Mamelucchi nel 1289.

#### Tiro

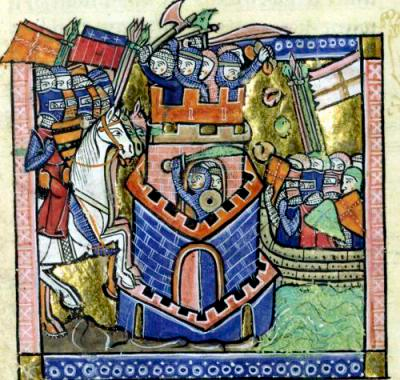
Assedio di Tiro, incisione di Guglielmo di Tiro, storico delle crociate e arcivescovo di Tiro tra il 1175 e il 1184.

La città di Tiro (oggi Libanese) fu conquistata dai Veneziani durante la Crociata Veneziana del 1122–1124 nel c.d. "Periodo Intermedio post-prima crociata". Baldovino di Bourg, capo di questa vittoriosa offensiva, concesse ai veneziani ampi privilegi commerciali a Tiro (tra cui la garanzia dei diritti di proprietà degli eredi dei veneziani ivi morti), assicurando così il mantenimento di una presenza navale marciana nel Levante. Saladino tentò d'impadronirsi della città nel 1187 ma questa, difesa da Corrado del Monferrato, re di Gerusalemme, e ben rifornita dal mare dalle galee italiane, resiste.
Nel 1256 i genovesi ottennero l'espulsione dei veneziani da Tiro, innescando la Guerra di San Saba vinta però da Venezia nel 1270. Questa lunga guerra alla quale presero parte (e furono uccisi in battaglia) molti crociati e furono distrutte molte difese, ebbe l'effetto di indebolire fortemente gli ultimi Stati Latini dell'Oriente, a vantaggio dei Mamelucchi che li conquistarono (Tiro inclusa) nel 1291.

#### San Giovanni d'Acri
La città di Acri (attuale Israele), fu conquistata il 26 maggio 1104 da Baldovino I di Gerusalemme. Ripresa da Saladino il 9 luglio 1187, fu riconquistata nel 1191 dai re Filippo Augusto e Riccardo Cuor di Leone durante la Terza crociata. L'insediamento dell'ordine cavalleresco degli Ospitalieri di San Giovanni di Gerusalemme e la fondazione dell'Ospedale diedero alla città un nuovo nome, quello di San Giovanni d'Acri.
Nel Duecento, divenne capitale del regno di Gerusalemme, dopo la presa della Città Santa da parte di Saladino nel 1187. Fu un grande centro intellettuale nonché il principale porto del regno, attraverso il quale passavano tutte le merci, diviso in distretti controllati da mercanti provenienti da tutto il Mediterraneo, in particolare veneziani, pisani, genovesi, francesi e germanici.
La riconquista della città nel 1291 da parte del sultano d'Egitto Al-Ashraf Khalil pose fine alla presenza degli europei in Terrasanta e chiuse il periodo delle Crociate.

### Territori greci del Mediterraneo

#### Costantinopoli

##### Insediamento veneziano nel Corno d'Oro
La Crisobolla del 1082 aveva permesso a Venezia di stabilirsi a Costantinopoli ove meno di un secolo dopo la popolazione marciana raggiunse le 12.000 unità. La presenza dei Veneziani a Costantinopoli durò quasi 400 anni, pur essendo interrotta dalla loro cacciata da parte di Manuele I Comneno nel 1171 e nel 1261 dopo la riconquista della città da parte dello Strategopulo. I veneziani ottennero di volta in volta con la diplomazia di ristabilirsi nella capitale bizantina, sebbene i loro rapporti con il basileus fossero fortemente deteriorati. Pertanto, la Caduta di Costantinopoli nel 1453 fu vissuta dai veneziani come una spoliazione, la sottrazione d'una proprietà che credevano dovesse appartenere loro per l'eternità.

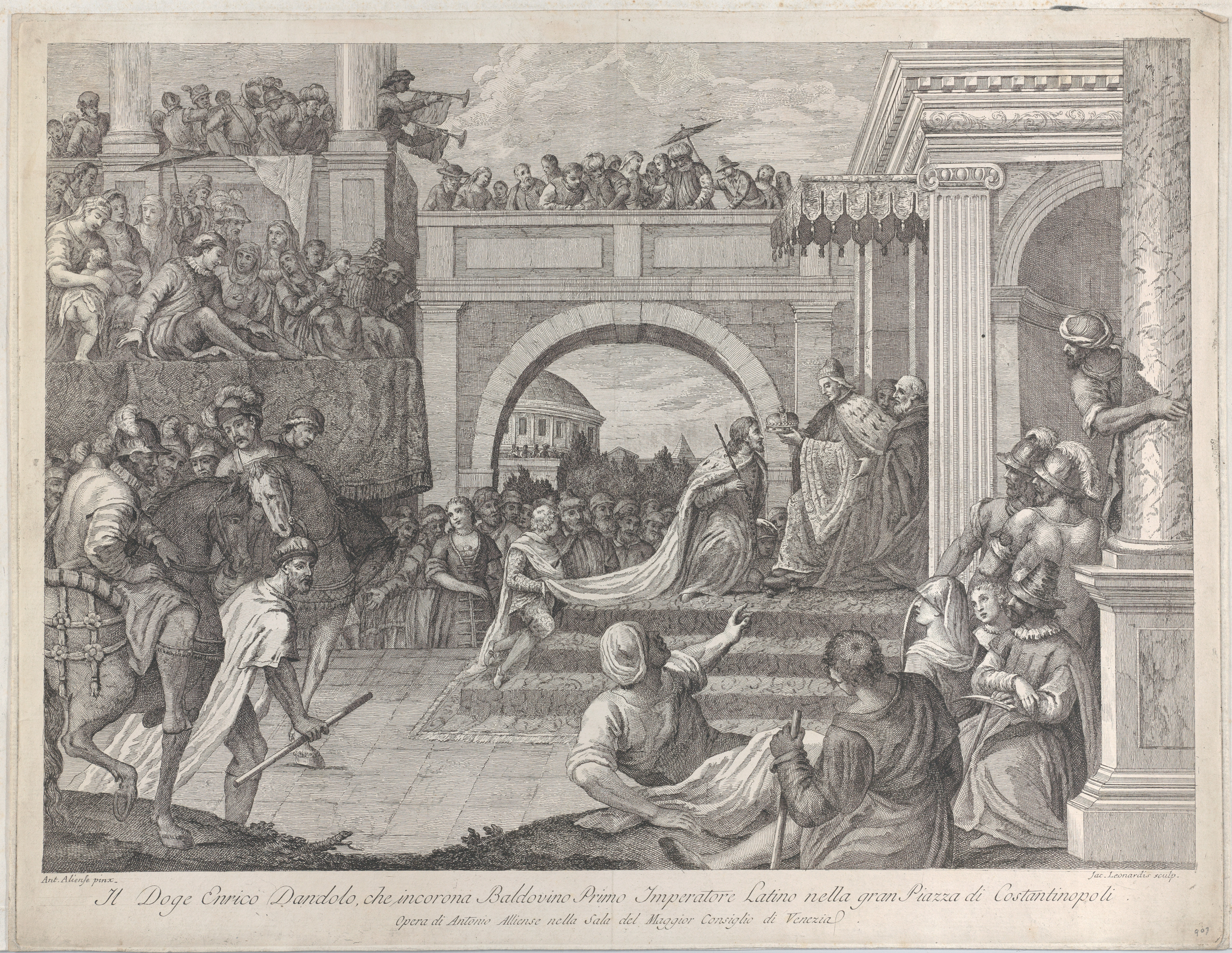
Il doge Enrico Dandolo incorona Baldovino I di Costantinopoli - incisione del XVII secolo.

Quando la capitale greca fu conquistata dai crociati nel 1204 ed integrata nell'Impero latino di Costantinopoli e parte della città entro la cinta di Settimio Severo fu concessa dai crociati a Venezia. La scelta del nuovo imperatore fu affidata a una commissione di dodici membri, sei veneziani e sei franchi, e portò all'elezione di Baldovino VI del Hainaut a primo imperatore latino costantinopolitano con il nome di Baldovino I di Costantinopoli.
All'interno dell'Impero latino d'Oriente di Baldovino I, Venezia non fu dichiarata "vassallo" dell'imperatore e fu quindi libera da ogni obbligo feudale, terminando la sottomissione di Venezia all'imperatore bizantino e l'inizio della colonizzazione del Mediterraneo orientale. La repentina morte di Baldovino I, catturato dai Bulgari nella Battaglia di Adrianopoli (1205), e, poche settimane dopo, quella del doge veneziano Enrico Dandolo, minò il dominio dei Veneziani che dovettero combattere nei decenni successivi per mantenere i propri privilegi.
Dopo il ripristino dell'autorità bizantina sulla città nel 1261, i veneziani ne furono cacciati ma nel 1268 fu firmato un trattato di pace tra Bisanzio e Venezia e i marciani ottennero il diritto di ristabilirsi a Costantinopoli nel 1277, in un distretto ristretto e poco protetto che si estendeva lungo il Corno d'Oro tra la Porta Paramae e la Porta Drungarii. I veneziani potevano acquistare o affittare proprietà al di fuori di questo perimetro, mentre alcuni, sposando donne greche (i bambini di razza mista furono chiamati "gasmuli"), ricevere in dote un immobile.
Nel 1297 i genovesi, ora favoriti dal basileus, attaccarono i veneziani, massacrandone molti e costringendo la maggior parte dei superstiti a lasciare nuovamente Costantinopoli, un anno prima della Battaglia di Curzola tra le due repubbliche latine. Al contempo, quale rappresaglia per l'occupazione della città di qualche decennio prima, i veneziani furono sempre più discriminati a vantaggio dei greci e di altri latini, in particolare nell'accesso al lavoro, nelle transazioni commerciali e persino nelle sentenze dei tribunali.
Nel 1322, volendo fermare l'irresistibile ascesa al potere dei genovesi, l'imperatore bizantino Andronico II Paleologo annullò la maggior parte delle misure discriminatorie stabilite nei confronti dei veneziani, riequilibrando il potere tra le due potenze latine. Questa decisione permise un nuovo arricchimento molto rapido dei veneziani che s'accaparrarono una quota crescente della ricchezza e delle entrate bizantine dal mare. Venezia beneficiava anche del diritto di stabilire nella città le proprie istituzioni, come un Doge, un Senato, nonché un ambasciatore presso l'Imperatore designato come "bailo", incaricato dell'amministrazione interna della colonia e di dispensare giustizia, con mandato e presenza di durata limitata, rigidamente controllato da Venezia a cui deve riferire, in particolare sulla gestione finanziaria.
I rapporti tra Veneziani e Genovesi a Costantinopoli rispecchiarono i rapporti tra le due potenze. Così, le tensioni degenerarono in scontri armati nel 1350 e nel 1378 quando le flotte delle città-stato si scontravano sul mare. La separazione delle zone d'influenza e commercio tra i mercanti genovesi e quelli veneziani era impossibile anche in tempi di conflitto, quando le barche delle due repubbliche attraccavano allo stesso porto e vendevano o caricavano le loro merci al mercato di Pera.
Nel 1381, la Pace di Torino permise a Venezia di riappropriarsi di tutti i suoi privilegi a Costantinopoli nonché di poter liberamente commerciare nel Mar Nero.
Dopo la caduta di Costantinopoli nel 1453, il bailo veneziano mantenne la sua funzione di ambasciatore, ora presso il Sultano ottomano.

##### Distretto genovese di Pera

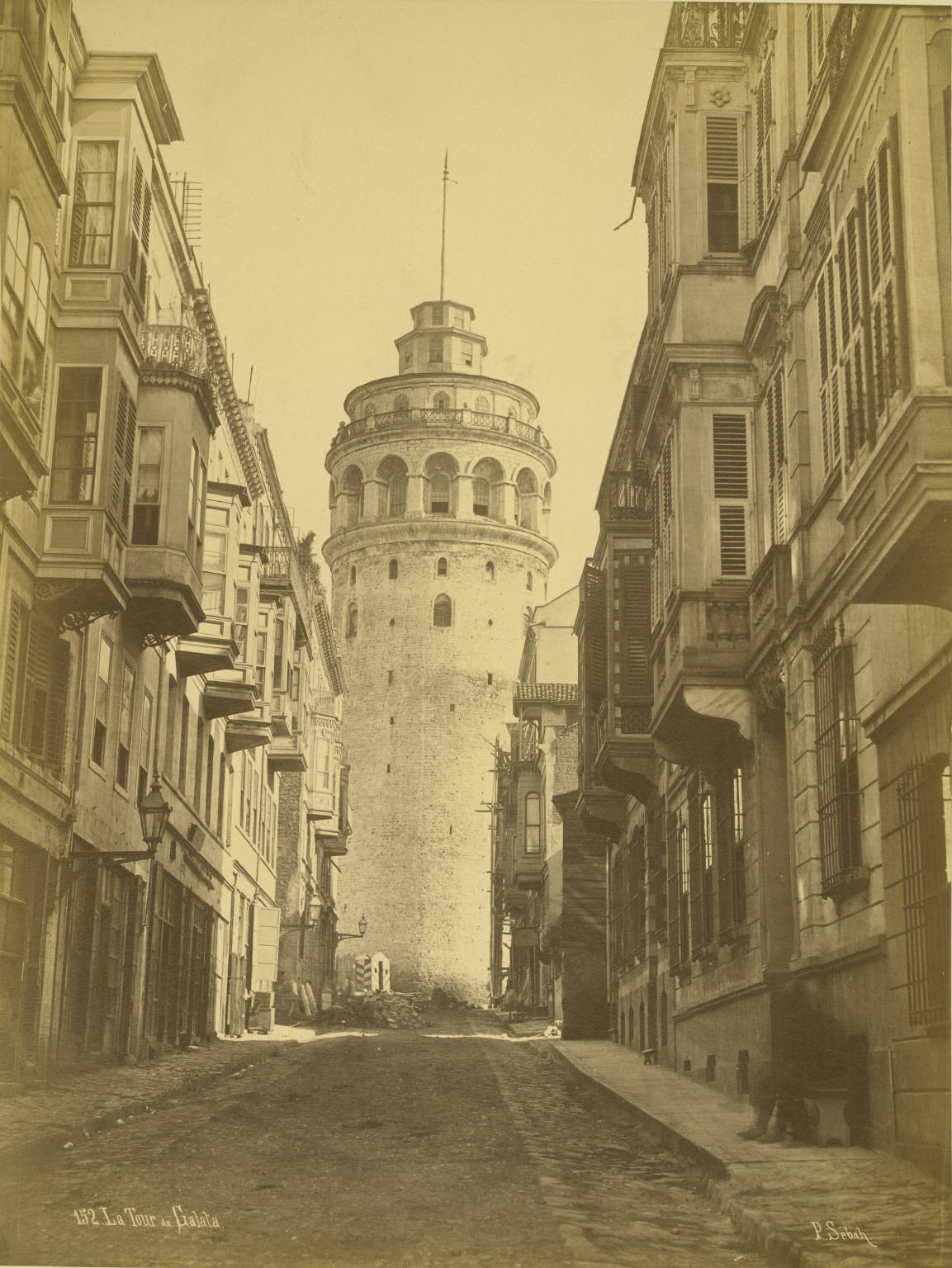
Torre genovese di Galata a Costantinopoli - foto del XIX secolo.

I mercanti genovesi si stabilirono nel quartiere di Pera (attuale Karaköy) della città di Costantinopoli nel 1267, dopo il Trattato di Ninfeo del 1261 con il basileus Michele Paleologo. Il quartiere fu poi popolato principalmente da Greci ed Ebrei.
Cuore delle attività genovesi in Romania, Péra si sviluppò rapidamente nei decenni successivi alla concessione di Michele VIII Paleologo. Nel 1281, l'evoluzione demografica fa scomparire le separazioni tra le terre greche e quelle occupate dai Genovesi. Durante il XIV secolo, la stazione commerciale beneficiò della concessione imperiale dei successivi ampliamenti e fu fortificata.
Nell'agosto del 1348, approfittando delle difficoltà dell'impero bizantino vessato dalla guerra civile del 1341-1347, i genovesi chiesero un ampliamento della loro presenza in punti strategici della città ma incontrarono il rifiuto della basilissa Irene. La vera ambizione della Superba era di aumentare il proprio controllo sullo stretto del Bosforo per stabilire un vero e proprio monopolio sul Mar Nero a danno di Venezia.
In reazione a questo rifiuto, i genovesi entrarono in aperta lotta contro l'Impero, attaccando le navi greche, bruciando gli stabilimenti situati sulla sponda meridionale del Corno d'Oro, bombardando la capitale bizantina ed imponendovi un blocco marittimo di diversi mesi che vi causò gravi carenze alimentari. Nel marzo del 1349 l'imperatore Giovanni VI Cantacuzino, di ritorno dal fronte, tentò di forzare il blocco ma le sue navi furono affondate dai genovesi all'ingresso del Bosforo. Fu l'intervento del Senato della Repubblica di Genova a costringere i liguri costantinopolitani a cessare le ostilità con il Cantacuzino che convocò i nobili genovesi e chiese il pagamento d'una multa e l'impegno formale di n. violare più il trattato in futuro, al fine di ristabilire la pace.
I genovesi mantennero delle strutture difensive (in particolare la Torre di Galata, ancora oggi visibile) durante queste ostilità, regolarmente attaccate via mare dai veneziani che furono così distratti dal fornire al basileus il sostegno che si aspettava da loro contro i genovesi.
I rapporti tra Venezia e Genova a Costantinopoli furono ovviamente lo specchio dei rapporti tra le due potenze marinare, degenerando in scontri armati nel 1350 e nel 1378 nei momenti in cui le flotte delle città-stato si scontrano sul mare. Ma la separazione delle zone di influenza e di commercio tra i mercanti genovesi e quelli veneziani era impossibile anche in tempi di conflitto, quando le barche delle due repubbliche attraccavano allo stesso porto e vendevano o caricavano le loro merci al mercato di Pera.
Se il rifondato Impero bizantino dei Paleologi inizialmente contò sull'alleanza con Genova del 1261 per riprendersi Costantinopoli, quest'ultima, dopo la ripresa della città da parte di Strategopoulos, approfittò ampiamente delle sue debolezze per estendere la sua influenza commerciale, provocando, come la sua rivale Venezia, il suo declino.

#### Ducato di Candia (Creta Veneziana)
Creta, sotto la dominazione veneziana dal 1209 al 1669, fu molto più grande e popolata della città di Venezia. Tra il 1211 e il 1310 vi s'insediarono circa 10 000 Latini (tra famiglia e servi), uno sforzo notevole per una città-stato di circa 60 000 abitanti, quasi tutti persone non venete provenienti dall'Italia settentrionale. La società s'organizzò in una piramide sociale così verticalizzata: nobili-feudatari, veneziani discendenti dei primi coloni o nobili cretesi (che potevano superare nella gerarchia anche nobili latini caduti); artigiani e mercanti; contadini liberi e schiavi, principalmente greci o balcanici.

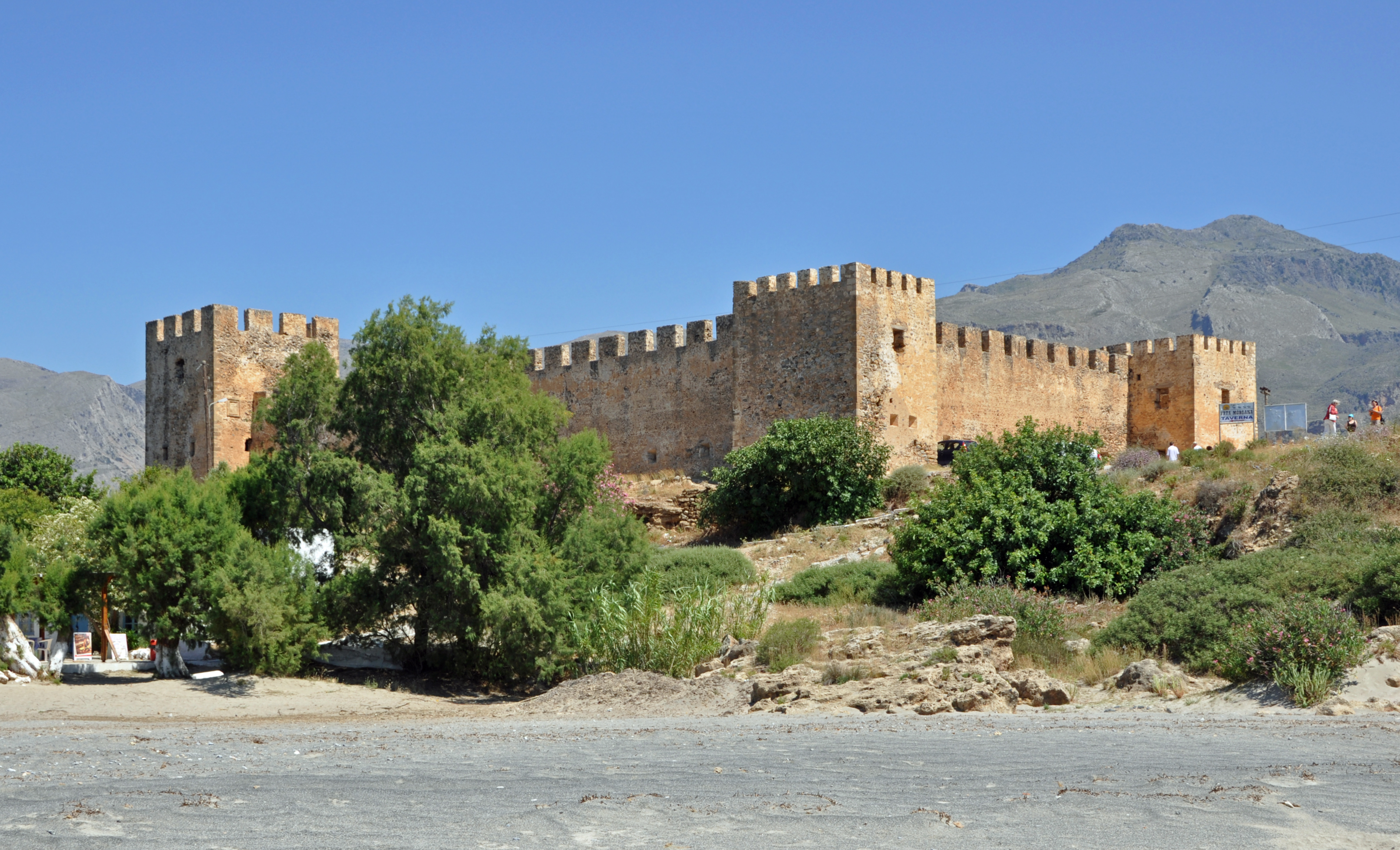
Castello veneziano di Frangokastello, 12 km a est di Sfakia a Creta.

Venezia trasportò nell'isola il suo sistema amministrativo, la sua gerarchia sociale, la sua organizzazione urbana e la sua lingua. Installò coloni veneti che ricevettero feudi e organizzò la vita economica. Creta fu gestita da un piccolo numero (poche dozzine) di funzionari veneziani senza alcun legame con quella terra, lasciando agli indigeni solo il ruolo di consiglieri o incarichi secondari come giudici, notai o scrivani. Un sistema di ambasciate fu messo a disposizione degli indigeni per denunciare eventuali malversazioni o abusi di potere da parte di funzionari veneziani, direttamente alla metropoli.
Le cause giudiziarie erano risolte da giudici veneziani che applicavano il diritto locale quando le cause erano tra autoctoni e il diritto veneziano solo per le cause penali. I notai furono inviati sempre da Venezia per la trascrizione degli atti. Lo Stato Veneziano, proprietario supremo, affidava in perpetuo terreni con pieni diritti di sfruttamento e trasmissione in cambio di servizi militari ma conservava terreni nelle città per fondarvi edifici pubblici.
La dominazione veneta dell'isola fu segnata da numerose ribellioni degli indigeni, la prima delle quali scoppiò già nel 1211 e la principale, la rivolta di San Tito, tra il 1363 e il 1368. Diverse rivolte cretesi portano a una ridistribuzione delle terre più a favore degli autoctoni ma i Latini conservarono la gestione esclusiva degli affari dell'isola, del commercio internazionale e della nomina di funzionari locali.
La rivolta del 1363 fu innescata dagli stessi coloni italiani, affiancati dalla nobiltà greca, quale protesta per i cospicui contributi richiesti dalla città-stato per l'approvvigionamento alimentare e il mantenimento delle flotte. La Repubblica di Venezia fu costretta a chiedere l'aiuto dei Re di Cipro e dell'Ungheria, di Papa Urbano V, di Giovanna I di Napoli e dei Cavalieri di Rodi per reprimerla la rivolta.
Frangokastello fu costruito dai Veneziani tra il 1371 e il 1374 proprio per mettere in sicurezza la regione di Sfakia, allora minacciata dalla pirateria.
Dal XV secolo molti greci, in fuga in seguito alla caduta dell'impero bizantino, si rifugiarono a Creta. Come molte metropoli europee, l'arrivo di questi migranti creò un periodo di scambio di conoscenze e di arricchimento intellettuale e artistico, noto come "il Rinascimento cretese". Questo periodo fu caratterizzato da un forte aumento dell'alfabetizzazione della popolazione, di cui una parte crescente, anche tra i greci, fu inviata alle università italiane, principalmente Padova, per proseguire gli studi superiori.
L'arrivo a Creta di numerosi manoscritti al seguito dei profughi di Costantinopoli rese i monasteri dell'isola centri estremamente produttivi di copisti che accelerarono la distribuzione in Europa di opere religiose, filosofiche e scientifiche.

#### Famagosta (Cipro genovese)

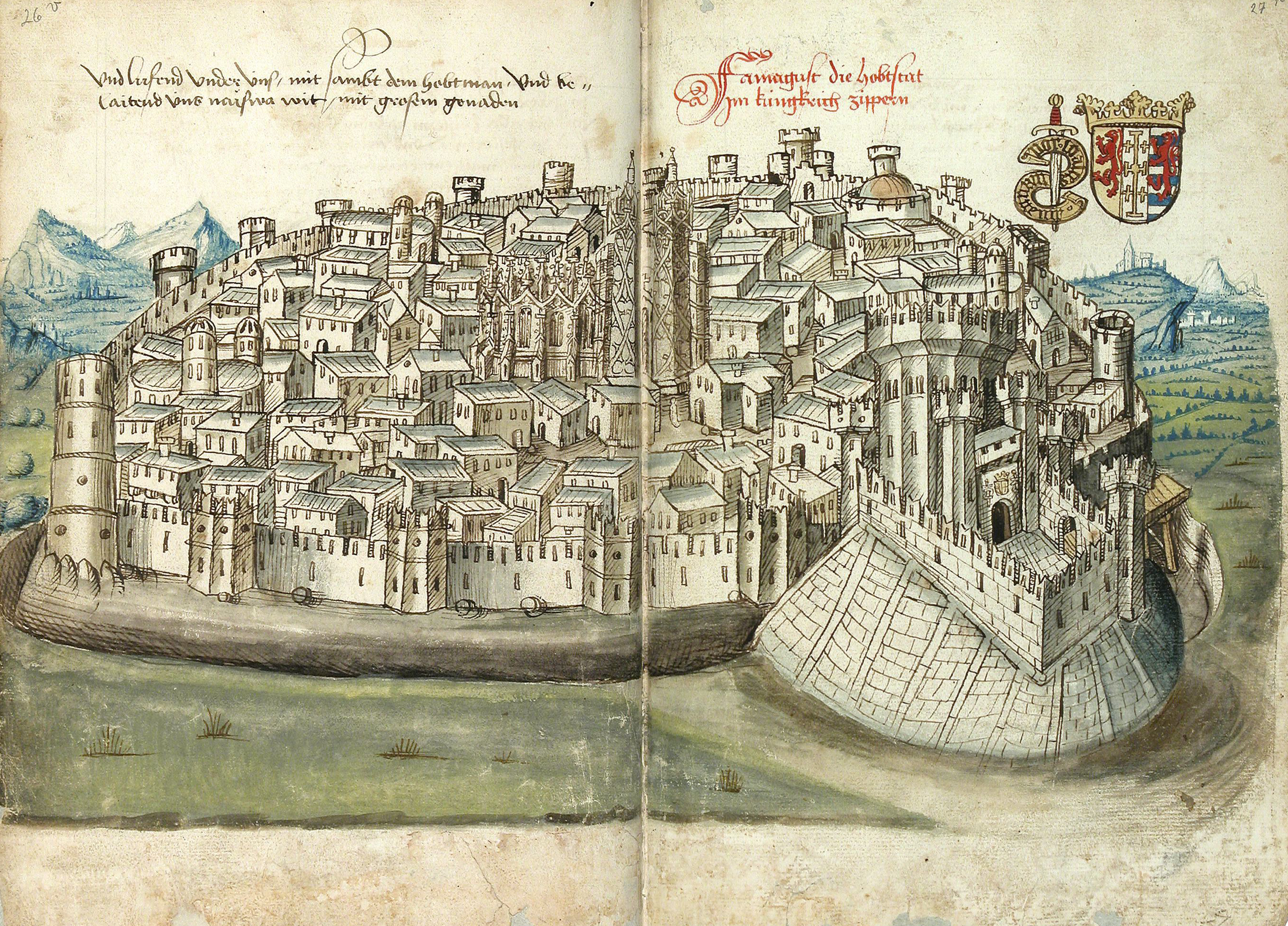
Famagosta - incisione di Conrad Grünenberg, 1480.

Dall'inizio XII secolo, un piccolo numero di mercanti genovesi si stabilì a Cipro in seguito alle concessioni ottenute dai Lusignano. Le prime testimonianze di una stabile presenza genovese risalgono al 1203, mentre il primo privilegio concesso ai genovesi dalla casa di Lusignano risale al 1218, poi confermato da un trattato di alleanza concluso nel dicembre 1232. Alla fine del XIII secolo, la comunità genovese a Cipro crebbe fortemente in seguito alla caduta degli ultimi Stati Latini d'Oriente ed alla conseguente espulsione dalla Terrasanta dei mercanti italiani ivi insediatisi. Il ritiro dei superstiti dalla Terra Santa a Cipro fu l'occasione per la prima organizzazione istituzionale delle comunità genovesi nell'isola.
Nel XIV secolo, l'ascesa della comunità genovese che commerciava con i Saraceni provocò tensioni con i Lusignano che minacciarono l'espulsione dei liguri, nonché manifestazioni anti-genovesi da parte degli abitanti greci. Questi si placarono nel 1365 quando Pietro I di Lusignano, sollecitando l'aiuto dei genovesi per la crociata contro Alessandria, firmò con loro un nuovo trattato di cooperazione, dando loro libertà di navigazione, cioè libero transito marittimo senza licenze né dazi. L'assassinio di Pietro I quattro anni dopo provocò un nuovo periodo di instabilità, di cui i genovesi approfittarono per costringere il suo impopolare successore, Pietro II, a consegnare loro la città di Famagosta nel 1374. Nel 1383 Genova impose al re Giacomo I di Lusignano un trattato che confermava il suo controllo sulla città.
Se il dominio di questa città offrì un vantaggio strategico per la sua vicinanza al Medioriente, comportò anche notevoli movimenti migratori delle popolazioni locali la cui vita si deteriorava a causa dell'avidità e delle appropriazioni indebite dei genovesi. Così i genovesi, che rappresentano poco meno della metà della popolazione di Famagosta, si mescolarono ad altre popolazioni latine venute a fare affari a Cipro, snodo commerciale tra Oriente e Occidente: Pisani, Veneziani, Piacentini, Fiorentini, Toscani, Linguadociani e Catalani. I greci si stanziarono a sud-est della città e più a est intorno alla Chiesa di San Giorgio dei Greci, mentre gli ebrei vicino alla Porta di Limassol. Nel cuore del distretto si stabilirono ebrei di Cipro ma anche di Caffa, Candia, Ancona, Rodi, Gerusalemme e del Portogallo.
In questo contesto, la gestione di Famagosta da parte dei genovesi fu disastrosa. Il loro monopolio sovraccaricò gli scali e minacciò di fermare qualsiasi nave che attraccasse a Cipro in un porto diverso da Famagosta, spaventando i mercanti, in particolare veneziani e catalani, che cercarono altre rotte commerciali per aggirare l'isola la cui posizione tuttavia era strategica. Così, la ripresa del commercio con la Siria nella seconda metà del XIV secolo beneficiò Creta, l'isola greca di Rodi e il Peloponneso ma non l'isola di Cipro. Questi cali di reddito combinati con il declino della popolazione rendono la città difficile da difendere dai numerosi attacchi portati dal re cipriota Giano nel 1404, 1406 e 1407, dai Mamelucchi nel 1425 e dai Catalani nel 1441. Nel 1447 la colonia genovese, in crisi finanziaria, cedette la gestione di Famagosta all'Ufficio di San Giorgio, istituto finanziario dell'ex Repubblica di Genova. L'Ufficio aggiustò la situazione finanziaria, ripulì l'amministrazione e fornì mezzi di difesa ma il declino della città era troppo avanzato e la Superba perse progressivamente interesse per quest'avamposto commerciale.
Nel 1464 Giacomo II di Lusignano assediò Famagosta e costrinse i Genovesi a capitolare ed a ritirarsi. Quattro anni dopo, Giacomo sposò la principessa veneziana Caterina Corner, portando gradualmente l'isola nella zona di influenza della Serenissima.

#### Cipro veneziana
L'esperienza veneziana a Cipro si estese dal 1489 al 1571, succedendo al Regno di Cipro e terminando con la conquista ottomana dell'isola che portò alla costituzione dell'Eyalet di Cipro. In questo periodo la popolazione cipriota passò da 100.000 a 200.000 abitanti, grazie alla migrazione dei cristiani dai Balcani soggetti all'Impero Ottomano, incoraggiata da Venezia.

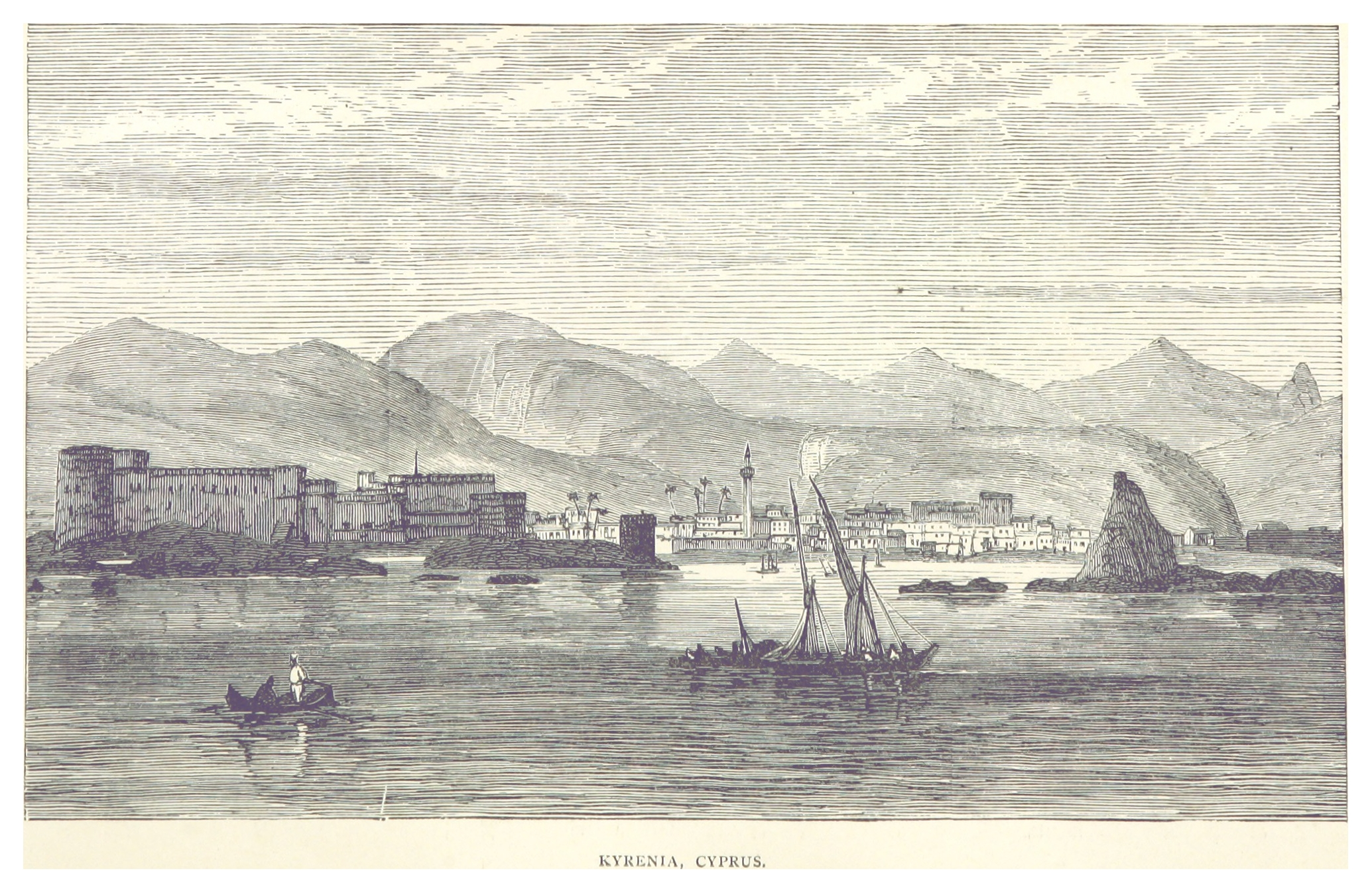
Fortezza bizantina di Kyrenia ampliata dai veneziani intorno al 1540, incisione del 1880.

La dinastia dei Lusignano regnava sull'isola da quando i Crociati di Guido di Lusignano ne fecero uno Stato Latino nel 1192, opprimendo e confiscando le terre dei Greci considerati e trattati come servi dalla nobiltà conquistatrice. Nel 1468, mentre la famiglia Lusignano era ancora a capo di Cipro, come anticipato Venezia brigò per fare dell'aristocratica marciana Caterina Corner la consorte di quel Guido II da Lusignano che aveva cacciato dall'isola di Genovesi e i due convolarono a nozze nel settembre 1472. La morte di Giacomo II cinque anni dopo lasciò Caterina de facto l'unica rappresentante del potere politico a Cipro. Nel 1489 il Senato veneziano la costrinse però ad abdicare ed a tornare in patria, affidando l'isola dalla diretta amministrazione della Serenissima.
I veneziani istituirono a Cipro il sistema del "Reggimento" che conferiva a un governatore veneziano e ai suoi due consiglieri il potere di gestire l'isola, riscuotere le tasse, gestire gli affari militari e giudicare le controversie, unendo potere esecutivo, legislativo e giudiziario. Fu creato un Gran Consiglio e un governatore militare s'insediò a Famagosta. Come nelle altre controparti della Serenissima, la dominazione veneziana a Cipro fu essenzialmente guidata dall'unico obiettivo di contribuire all'arricchimento della città-stato.
Stando all'esploratore tedesco Martin von Baumgarten, i ciprioti furono costretti dai veneziani a pagare loro un terzo del loro reddito (di vino, olio o delle loro mandrie) e furono costretti a lavorare per loro due giorni alla settimana. Questo sfruttamento forzato creò un forte risentimento tra i ciprioti, anche costretti a prestare servizio militare per un esercito di cui non riconoscevano la legittimità. Così molti ciprioti decisero di emigrare nell'impero ottomano e alcuni addirittura cercarono l'appoggio del sultano per scacciare i veneziani.
La crescente minaccia turca spinse Venezia a fondare la Lega Santa (1571) ma ciò non impedì la conquista di Cipro da parte degli Ottomani nello stesso anno nonostante la vittoria cristiana nella Battaglia di Lepanto in ottobre.

#### Isole Ionie (Venezia)
L'isola greca di Citera fu annessa da Venezia nel 1363 come rappresaglia per il sostegno fornito dai locali alla rivolta cretese di San Tito. L'isola di Corfù passò sotto il dominio veneziano nel 1386. Come la Dalmazia veneta, questi due territori rimasero sotto il controllo della Serenissima fino alla presa della città-stato italiana da parte delle truppe di Napoleone nel 1797.

#### Isola di Chio (Genova)
A Chio, nei decenni successivi all'insediamento nell'isola di Martino Zaccaria (1304), le distinzioni etniche svanirono.
Il trattato imposto ai Greci dall'ammiraglio genovese Simone Vignoso nel settembre 1346 pose le basi per la divisione della città di Chio in due distinte enclave. Gli indigeni dovettero consegnare la cittadella (castrum) a Vignoso insieme a duecento residenze, ad un prezzo stabilito da una commissione composta da un latino e un greco. Ciò facilitò l'insediamento dei Latini nella cittadella, mentre i Greci si stabilirono nelle città, ove tra l'altro continuarono a risiedere in alcune delle "duecento residenze".

### Altri fondachi mediterranei

#### Ragusa e la Dalmazia veneta

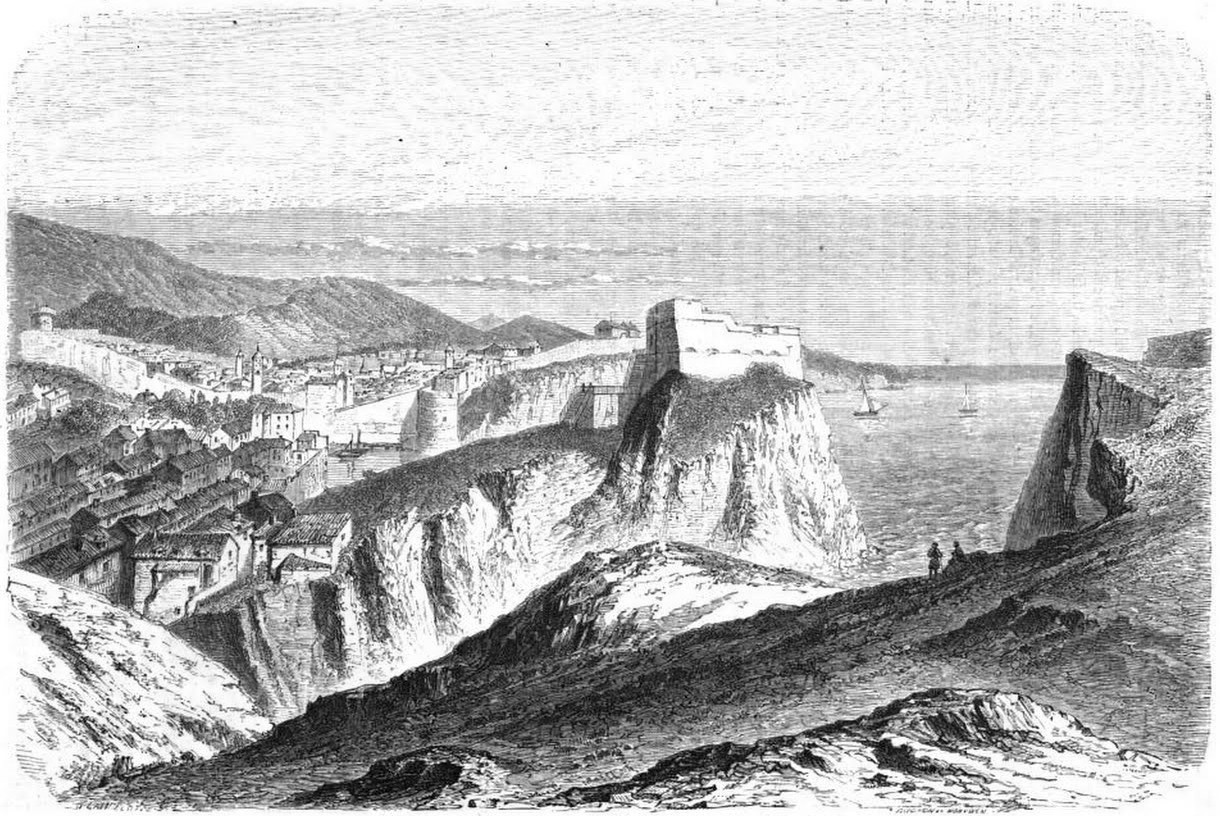
La Repubblica di Ragusa, vassallo di Venezia, d'Ungheria, poi dell'Impero ottomano, rimase stato sovrano fino ai tempi di Napoleone - Incisione di Dieudonné Lancelot, Le Tour du monde, 1860.

La Repubblica di Ragusa fu dominio marciano dal 1205 fino al 1358, periodo caratterizzato da un notevole sviluppo economico. Venezia non schiacciò infatti questa città-marinara, già sua rivale, preferendo includerla nel sistema di licenze della rotta commerciale bizantina. Come risultato, le esportazioni ragusane furono esenti da dazi doganali a Venezia.
Ragusa era sia un solido baluardo naturale sia una base navale di prim'ordine, nonché un'importante fonte di reddito per la Serenissima, grazie alle risorse e alle rotte commerciali che controllava. Conservò una certa autonomia, limitata da alcune norme che riguardavano principalmente il commercio marittimo. Ragusa passò sotto il dominio ungherese nel 1358.
Dal 1410, la maggior parte dei comuni e delle isole della Dalmazia tornano sotto il dominio di Venezia con il nome di Dalmazia Veneta (lat. Dalmatia Veneta), comprendente, a nord, le città di Zara, Sebenico, Traù e Spalato e le isole di Pago, Lesina, Brazza e Curzola, e a sud l'area delle Bocche di Cattaro e il tratto di costa tra queste e la foce del fiume Boiana, comprendente le città di Cattaro, Risano, Perasto, Teodo e Castelnuovo nelle munitissime Bocche, nonché Traste, Budua, Castellastua, Spizza, Antivari e Dulcigno verso sudest. Nel 1699, quando i ragusei cedettero all'Impero ottomano un sottilissimo sbocco al mare nei pressi di Suttorina, il dominio maricano più meridionale prese il nome di Albania Veneta in contrapposizione con l'Albania Turca (attuale Albania).
Le città dalmate erano all'intersezione delle rotte marittime che collegavano l'Occidente (attraverso l'Italia) al Levante, nonché delle rotte terrestri che consentivano il raccordo tra l'entroterra balcanico e la zona adriatica. Dotata di un forte potenziale agricolo in cui Venezia non intervenne, la Dalmazia poté liberamente sviluppare questo settore, principalmente nei cereali e nel vino, oltre che nell'allevamento di bovini, equini, ovini, suini, mucche e asini.

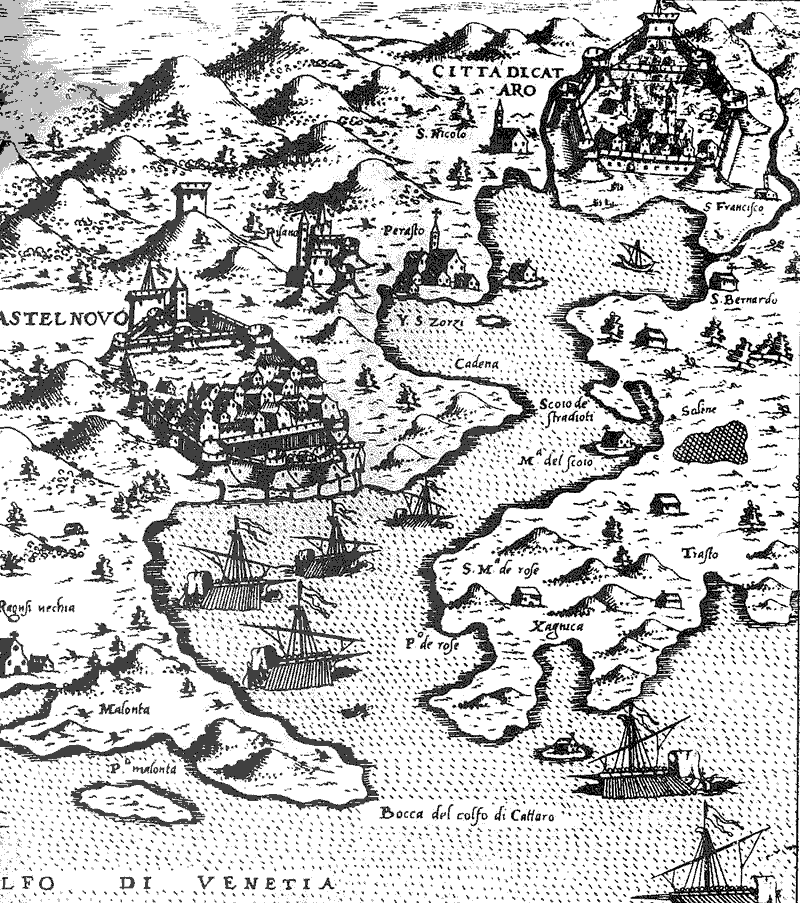
Le Bocche di Cattaro - Mappa del XVI secolo.

Allo stesso tempo, questi comuni arricchirono la loro economia con attività tipicamente marittime: le saline (da cui Venezia sottrasse buona parte degli utili), la cantieristica (che beneficiava d'ingenti risorse forestali locali) e la navigazione. Questi settori rappresentavano un certo vantaggio rispetto alle città dell'interno e consentirono alle città dalmate d'integrarsi nelle correnti economiche europee, sviluppandosi socialmente. Pur lasciando una certa autonomia ai paesi e alle popolazioni dalmate, Venezia s'appropriò di numerosi beni immobiliari beneficiando dell'esilio dei sostenitori del re Sigismondo di Lussemburgo, le cui terre fu lesta a confiscare. Venezia regolò il commercio marittimo dalla Dalmazia per trarne il massimo profitto. Vietò più volte alla Dalmazia ogni scambio con altre città italiane che le erano rivali per salvaguardare la sua posizione dominante: principalmente per quanto riguardava i prodotti tessili, agricoli e il metallo. Le limitazioni erano revocate per le merci tassate (significativamente) a Venezia e furono talvolta sospese in caso di gravi carenze in alcune città dalmate.
Tra il 1463 e il 1573, tre guerre tra Venezia e l'Impero Ottomano provocarono molti attacchi turchi alla Dalmazia, anche se la Seconda e la Terza guerra turco-veneziana si concentrarono principalmente nella Grecia Meridionale. Venezia riuscì a preservare la maggior parte dei territori adriatici controllati, ad eccezione di alcune piccole isole (nel 1573 il confine adriatico meridionale tra Venezia e gli Ottomani si fissò poco a sud di Castellastua, nella località detta appunto "Confin"/"Confino", attuale Kufin presso Buljarica), ma parte significativa dello sforzo bellico fu sostenuta dalla Dalmazia con conseguenti ripercussioni economiche anche gravi. Parte della popolazione dalmata fu arruolata nelle galee veneziane, arrivando a fornire un terzo della forza lavoro della flotta veneziana. In ogni conflitto armato veneziano, anche remoto, le popolazioni dalmate furono pesantemente coinvolte, soprattutto i cittadini di Zara. Le atrocità e le carestie subite dalle popolazioni della Dalmazia durante queste guerre ebbero effetti negativi sulla demografia, in parte compensati dall'arrivo di profughi in fuga dalla Bosnia e dall'Albania conquistate dai Turchi. Greci ed ebrei furono tra i migranti che ripopolarono le città dalmate a partire dalla seconda metà del XVI secolo, quando la situazione militare si stabilizzò. Solo al principio del XVIII secolo, dopo la sconfitta della Sublime porta nella Guerra austro-turca (1683-1699) e la relativa Pace di Carlowitz, gli Ottomani abbandonarono le loro pretese territoriali sulla Dalmazia.
La dominazione marciana sulla Dalmazia settentrionale terminò quando la regione fu annessa all'Austria nel 1797, poi alla Francia nel 1808 durante la campagna dalmata.

#### Corsica genovese

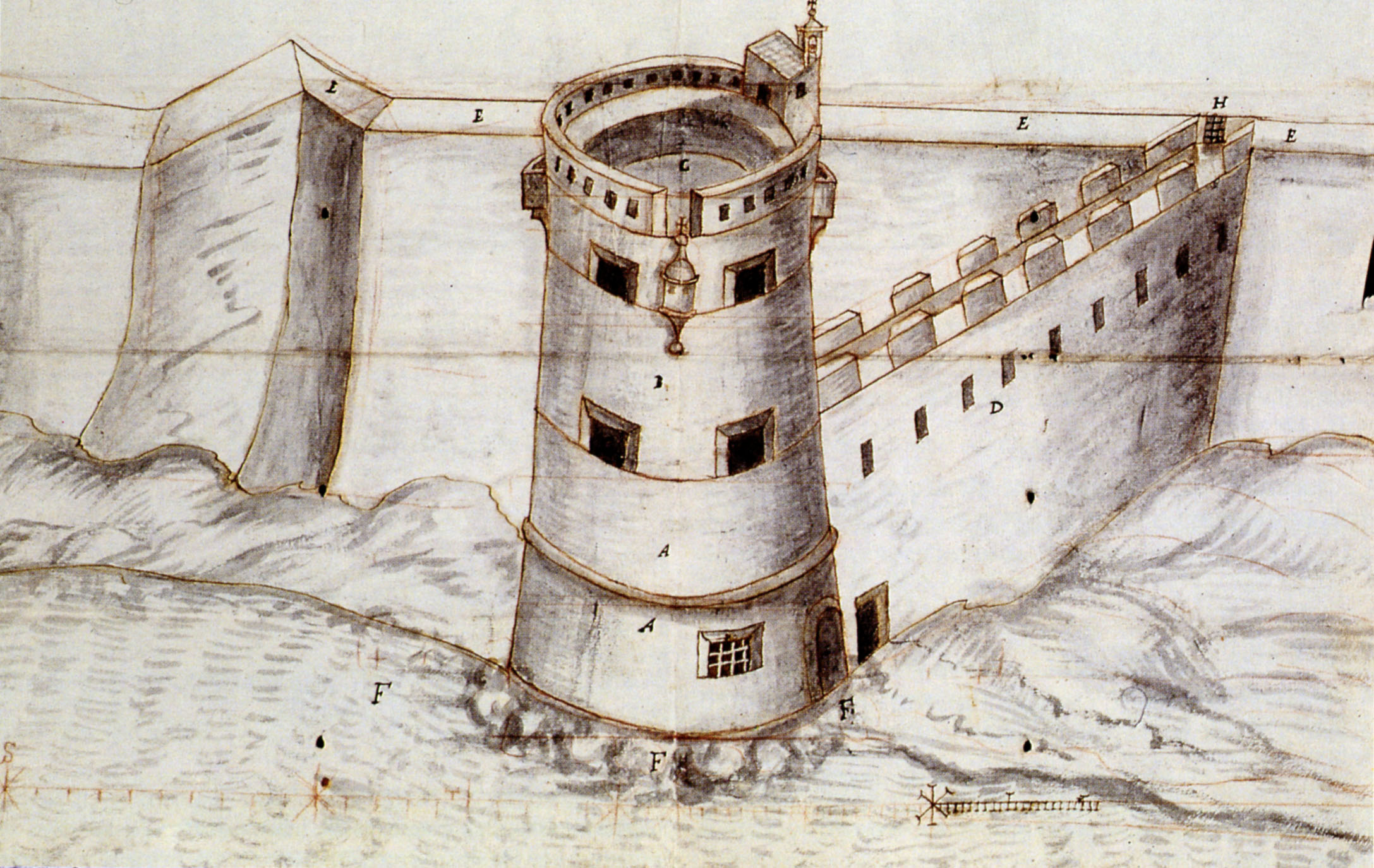
La Torre del Sale a Calvi, fortezza genovese poi magazzino della gabella, disegno del 1700.

All'inizio del XIV secolo, dopo aver sconfitto la Repubblica di Pisa, Genova era in concorrenza con il Regno d'Aragona, estesosi fino alla Sardegna, per controllare la Corsica. La rivolta antifeudale del 1358 durante la quale i contadini cercarono l'appoggio di Genova contro i baroni sostenuti dagli Aragonesi, permise alla Superba di prendere il controllo del nord dell'isola, marcando una divisione culturale ancora oggi percepibile. La rivalità tra Genova e l'Aragona alleato di Venezia continuarono fino alla metà del XV secolo ma la popolazione corsa fu più favorevole ai Genovesi che agli Aragonesi.
Nel 1453 la Corsica fu ceduta al Banco di San Giorgio come qualche anno prima Famagosta..
Nel 1553 una coalizione franco-ottomana fomentò una rivoluzione corsa contro la Superba e s'impadronì dell'isola salvo poi restituirla nel 1559 a seguito della Pace di Cateau-Cambrésis. Negli anni successivi, Sampiero Corso, capo delle rivolte degli anni 1550, ravvivò le ostilità contro i liguri che ristabilirono l'ordine solo dieci anni dopo (1569), due anni dopo la sua morte.
La dominazione genovese continuò sull'isola per tutto il XVII secolo. Nel 1729 scoppiarono nuove sommosse che sfociarono nella Guerra d'Indipendenza della Corsica e nella successiva cessione della Corsica al Regno di Francia da parte di Genova nel 1768.

#### Fondachi genovesi in Nord Africa
In seguito alla sua vittoria su Pisa alla fine del XIII secolo, Genova prende il controllo di parte della città di Jijel (attualmente in Algeria) che condivise con il Regno d'Aragona. Fu stabilita una rotta commerciale tra la stazione commerciale di Jijel e Costantinopoli. Ad inizio XVI secolo, la città fu conquistata dai corsari barbareschi per conto del sultano ottomano Solimano il Magnifico, divenendo poi teatro degli scontri tra l'Impero Ottomano e il Sacro Romano Impero di Carlo V d'Asburgo.
Successivamente, tra XVI e XVIII secolo, i genovesi istituirono un nuovo fondaco sull'isola di Tabarka, uno "scoglio" di 25 ettari situato a poche centinaia di metri dalla costa nel nord-ovest della Tunisia, per la pesca e il commercio tra Europa e Nord Africa. Dal 1542 al 1742 (circa), Tabarka fu abitata da numerosi coloni, detti "Tabarquini", provenienti dal quartiere genovese di Pegli, sotto l'egida della nobile famiglia genovese dei Lomellini che ivi aveva interessi nella pesca del corallo. Dal 1738, a causa del declino economico dell'isola, i coloni iniziarono ad emigrare verso l'Isola di San Pietro, vicino alla Sardegna, ove fondarono il comune di Carloforte. Abbandonata dai Genovesi, l'isola di Tabarka fu presa dagli Ottomani nel 1741.

### Fondachi del Mar Nero
Le sponde italiane del Mar Nero furono caratterizzate da un prepotente dominio commerciale di Genova, laddove le isole greche furono invece dominate principalmente da Venezia. A metà XIV secolo, lo storico bizantino Niceforo Gregorio denunciò l'eccesso dei genovesi che pretendevano di avere il diritto esclusivo di controllare le coste del Khanato dell'Orda d'Oro.
I fondachi di Péra, Caffa e Trebisonda che, all'inizio del Duecento, concentrarono il grosso dei loro affari, furono tra i primi che i genovesi si proposero di fortificare contro i loro nemici.

#### Impero di Trebisonda

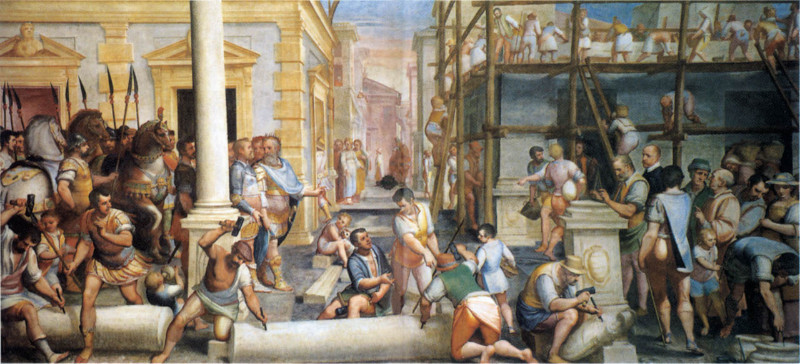
I genovesi costruiscono un magazzino a Trebisonda - affresco di Luca Cambiaso (1571).

Dopo il sacco di Costantinopoli nel 1204, l'Impero bizantino fu diviso tra l'Impero latino di Costantinopoli (controllato dai crociati che presero la città), l'Impero di Nicea nell'Anatolia occidentale e l'Impero di Trebisonda nella regione del Ponto. Su quest'ultimo regna la dinastia dei Comneni, discendente di Alessio I Comneno. A differenza dell'Impero di Nicea, l'Impero di Trebisonda non fu reintegrato nell'Impero Bizantino dopo la riconquista di Costantinopoli nel 1261 e durò due secoli e mezzo quale autonoma compagine statale neo-bizantina fino alla sua conquista da parte di Maometto II, otto anni dopo che aveva conquistato Costantinopoli.
Dalla seconda metà del XIII secolo, essendo situato ai margini del Mar Nero, l'Impero di Trebisonda era ben posizionato per lucrare sui traffici della Via della seta quale importante scalo commerciale ma mancava d'una flotta adeguata. Nel 1261, quando il Trattato di Ninfeo che permise ai genovesi l'accesso al Mar Nero, l'Impero di Trebisonda ne approfittò per instaurare una collaborazione con la Superba, bisognosa di scali commerciali in loco. La collaborazione tra Genova e l'Impero greco, durata due secoli a partire dal 1261, fu fruttuosa e reciprocamente vantaggiosa. Consentì ai liguri di fondare agenzie a sud del Mar Nero, di fronte alla Crimea ove si trovava Gazaria, mentre Trebisonda s'arricchì con parte dei profitti del commercio genovese. I Genovesi si stabilirono nelle città di Amasra e Sinope e costruirono una propria fortezza a Trebisonda.
Come a Costantinopoli, i rapporti tra greci e genovesi divennero però ben presto squilibrati a favore dei mercanti italiani. I greci, il cui territorio senza sbocco sul mare era minacciato dai popoli turkmeni a sud e dal Regno di Georgia a est, dipendevano dalla potenza marittima dei genovesi che, per parte loro, avevano però altri scali commerciali (ed altri interessi) nel Mar Nero e non dipendevano da Trebisonda. Gli imperatori trapezuntini accumularono poi diversi debiti con i liguri, per beni trattenuti o acquistati a credito, o per indennizzi richiesti a seguito di conflitti. In questo contesto di rivalità e di velleità espansionistiche dei genovesi, la loro collaborazione con Trebisonda fu infatti interrotta da diversi scontri armati, i principali dei quali ebbero luogo nel 1304, 1313-1314, 1348-1349, e 1415-1418. Da quest'ultimo conflitto uscì vittoriosa la Superba che chiese un significativo risarcimento del danno subito, accrescendo così il suo controllo sull'Impero.
Nel 1429, Giovanni, figlio dell'imperatore Alessio IV di Trebisonda, mandato in esilio dopo aver tentato di assassinare il padre, si recò a Caffa in cerca d'appoggio genovese in un nuovo colpo di Stato. Nonostante la riluttanza dei liguri, Giovanni riuscì ad armare una nave e ad ingaggiare un equipaggio e miliziani, sbarcando a Kordyle nell'ottobre 1429. Rovesciò il padre, ucciso durante lo scontro, e gli succedette al trono come Giovanni IV di Trebisonda. I suoi trent'anni di regno furono caratterizzati dalla totale dipendenza dai genovesi, mentre il commercio con Gazaria era ormai vitale per l'Impero completamente circondato dai turchi sulla terraferma. Giovanni IV sancì diverse alleanze con Roma, la Georgia e gli Ak Koyunlu di Uzun Hasan ma non poté impedire la conquista del suo impero da parte degli Ottomani nel 1461, cui seguì la cacciata dei genovesi dalla città. I colossali debiti vantati dalla Superba sui trapezuntini andarono così irrimediabilmente perduti.

#### Khanato dell'Orda d'Oro

Il Khanato dell'Orda d'Oro, con capitale Sarai Berke (attuale Volžskij) nel 1389.
La maggior parte delle agenzie commerciali italiane erano stabiliti nel sud della Crimea.

Nelle loro postazioni commerciali a nord del Mar Nero, essenzialmente in Crimea, i mercanti italiani erano soggetti all'autorità dei khan mongoli, ai quali pagavano indennità in cambio della loro occupazione di territori, nonché dazi doganali sui prodotti importati. Le relazioni tra italiani e mongoli erano equilibrate e reciprocamente vantaggiose. L'insediamento degli Italiani nei territori dell'Orda d'Oro diede loro accesso alle Vie della Seta, mentre i Mongoli, non essendo navigatori, beneficiano delle rotte marittime italiane che collegano l'Asia e l'Europa attraverso il mare Nero.
In seguito al Trattato di Ninfeo, i Genovesi erano nella posizione migliore per dominare il commercio nel Mar Nero ma Venezia vi ottenne l'accesso a seguito dell'accordo del 1268 con Bisanzio. La concorrenza tra le due talassocrazie italiane fu ivi particolarmente agguerrita ma Genova mantenne a lungo la sua posizione dominante. La rivalità aumentò alla fine del XIII secolo in seguito alla Caduta di Acri, principale avamposto orientale veneziano, che spinse la Serenissima a cercare altre rotte verso l'Asia nel Mar Nero. La minaccia marciana all'egemonia genovese nel Mar Nero fu dunque la principale causa della Guerra dello Stretto (i cui scontri per la maggior parte avvennero però nel Mediterraneo), che si concluse nel 1299 con una sconfitta veneziana e un rafforzamento del dominio genovese.
La lontananza degli sportelli del Mar Nero rispetto alle metropoli europee e il clima ostile provocò una ben più importante mescolanza etnica tra le popolazioni occidentali, non potendo Veneziani e Genovesi permettersi di vivere separatamente. In generale, le diverse popolazioni latine si mescolarono a quelle ebraiche, greche, armene e tartare.
Osserviamo, ad esempio, nello sportello genovese di Caffa in Crimea, che la disposizione delle mura erette XIV secolo delimita tre zone concentriche: il Castrum e la Civitas per gli edifici pubblici e le case dei Genovesi; i borghi degli Orientali, e i borghi extra-murari ma, di fatto, popolazioni di origini diverse finiscono per mescolarvisi. All'inizio del XIV secolo, Caffa contava circa 11.000 abitazioni e il suo porto poteva ospitare più di duecento navi, secondo le descrizioni riportate dall'esploratore berbero Ibn Battûta.

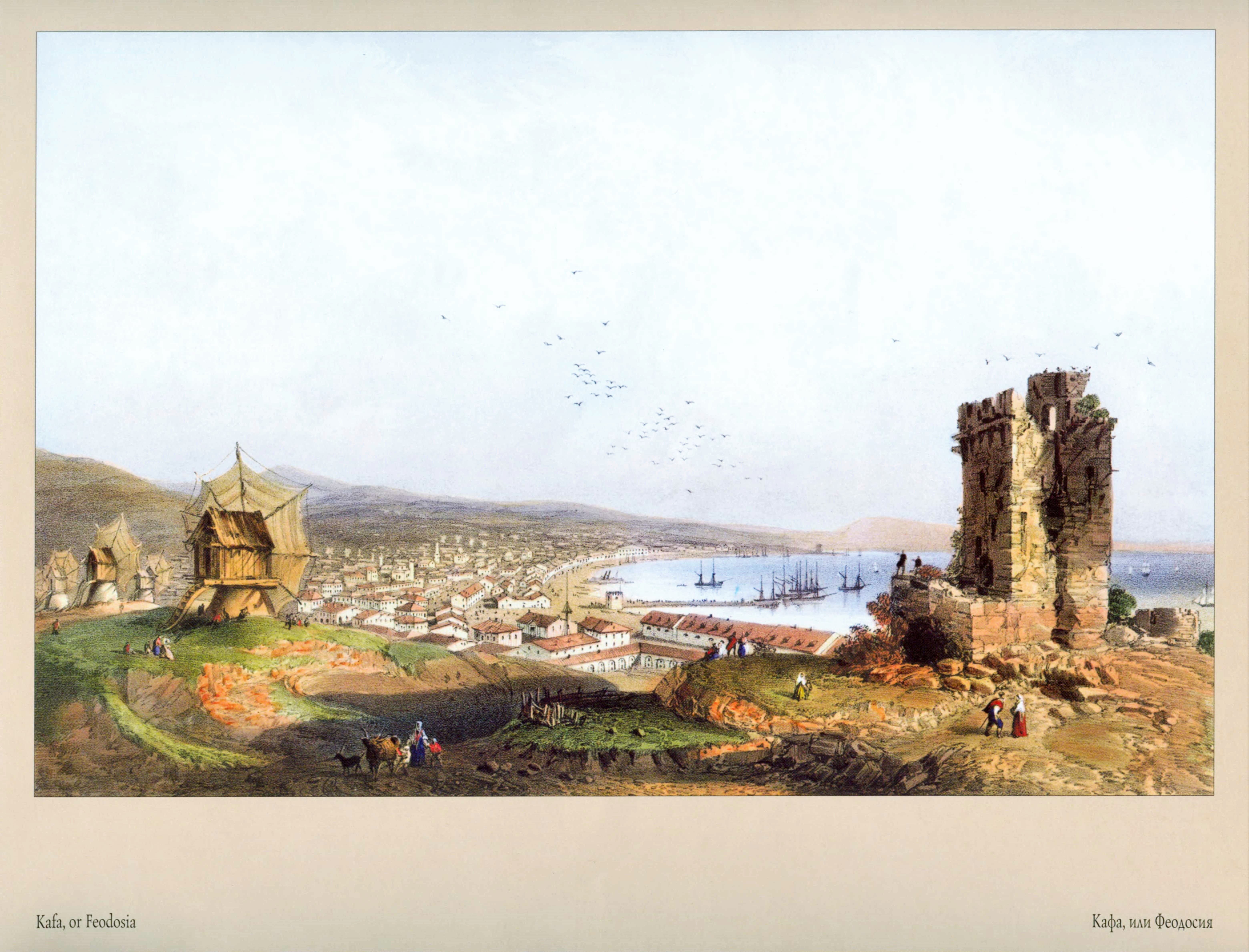
Feodosia, presso il sito dell'ex stazione commerciale di Caffa, con in primo piano i ruderi della fortezza genovese - dipinto di Carlo Bossoli, 1856

Lo sportello veneziano di Tana, ai margini del Mar d'Azov, non è una città indipendente ma integrata nella vicina città mongola, Azaq. Queste due città medievali formano l'attuale città di Azov in Russia, mentre il canale di " Rio della Tana a Venezia prende il nome da questa antica stazione commerciale veneziana. Gran parte della tratta degli schiavi medievali avveniva da questo sportello (sebbene Caffa rimanesse più importante in questo senso), che spediva anche grandi quantità di canapa utilizzata per la fabbricazione delle corde. Mentre le postazioni commerciali venete e bizantine di Soldaia (da cui Marco Polo iniziò il suo viaggio in Cina) e Cembalo in Crimea furono annesse a Genova intorno al 1365, quella di Tana fu l'unica nel Mar Nero a resistere a lungo all'egemonia genovese tempo.
Contemporaneamente, come nei territori greci, l'arricchimento di questi contatori e le velleità espansionistiche delle repubbliche italiane provocarono diversi episodi di tensione e scontri con le popolazioni locali, i cui episodi più eclatanti furono gli assedi della città di Caffa dai Mongoli tra il 1307 e il 1308, poi tra il 1345 e il 1347. Questi due scontri particolarmente mortali si concludono con l'evacuazione di Caffa da parte dei genovesi, il secondo all'origine della grande pandemia della peste nera del 1347 in Europa, a causa della dispersione delle navi che trasportavano a bordo topi neri infetti  . Tuttavia, ogni volta, i negoziati riprendevano rapidamente tra i belligeranti, ognuno dei quali aveva bisogno di continuare il commercio, importanti fonti di reddito . Paradossalmente, i genovesi emersero addirittura rafforzati da questi conflitti imponendo importanti concessioni ai mongoli in cambio della ripresa dei commerci, aumentando il loro dominio a danno di Venezia.
I mercanti genovesi ottennero così dai khan l'autorizzazione ad ampliare e fortificare i loro sportelli, e di imporre a tutte le barche che navigano nella regione (veneziani compresi) la sosta a Caffa, pagando la tassa di ancoraggio fissata. L'aliquota delle tasse riscosse è fissata in base alla quantità della merce e al valore della merce, e le merci offerte in vendita in loco sono soggette alla tariffa doganale locale.
Dopo l'assassinio nel 1357 di Khan Ganī Bek (che aveva assediato Caffa tra il 1345 e il 1347), i mercanti italiani godettero di un equilibrio di potere ancora più favorevole contro i Mongoli, il cui impero stava cadendo a pezzi. Una pietra miliare in questa tendenza è l'assassinio nel 1380 di Khan Mamaj da parte dei genovesi a Caffa, dove si era rifugiato dopo la sconfitta ad opera delle truppe di Demetrio di Russia nella battaglia di Kulikovo.
Lo sviluppo di queste stazioni commerciali continuò durante la prima metà del XV secolo, fino alla Caduta di Costantinopoli nel 1453 che restrinse notevolmente l'accesso dei mercanti italiani al Mar Nero. Ventidue anni dopo, la Crimea fu a sua volta conquistata da Maometto II e il porto di Caffa conquistato dal Gran Visir Gedik Ahmet Pascià.

#### Delta del Danubio

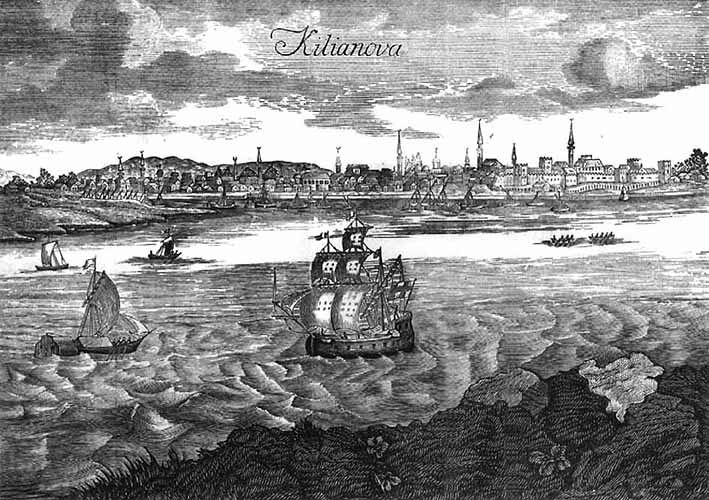
Kilia, già sede della stazione commerciale di Licostomo - incisione del XVI secolo.

A partire dall'inizio del XIV secolo, un ruolo importante fu assunto dalla rotta che collegava con il Delta del Danubio, dominato dai Genovesi le cui principali roccaforti erano Licostomo (attuale Kilia) e Maurocastro (attuale Bilhorod-Dnistrovs'kyj).
Per quasi mezzo secolo, il despota bulgaro Dobrotitsa e suo figlio Ivanko, signori della Dobrugia, opposero una feroce resistenza ai genovesi, attaccando sia le loro navi sulla rotta Licostomo-Costantinopoli sia le loro stazioni commerciali alle foci del Danubio. Nel 1387, un anno dopo la morte del padre, Ivanko capitolò e riconobbe importanti privilegi ai mercanti liguri che contribuirono a rendere sicura questa rotta commerciale. La Superba si garantì nel frattempo il controllo su altre città, tra cui Kaliakra, un importante scalo nella rotta Caffa-Costantinopoli.
Come la Dalmazia veneta, le città danubiane, sebbene inizialmente sottoposte con la forza alla Repubblica di Genova, beneficiarono negli anni successivi di un notevole sviluppo economico grazie agli scambi commerciali che passavano attraverso i loro territori. Alla fine del XV secolo, la regione del Budžak in cui si trovano questi sportelli, si sottomise al nascente impero ottomano per evitare di essere attaccata dai turchi e i mercanti genovesi ne furono espulsi.

## Gestione delle operazioni, flussi commerciali e finanziari

### Gestione delle operazioni e della logistica
Nonostante le distanze che separavano le Città-Stato dai loro possedimenti e la lentezza delle comunicazioni, le repubbliche italiane imposero un rigoroso accentramento amministrativo.
Creta occupava una posizione centrale nello Stato da Mar veneziano, poiché riceve e trasmette le istruzioni destinate alle Cicladi e a Cipro. Tutto il denaro prelevato da Venezia dalle stazioni commerciali estere, attraverso monopoli e tasse sui consumi, tornava in Laguna, con il risultato che, alla metà del Quattrocento, le entrate della Serenissima erano equivalenti a quelle del regno di Francia.
A differenza di Venezia, ove le decisioni erano centralizzate a livello statale, Genova lasciava spazio all'iniziativa imprenditoriale di privati e consorzi/gruppi. es. la famiglia Gattilusi conquistò e s'insignorì dell'isola greca di Mitilene; la conquista di Chio si dovette ad un gruppo di armatori privati riuniti in una maona (associazione dei creditori statali) che consente loro di godere di tutte le entrate dell'isola; ecc.

### Innovazioni economiche e finanziarie

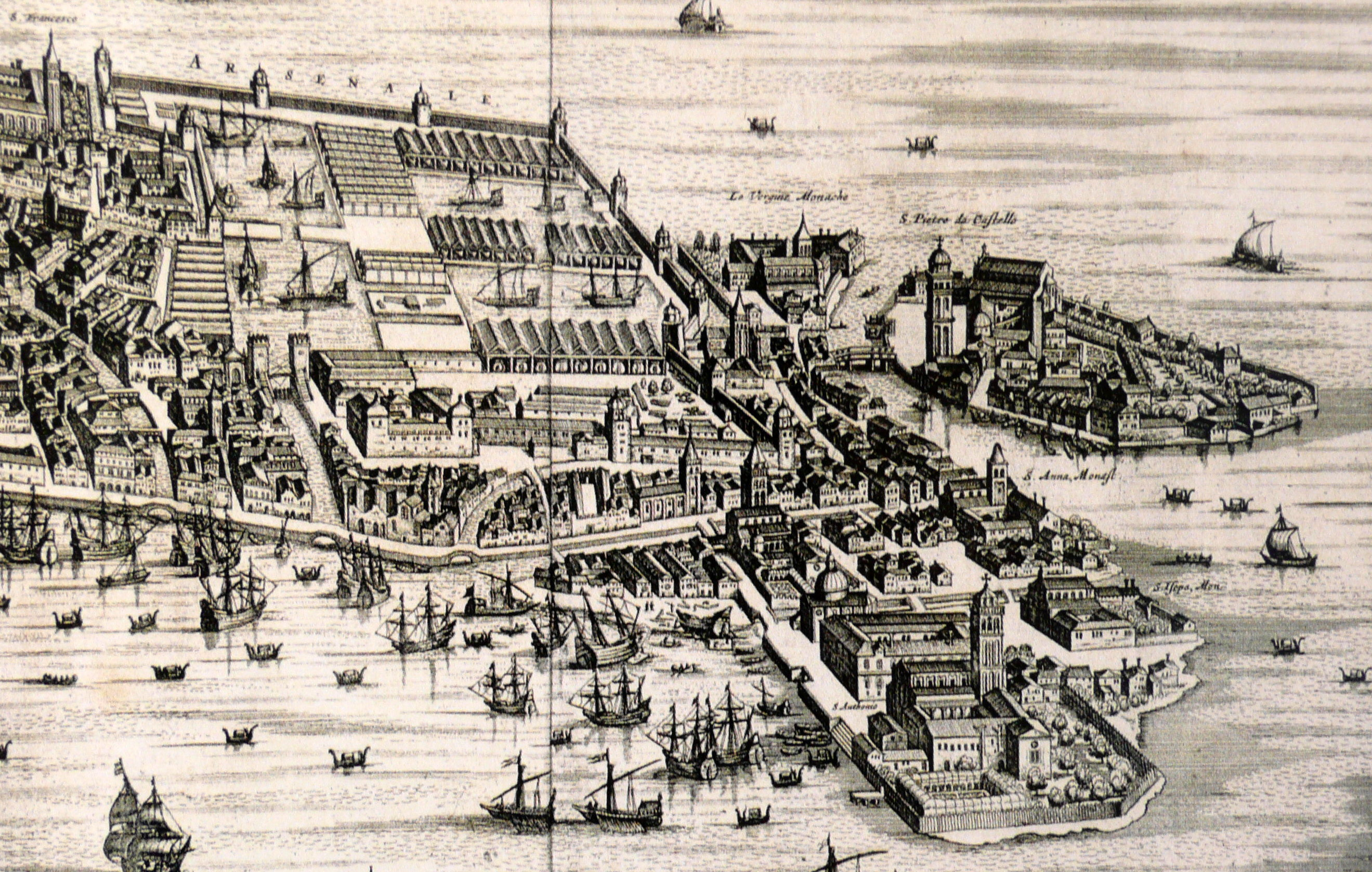
Arsenale di Venezia, incisione di Johannes Blaeu (1596-1673).

Lo storico Fernand Braudel e l'economista Jacques Attali considerano l'influenza nel Medioevo delle città di Venezia, Genova, Firenze ma anche Bruges e Amsterdam, come precursori del capitalismo industriale e commerciale.
Diverse innovazioni tecnologiche e organizzative sono da accreditare ai commercianti italiani per facilitare il loro commercio:
- In campo marittimo, importanti cantieri navali, di cui il principale è l'arsenale di Venezia con una capacità produttiva di 80 galee, consentono alle repubbliche italiane di incrementare la produzione navale attraverso metodi pionieristici d'organizzazione scientifica del lavoro.[108] Nel Duecento, mercanti e armatori italiani perfezionarono le loro navi, sviluppando nuovi natanti dai legni "classici" che ancora solcavano il Mediterraneo: le triremi greco-romane ed i dromoni bizantini. Apparvero allora la galea sottile, destinata alla guerra, e la galea grossa, un vascello ibrido, capace di trasportare fino a 300 tonnellate,[54] ideato non solo per associare i vantaggi della nave a remi, ma anche quelli della nave da guerra e di quella mercantile. Il veneziano Demetrio Nadal è ricordato per aver progettato il prototipo della galea grossa nel 1294, progetto presto modificato seguendo le impostazioni costruttive delle galee delle Fiandre, più voluminose e più adatte allo sviluppo che aveva avuto l'artiglieria da fuoco.[109][110] La crescente conflittualità tra le repubbliche marinare nel XIII secolo favorì anche l'adozione di flotte permanenti: es. nel 1268 quella marciana, stanziata nell'Adriatico. Dopo il Sacco di Costantinopoli (1204), il definitivo sbilanciamento in favore degli Italiani del rapporto militare/commerciale tra gli italiani e l'Impero bizantino si manifestò anche nell'adozione, da parte dei greci, delle galee in sostituzione dei loro legni tradizionali.[N 3]

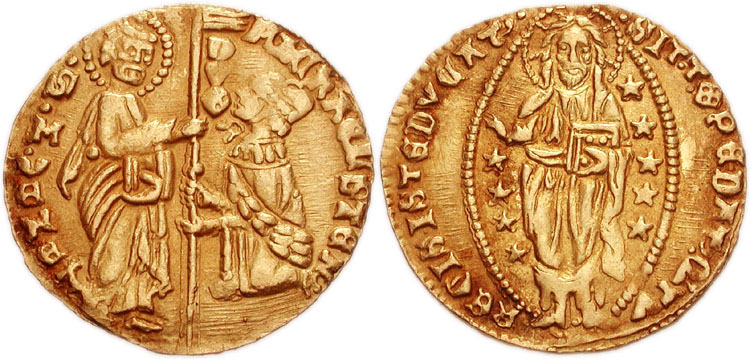
Ducato d'oro veneziano del XV secolo, coniato sotto il doge Michele Steno che appare inginocchiato davanti a San Marco; sul rovescio, Cristo in piedi.

- Per fronteggiare la sempre maggiore concorrenza genovese, nel 1238 Venezia decise d'intervenire direttamente nei rapporti commerciali tra i mercanti diretti ad Alessandria d'Egitto imponendo loro di costituire una società dedita all'esportazione di pepe e cotone. Da questo primo intervento statale nel corso del secolo ne seguirono degli altri: nel 1290 lo stato marciano finanziò la costruzione di dieci galee mercantili dirette verso Bisanzio; in seguito alla prima gestione diretta di una galea, nel 1294 Venezia propose al suo patriziato un nuovo tipo di contratto, la maona, una società finanziaria molto in voga a Genova con amministrazione privata sotto la garanzia dello Stato che s'impegnava ad offrire le imbarcazioni ai privati.[111] La gestione delle maone fu progressivamente migliorata e modificata andando a formare, nel XIV secolo, il sistema delle "Mude"[112] che consentiva a mercanti e armatori di acquisire partecipazioni in ogni spedizione organizzata a cadenza annuale dallo Stato, le mude, e di condividere il carico al ritorno delle navi in proporzione alla loro quota iniziale. Molti piccoli risparmiatori contribuirono così tramite questo sistema al finanziamento di spedizioni marittime;[54][113]
- La valuta delle città italiane, in particolare il fiorino a Genova e Firenze[114] e il ducato d'oro veneziano, ebbero largo corso e diffusione in tutto il Mediterraneo, con la moneta marciana in posizione dominante quale valuta di scambio "ufficiale";[115]
- Sul piano giuridico i notai italiani innovarono le formule contrattuali, in particolare con i sistemi di ordine e cambiale, inventati dai banchieri genovesi e perfezionati dai veneziani, e con l'assicurazione;[106]
- La contabilità a partita doppia fu codificata a Venezia alla fine del XV secolo, dal francescano Luca Pacioli tramite la Summa de arithmetica che raccolse insegnamenti e conoscenze a lungo utilizzate dai mercanti italiani ma fino ad allora trasmesse solo oralmente tra capi e apprendisti;[116]
- L'assegno e le holding furono inventati a Firenze contemporaneamente;[54]

Intorno al 1560, la città di Genova, sotto il dominio di Carlo V d'Asburgo, divenne il principale mercato finanziario d'Europa e il "cuore" del capitalismo dell'epoca.

## Prodotti commerciati e scambiati

### Seta e altri prodotti tessili
Bene di lusso solitamente importato in Occidente dalla Cina, la seta iniziò ad essere prodotta direttamente a Bisanzio per opera del basileus Giustiniano I (482-565). I bizantini sfruttarono pertanto la loro seta quale preziosa merce di scambio sia con i "Franchi" sia con le repubbliche marinare italiane. A partire dal XII secolo però l'industria serica costantinopolitana risentì dei colpi inferti all'Impero dagli europei: durante la Seconda crociata, Ruggero II di Sicilia saccheggiò gli opifici di Tebe e Corinto, trasferendone il materiale a Palermo per avviare una propria produzione domestica; la conquista di Costantinopoli nel 1204 da parte di Franchi e Venezia decapitò la produzione bizantina, circoscrivendola al solo mercato interno. La Pax mongolica, tra XIII e XIV secolo, garantì l'intensificarsi degli scambi lungo la Via della Seta, permettendo agli Italiani di tornare a rifornirsi direttamente di seta dalle terre cinesi ora parte dell'Impero mongolo. Nel frattempo, dagli opifici di Sicilia e Calabria la coltivazione del baco e la lavorazione della seta si diffuse prima nel resto d'Italia (Lucca, Bologna, Venezia nel XIV secolo, Firenze nel XV secolo), inaugurando un primato industriale che sarebbe perdurato sino al XIX secolo, quindi in Europa. A Venezia in particolare, l'industria serica, costruita sfruttando maestranze lucchesi emigrate in Laguna, raggiunse livelli così alti da fare della Serenissima il fornitore di questo prodotto per Costantinopoli stessa oltre che per vari altri paesi europei.
Le repubbliche italiane importano cotone anche dalla Sicilia, dall'Egitto e dalla Siria, prima di produrlo nelle loro fattorie situate a Creta e Cipro. La lana delle Fiandre e di Firenze era acquistata e immagazzinata a Venezia da dove era poi rivenduta su altri mercati.

### Prodotti agricoli

#### Spezie
La Caduta dell'Impero romano d'Occidente e l'Espansione islamica, specialmente la conquista islamica dell'Egitto nel VII secolo, pose fine al commercio diretto tra l'Europa e l'Oceano Indiano ed affidò il controllo del mercato di spezie (pepe, zafferano, zenzero, cannella, noce moscata e chiodi di garofano) ed aromi ai mercanti ebrei (che di un monopolio virtuale sul commercio delle spezie in gran parte dell'Europa occidentale) e arabi radaniti, in particolare dall'Egitto. Durante il Medioevo, le spezie che raggiungevano il Mediterraneo attraverso i porti di Alessandria, Beirut e san Giovanni d'Acri rappresentavano solo una piccola parte del commercio mondiale di queste merci, di cui l'Europa, pur costantemente affamata di spezie, fu un attore periferico, l'India il centro e il mondo arabo-musulmano l'intermediario obbligato. Proprio questa "fame di spezie" avrebbe spinto gli Europei, nei secoli successivi, a cercare il modo di riaprire il contatto diretto con l'India.
Tra le potenze europee in lotta, fu Venezia ad emergere quale domitrice del commercio delle spezie, monopolizzandone virtualmente la ridistribuzione in Europa. Le spezie erano tra i prodotti più costosi e richiesti del Medioevo, usate in medicina oltre che in cucina e tutte importate dall'Asia e dall'Africa da Veneziani e pochi altri navigatori delle repubbliche marinare che le distribuivano poi in tutta Europa.
Dalla metà del XIV secolo, Venezia inviava regolarmente flotte di galee nelle mude per acquistare spezie dal Levante nei porti di Alessandria, Beirut e San Giovanni d'Acri. Le navi veneziane visitavano anche Trebisonda e Tana, nel Mar Nero, soprattutto durante il periodo del divieto pontificio al commercio con i Saraceni. Il primato della Serenissima, però, iniziò ad essere esercitato solo a partire dal secondo quarto del XV secolo, quando la repubblica riuscì a sconfiggere i suoi rivali mediterranei: Genova, Firenze ma anche Catalogna, Provenza e Sicilia.
La prosperità della città adriatica fu in gran parte dovuta ad un doppio sistema di ridistribuzione delle spezie e di altri prodotti orientali. In primo luogo, lo stesso Stato sovvenzionava un convoglio regolare destinato ai mercati occidentali (per Ponente). Conosciuta come le Galere delle Fiandre, questa flotta di circa cinque navi circumnavigava la Penisola iberica diretta a Bruges ed Anversa, a volte con una deviazione a Southampton. Le galee appartenevano alla Serenissima ed erano affidate al comando di capitani preposti all'applicazione di specifiche istruzioni (commissioni). Allo stesso tempo, la città vietava ai suoi cittadini di commerciare ovunque se non all'interno delle sue mura. Incoraggiava invece i mercanti germanici, principalmente da Norimberga, a recarsi direttamente a Venezia attraverso i passi dei Fern e del Brennero. Sul posto sono costretti a pagare diverse tasse (dogana dell'intrada et d'insida) e ad assumere un contabile ufficiale (sensale) che prendeva una commissione del 50% su tutte le transazioni. La Serenissima regolava anche rigorosamente il prezzo delle spezie vendute sul suo territorio e obbligava gli stranieri a scambiarvi i beni necessari al suo commercio di esportazione, come i metalli preziosi.

#### Zucchero
Sulla costa meridionale di Piscopi, piccola isola del Dodecaneso, i patrizi veneti della famiglia Corner, a partire dal 1366, si dedicarono alla coltivazione e a una prima trasformazione della canna da zucchero. Lo zucchero era ampiamente coltivato e raffinato anche a Cipro, anche se sulla fine del XV secolo la concorrenza portoghese causò un ridimensionamento della coltura di canna da zucchero in favore di quella del cotone. Oltre a Cipro e Creta lo zucchero veniva acquistato in tutto il Mediterraneo, in particolare in Sicilia, a Malta, in Marocco e in Spagna e una volta esportato a Venezia veniva raffinato (Nel Quattrocento Venezia fondò la prima raffineria di zucchero d'Europa) attraverso diverse bolliture per la vendita. Lo zucchero spesso veniva scambiato, oltre che con le città italiane di Pisa e Firenze, In Inghilterra o nelle Fiandre con i tessuti del Nord Europa e Venezia rimase la maggiore esportatrice di zucchero fino al XVI secolo quando la concorrenza fiamminga e portoghese diminuì notevolmente le esportazioni veneziane.

#### Grano
I principali granai delle repubbliche italiane furono, da antica data, la Provenza e la Sicilia. Venezia sfruttò il suo controllo sull'isola di Creta per farne il più importante fornitore di cereali, come, seppur in misura minore, Genova fece con l'isola di Chio e la Corsica.

#### Cacciagione ed Allevamento
Dotata di un forte potenziale agricolo, la Dalmazia veneta si è sviluppata nell'allevamento di bovini, cavalli, pecore, maiali e asini.
Gli sportelli italiani nel Mar Nero ricevono cera, miele, pellicce e pellami dal continente asiatico e li ridistribuiscono in tutto il Mediterraneo.

#### Altri prodotti agroalimentari
I "pistacia lentiscus" producono mastice su Chios, molto popolare all'epoca perché doveva avere proprietà curative e purificanti per lo stomaco e il fegato.

#### Materie prime per la cantieristica
Nelle loro aree di influenza mediterranea, le repubbliche italiane producono anche legno, ampiamente utilizzato nella cantieristica navale, in particolare nella Dalmazia veneta, dotato di importanti risorse forestali locali.
La canapa, utilizzata anche nelle costruzioni navali per la fabbricazione di cordame nautico, veniva spedita dalle postazioni commerciali del Mar Nero, ma la sua coltivazione fu successivamente in gran parte trasferita in Italia, che divenne una di esse. produttori dalla fine del XV secolo.

### Risorse minerali

#### Sale

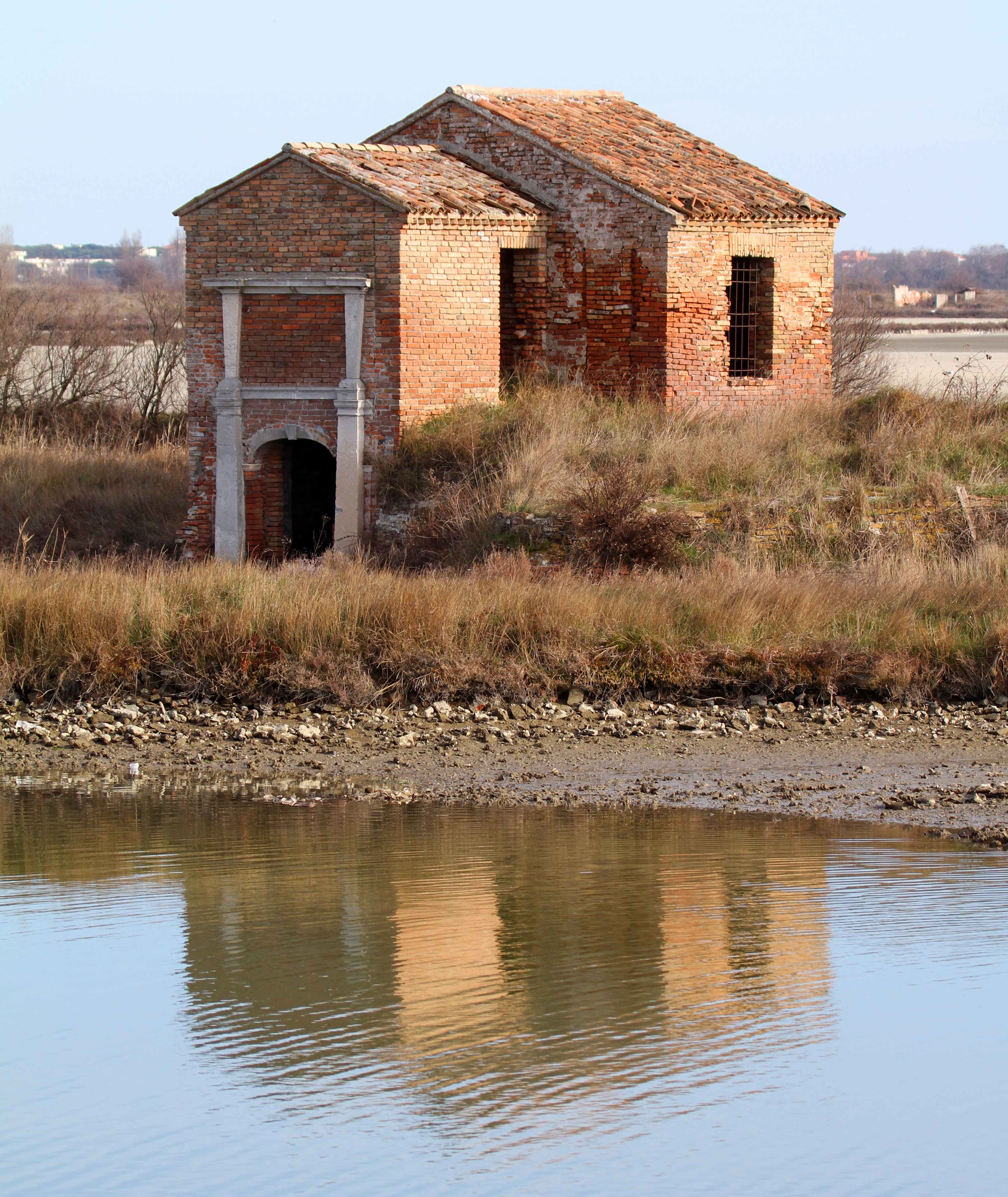
Vecchia salina a Comacchio (Laguna veneta).

Sin dai primi insediamenti le popolazioni lagunari hanno fatto affidamento all'estrazione del sale per il loro sostentamento, grazie al commercio di questo prezioso minerale infatti le prime popolazioni lagunari potevano acquistare le merci che la laguna non offriva, prime fra tutte il grano. Nei primi secoli della sua fondazione, la diretta concorrente della Serenissima nella produzione del sale fu Comacchio che nel 932, per ottenere il primato sulla produzione dell'alimento, entrò in guerra con Venezia e fu sconfitta. Le zone in cui si concentrava la maggior produttività erano la parte settentrionale della laguna e il circondario di Chioggia. Nel XIII secolo il chioggiano divenne il sito di maggior produzione salina del Mediterraneo, una volta estratto il sale veniva esportato in tutta Italia attraverso il Po e l'Adige.
La costruzione delle saline era molto favorita dalla Repubblica dato che il doge e le grandi famiglie ducali ne detenevano la proprietà. I fondi dei nobili erano affittati alle famiglie dei salinari che in grande autonomia mantenevano la salina e ne estraevano l'alimento. I salinari erano organizzati in consorzi che rendevano ancora più difficoltosa un'imposizione signorile dei proprietari fondiari.
Nel XIII secolo la Serenissima si garantì il monopolio del sale nella Pianura Padana, in particolare nelle città di Ravenna, Cervia e Ferrara, e, in Dalmazia, controllò sia le saline sia il commercio del sale locale. Nel XIV secolo durante la massima espansione commerciale la produzione di sale in laguna diminuì progressivamente ma nonostante ciò Venezia mantenne il monopolio di questa preziosa merce acquistando il sale fuori dai suoi confini e imponendo ai mercanti di trasportare sulle loro imbarcazioni una certa percentuale di sale, detta ordo salis. Il monopolio era gestito dai magazzini sale che facevano perizie sulla qualità del sale e determinavano la quantità di sale esportabile. I luoghi da cui le carovane veneziane acquistavano il sale erano le saline attive in Puglia, Sicilia, Sardegna, nelle isole Baleari, a Cipro e sulla coste della Libia.
Nel triennio 1482-1484, il controllo su produzione e commercio del sale nell'Italia settentrionale causò la Guerra di Ferrara, anche nota come "Guerra del sale", tra Venezia, Genova, e lo Stato Pontificio da una parte e il duca Ercole I d'Este, alleato al suocero Ferdinando I di Napoli, dall'altra. Il conflitto si concluse con una vittoria veneziana che estese il suo controllo sulla terraferma, includendo Rovigo e un'ampia fascia del fertilissimo Delta del Po. L'acquisizione segnò il culmine dei possedimenti territoriali veneziani e della sua influenza. Nel Cinquecento, Venezia diversificò le sue forniture estendendo il suo impero marittimo, in particolare in Dalmazia, Cipro e Corfù. Tuttavia, il forte aumento del consumo di sale in Laguna limitò la capacità di esportazione della Serenissima che cercò nuovi fornitori al di fuori delle sue aree di influenza, in particolare nelle Baleari, in Sardegna, Malta, a Trapani in Sicilia ed Alessandria d'Egitto.
Il sale era rivenduto prevalentemente via terra in Italia ed Europa, con un prezzo variabile a seconda della qualità: es. il sale grosso di Ibiza e Cipro erano i più costosi. Il monopolio di Venezia non si estendeva al di là delle città italiane e il prezzo del sale svalutato dalla concorrenza internazionale, quando esportato nei regni europei. Nel 1571, la perdita di Cipro ebbe un impatto significativo sulle entrate veneziane del commercio del sale.

#### Allume

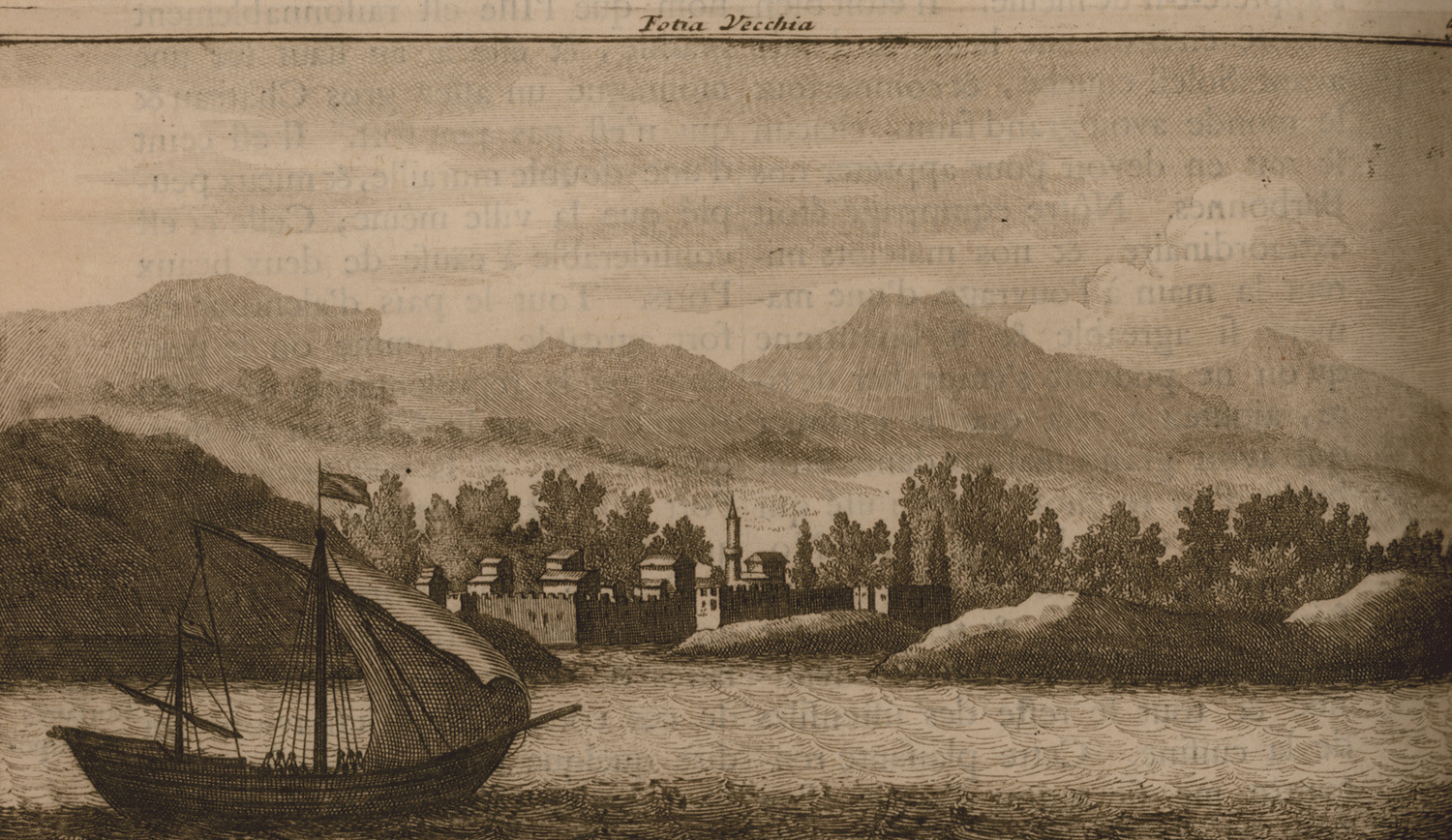
Il porto di Phocée-la-Vieille. Cornelis de Bruijn, Il viaggio nel Levante, 1714.

Oltre al sale, i mercanti italiani esercitavano un controllo quasi monopolistico sull'estrazione e la distribuzione dell'allume, materiale a quel tempo essenziale per l'industria tessile, sia quale stabilizzante del colorante sulle fibre sia per l'eliminazione delle impurità. Fino alla metà del Duecento, la principale fonte di allume, veicolato da veneziani e amalfitani, fu l'Egitto, mentre si hanno solo indicazioni indirette del suo sfruttamento in Asia Minore. Fu solo dopo la riconquista di Costantinopoli da parte dei Greci di Michele VIII Paleologo (1261) che i suoi alleati genovesi ottennero la concessione della regione di Focea, in Anatolia, che divenne il primo centro di produzione di questo materiale. Questo commercio fu monopolizzato dalla fine del XIII secolo dalla famiglia genovese degli Zaccaria e, alla metà del XV secolo, i Genovesi controllavano ancora i giacimenti dell'Oriente, principalmente quelli della Focea, grazie al vasto consorzio organizzato nel 1449 da Francesco Draperio.

#### Argento e Oro

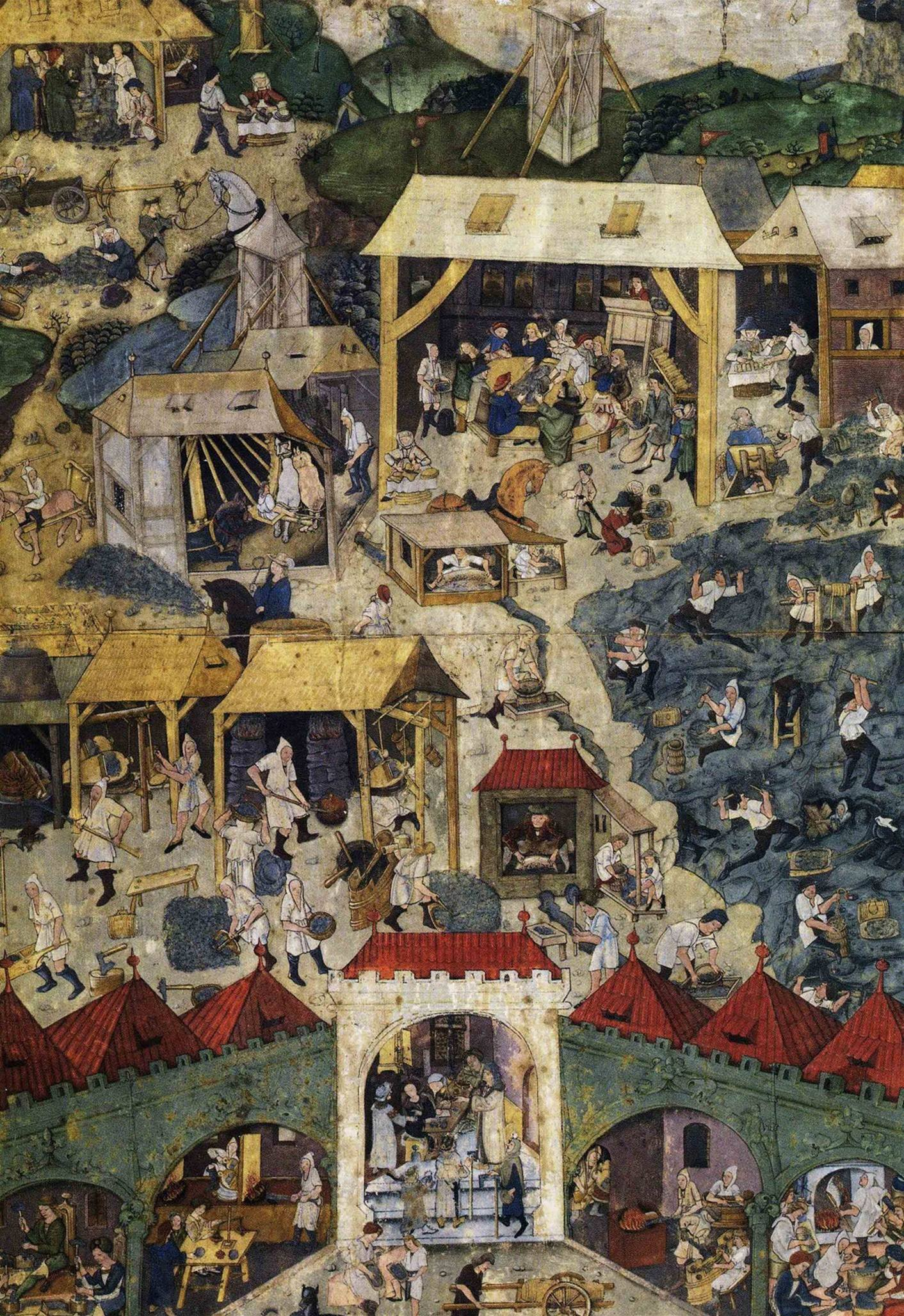
Incisione delle miniere d'argento di Kutná Hora nella Repubblica Ceca - ANONIMO, circa 1490.

La scoperta nel XIII secolo di miniere d'argento nel Regno di Boemia (attuale Repubblica Ceca), nel Ducato di Sassonia e nella Foresta Nera, provocò una "febbre dell'argento", di cui Venezia approfittò affermandosi come il principale porto di esportazione del Mediterraneo della risorsa, per conto del Sacro Romano Impero. Al mercato di Venezia, parte dell'argento era scambiata anche con schiavi dell'Europa centrale che venivano rivenduti sulle rive del Mar Nero.
Nel Quattrocento, Genova acquistò oro da mercanti arabi proveniente dal Sudan che esportò in Europa.

### Schiavi

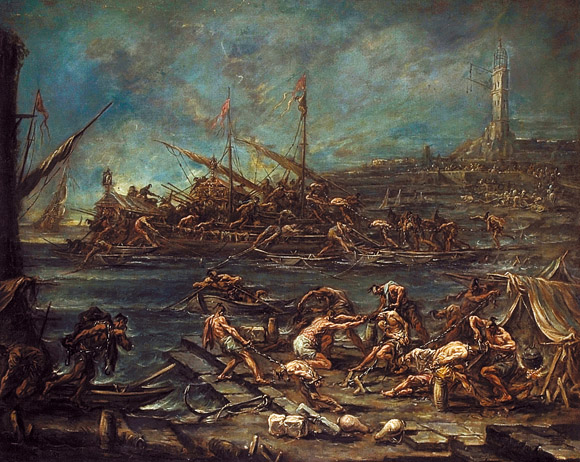
Imbarco di schiavi in galea dal porto di Genova - dipinto di Alessandro Magnasco.

Sin dall'VIII secolo, quand'ancora figurava tra le province bizantine, Venezia esportava verso le altre terre dell'impero (Costantinopoli, Roma, Dalmazia, Nordafrica, ecc.) schiavi oltre a spezie e tessuti: la prima traccia di tratta degli schiavi a Venezia risale al 750 circa, principalmente prigionieri di guerra e galeotti. Dal IX secolo, venuta meno la dipendenza da Bisanzio e moltiplicatisi i contatti diretti con i paesi musulmani, Venezia dirottò verso il mondo islamico i carichi di schiavi dalmati, dato che il commercio di schiavi cristiani era proibito. Nell'840 fu stipulato dal doge Pietro Tradonico il Pactum Lotharii, un trattato commerciale con l'Impero carolingio nato principalmente dall'impegno di Venezia nella guerra ai pirati narentani che stabiliva le tariffe di confine e una legislazione più restrittiva sul commercio di schiavi, oltre al divieto di creare eunuchi. Nel X secolo, in un contesto di contrasto tra la Serenissima e il Regno d'Italia, il commercio di schiavi verso l'Europa cristiana si ridusse, in favore dei banchi di schiavi del Mediterraneo musulmano. Nonostante le crociate i rapporti con i Fatimidi si mantennero buoni e Venezia continuò a commerciare nei porti egiziani di Alessandria e Damietta esportando schiavi, oltre a metalli e legname, e importando principalmente spezie cotone e allume, necessario per l'industria tessile europea.
La tratta degli schiavi si sviluppò al suo apice nelle città italiane intorno al 1300, quando più di 10 000 schiavi venivano esportati ogni anno dalla Serenissima. In generale, la tratta, in Europa, fu un fenomeno fondamentalmente mediterraneo, poiché le regioni settentrionali la evitano o addirittura accoglievano gli schiavi in fuga. La costa orientale italiana si rivolgeva al mercato balcanico per soddisfare il proprio fabbisogno di manodopera, prevalentemente domestica; l'eresia dei bosniaci, "patarini", fu un comodo pretesto per privarli della loro libertà.
Dal XIII secolo, parte degli schiavi oggetto della tratta fu importata dalle regioni dell'Impero mongolo, tramite gli scali del Mar Nero, e convogliata da Genova in Egitto, ove gli schiavi furono venduti al Sultano mamelucco per farne soldati. Nel 1307, insoddisfatto di questo commercio alimentato dai rapimenti nella steppa per fornire un esercito straniero, il khan mongolo Tokta (regno 1291-1312) arrestò i genovesi residenti di Sarai Berke e assediò la città genovese di Caffa in Crimea, costringendo i mercanti italiani ad evacuare. Tuttavia, ne ripresero possesso dopo la morte di Tokta (1312), dopo aver convinto il suo successore, Uzbek Khan (regno 1313-1341), dei comuni interessi a riprendere i loro scambi commerciali.
Un'altra parte degli schiavi proveniva dalla Spagna, dove l'avanzata della Reconquista faceva dei regni cristiani iberici alcuni dei principali esportatori di schiavi, in questo caso prigionieri di guerra saraceni venduti dagli spagnoli ai Genovesi. Nella seconda metà del XIII secolo, Valencia, Murcia, Minorca, Maiorca, Malaga  e Granada erano i principali luoghi d'origine degli schiavi saraceni venduti alla Superba.
Nel XV secolo, l'utilizzo di schiavi era abbastanza diffuso nei territori dell'entroterra adriatico (es. anche piccoli centri abitati del Veneto acquistarono schiavi), mentre intorno a Genova il traffico di schiavi si limitò ai grandi porti.

### Servizi

#### Servizi militari
Con flotte potenti, buoni navigatori e buoni strateghi, diversi ammiragli italiani mettono le loro abilità militari al servizio delle potenze straniere.
Nel 1081, l'imperatore bizantino Alessio Comneno, minacciato nei Balcani dai normanni di Roberto il Guiscardo e suo figlio Boemondo di Taranto (futuro eroe della Prima crociata e primo principe di Antiochia), chiese il supporto militare del doge veneziano Domenico Selvo in cambio di diritti commerciali nell'impero greco. Selvo assunse allora il comando d'una flotta e condusse un'offensiva vittoriosa contro la flotta normanna, infliggendole pesanti perdite, ma non ne impedì la vittoria nella Battaglia di Durazzo (1081). L'alleanza economica e militare tra Alessio Comneno e Domenico Selvo fu formalizzata l'anno successivo dalla Crisobolla.
Nel marzo 1261, nel Trattato di Ninfeo concluso tra il capitano Guglielmo Boccanegra e l'imperatore bizantino Michele VIII Paleologo, la Repubblica di Genova si impegna a mettere a disposizione dell'imperatore una cinquantina di navi da guerra per la riconquista Costantinopoli conquistata dai Latini in seguito al sacco del 1204. Ma Genova non ebbe mai l'opportunità di adempiere ai suoi impegni, la città venne finalmente riconquistata facilmente da un attacco a sorpresa del generale bizantino Alessio Strategopulo alcuni mesi dopo la firma del trattato. Nel secolo successivo, i discendenti del capitano Guglielmo Boccanegra, il corsaro genovese Egidio Boccanegra e suo figlio Ambrogio Boccanegra (†1374) combatterono al servizio dei regni di Francia contro gli inglesi durante la Guerra dei Cent'anni e Castiglia durante la Reconquista. Padre Gilles Boccanegra partecipò alla prima battaglia navale della Guerra dei Cent'anni, la Battaglia di L'Écluse (1340) all'interno di una coalizione franco-genovese, contraria a una coalizione anglo-fiamminga. Sconfitto, riuscì a fuggire con metà dei mercenari genovesi al suo comando, e due anni dopo prese parte all'Assedio di Algeciras (1342-1344), tappa fondamentale della Reconquista, assicurando con successo il blocco marittimo di questa città portuale controllata dai Mori. Nel 1372, suo figlio Ambrogio Boccanegra condusse con successo un assalto marittimo castigliano contro la flotta inglese ancorata a La Rochelle, in seguito alla quale gli inglesi persero il predominio marittimo acquisita grazie alla loro vittoria nella Battaglia di L'Écluse.
Un altro ammiraglio genovese, Antonio Doria combatté per la Francia durante la Guerra dei cent'anni alla Battaglia di Crécy (1346) ma l'esercito francese vi fu sconfitto e Doria fu massacrato con diverse migliaia di balestrieri genovesi ai suoi ordini.
Durante l'assedio di Costantinopoli da parte dei Turchi nel 1453, il genovese Giovanni Giustiniani Longo e il veneziano Gabriele Trevisano ebbero un ruolo importante nell'organizzazione della difesa della città al servizio dell'imperatore bizantino Costantino XI Paleologo ma non poterono impedirne la caduta. Giovanni Giustiniani viene ucciso in battaglia, mentre Gabriele Trevisano viene fatto prigioniero da Maometto II, poi rilasciato.
Nel secolo successivo, l'ammiraglio genovese Andrea Doria, discendente di Antonio Doria, servì successivamente il papa Innocenzo VIII, Ferdinando I di Napoli, Francesco I di Francia e Carlo V d'Asburgo. Affrontò successivamente gli spagnoli alla testa delle galee francesi, poi i francesi alla testa delle galee spagnole e infine i turchi alla testa della Lega Santa (1538), da non confondere con la Lega Santa (1571) che radunò la flotta cristiana per la Battaglia di Lepanto e cui partecipò quale comandante suo nipote Gianandrea Doria.

#### Servizi di trasporto
I flussi commerciali gestiti dai mercanti italiani misero gli stessi nella condizione di poter offrire servizi di trasporto, in particolare il trasporto di pellegrini (cristiani verso la Terrasanta e musulmani verso Alessandria) e di truppe. Il seme della presenza italiana nel Litorale levantino fu appunto il servizio di trasporto offerto ai crociati durante la prima spedizione in Terrasanta nel 1098 ed esemplare fu il modo in cui Venezia, nel 1202, chiese quale compenso per lo spostamento di truppe crociate in Egitto il loro coinvolgimento nelle operazioni di Assedio a Zara. Nel 1365, la Laguna veneta fu addirittura il punto di raccolta delle truppe in partenza per la Crociata alessandrina.
Nel corso del XIII secolo, le repubbliche-marinare avevano però perso il loro monopolio sui viaggi marittimi verso Outremer, minato dal consolidamento degli stati regionali che andavano organizzando propri sbocchi marittimi privilegiati: es. il Re di Francia fece del borgo occitano di Aigues-Mortes, annesso al regno nel 1240, il sito d'imbarco degli armati per la Settima, l'Ottava e la Nona crociata. È però opportuno ricordare che Luigi il Santo, in partenza per l'Ottava crociata, imbarcò le sue truppe ad Aigues-Mortes ma raggiunse la Tunisia a bordo d'una nave salpata da Noli e comunque dopo una sosta dell'intera spedizione a Cagliari, ove in quegli anni spadroneggiavano i Pisani.

#### Spedizioni via mare
Nel XV secolo, quando il potere delle talassocrazie italiane imboccava il viale del tramonto, diversi marinai, soprattutto genovesi e veneziani, divennero ammiragli per i sovrani europei promotori dell'esplorazione marittima che aprì l'Età delle scoperte: es. i genovesi Cristoforo Colombo e Giovanni da Verrazzano al servizio della Spagna e della Francia; il veneziano Giovanni Caboto al servizio dell'Inghilterra; ecc.

### Esplicative
1. ↑  L'etimo "fondaco" viene dal greco πάνδοκος[1][2], ma è giunta nelle repubbliche marinare d'Italia attraverso l'arabo فندق‎, funduq, con il significato di albergo, letteralmente "casa-magazzino".[3]
2. ↑  Diversi membri di spicco del patriziato veneto costruirono la propria carriera politica e commerciale soggiornando, in gioventù, a Costantinopoli o nei dintorni, come per es. valse per Enrico Dandolo, eminenza grigia della conquista crociata di Bisanzio durante la Quarta crociata - v.si  Giorgio Cracco, DANDOLO, Enrico, in Dizionario biografico degli italiani, vol. 32, Roma, Istituto dell'Enciclopedia Italiana, 1986..
3. ↑  I resoconti del viaggio per mare del 1437 compiuto dalla delegazione bizantina al Concilio di Firenze, ad opera dell'ecclesiastico bizantino Silvestro Syropoulos e dal capitano Greco-Veneziano Michele da Rodi, menzionano che la maggior parte delle navi erano "Veneziane" o "Papali" ma riportano che il basileus Giovanni VIII Paleologo viaggiò su una "nave imperiale": non è chiaro se fosse bizantina o fosse stata ingaggiata e la sua tipologia non è menzionata; viene però descritta come più veloce delle galee mercantili veneziane di grande stazza che la accompagnavano (delle galee grosse) indicando probabilmente che era una galea sottile --- v.  Andriopoulou, Vera e Fotini Kondyli, Ships on the Voyage from Constantinople to Venice, su The Syropoulos Project, The Institute of Archaeology and Antiquity of the University of Birmingham. URL consultato il 9 marzo 2009..

### Bibliografiche
1. ↑  «fóndaco», Vocabolario Treccani on line
2. ↑  O πανδόκος, πάν-δοκος o παν-δόκος da A Greek-English Lexicon, on line su Perseus project
3. ↑  Una parola al giorno, voce Fondaco
4. ↑   Carlo Maria Cipolla, Tre storie extra vaganti, Bologna, Il Mulino, 1994,  p. 5, ISBN 88-15-04571-6.
5. ↑  (EN) Robert Lopez, The Commercial Revolution of the Middle Ages, New York, Cambridge University Press, 1976,  pp. 56-147.
6. ↑  Grignola 1999, pp. 6-7.
7. ↑  Indro Montanelli, Mario Cervi, L'Italia del millennio, Biblioteca Universale Rizzoli, 2013. ISBN 9788858655887.
8. 1 2  Enciclopedia Pomba - Utet Torino, 1942.
9. ↑   Adriano Prosperi [et al.], Storia e identità- 1.Medioevo e Età moderna, Milano, Einaudi Scuola, 2012,  p. 81, ISBN 978-88-286-0979-7.
10. ↑  Enciclopedia Pomba, editrice Utet, Torino, 1942, voce "Repubblica".
11. ↑  Heyd 1866, p. 322.
12. ↑  (FR) Flusin B, La civilisation byzantine, Presses Universitaires de Franceª ed., 2018,  pp. 3-5.
13. 1 2 3  Morrisson 2020, pp. 7-22.
14. ↑  Zorzi 1979, pp. 65-66.
15. ↑  Ravegnani 2006, p. 52.
16. ↑  Zorzi 1979, p. 53.
17. 1 2 3  Balard 2006.
18. ↑  Tyerman 2017, pp. 122-159.
19. 1 2 3 4 5 6 7 8 9 10 11 12 13 14 15 16 17  Balard 1999.
20. ↑  Zorzi 1979, p. 68.
21. ↑  Runciman 2005, I, pp. 299-300.
22. ↑  Zorzi 1979, pp. 68-69.
23. ↑  Tyerman 2017, p. 161.
24. ↑  Balard UNIVERSALISb.
25. ↑  Zorzi 1979, p. 83.
26. 1 2 3 4 5 6 7  Racine 2012, pp. 35-54.
27. 1 2 3  (FR) Pascal Buresi, Échanges commerciaux entre l'Occident et Byzance - repères chronologiques, su Encyclopædia Universalis.
28. ↑  Cracco 1986.
29. ↑  Zorzi 1979, pp. 101-102.
30. 1 2 3 4 5 6 7 8  Viallon 2001.
31. ↑  Zorzi 1979, pp. 105-107.
32. ↑  (FR) Prise de Constantinople, 1204, su Encyclopædia Universalis.
33. ↑  Zorzi 1979, pp. 110-113.
34. ↑  Grousset 1934-1936, III, pp. 238-240.
35. ↑  Tyerman 2017, pp. 99-101.
36. ↑  Grousset 1934-1936, III, pp. 415-428.
37. ↑   La chute de Bagdad en 1258 : entre l’événement historique et ses symboliques (1/2), su lesclesdumoyenorient.com.
38. 1 2 3 4  Mévil 1856, pp. 8-13.
39. 1 2 3 4  Rochette 2005, pp. 61-67.
40. 1 2 3 4 5 6 7 8 9 10 11  Grousset 1939.
41. ↑  Zorzi 1979, pp. 130-131.
42. ↑  Mathieu, Gadoin e Palmier-Chatelain 2008, pp. 39-55.
43. ↑  (FR) Jean-Claude Arnould, Poggio Bracciolini, De l'Inde. Les voyages en Asie de Niccolò de' Conti, texte établi, traduit et commenté par Michèle Guéret-Laferté, in Réforme, Humanisme, Renaissance, vol. 61, n. 1,  pp. 161-162.
44. 1 2 3 4 5  Barazzutti 2014, p. 3.
45. 1 2   Les Croisades (1096-1291) : le choc de la rencontre entre deux mondes (3/3), su lesclesdumoyenorient.com..
46. 1 2  Zorzi 1979, p. 139.
47. 1 2 3  Masè 2002, p. 9.
48. ↑  Vincens 1842, II, pp. 240-242.
49. 1 2  Kévonian & Cazacu 1976.
50. ↑  Besson 2013.
51. 1 2 3 4 5 6 7 8 9 10 11 12  Gaston-Breton 2013, p. 4.
52. 1 2 3  Bennassar e Bennassar 2013.
53. 1 2  (FR) Grandes découvertes, su Encyclopædia Universalis..
54. 1 2 3 4 5 6 7 8 9  Attali 2006, pp. 81-95.
55. ↑  (EN) Diffie B, Foundations of the Portuguese Empire, 1415–1580, University of Minnesota Press, 1977,  pp. 230-234, ISBN 0-8166-0782-6.
56. 1 2  (FR) Amerigo Vespucci, su Encyclopædia Universalis.
57. 1 2  (FR) Jean-Michel Lacroix, Histoire du Canada, 2019,  p. 47 à 62.
58. 1 2 3 4 5 6 7 8 9 10   Şerban Papacostea, Les Génois et la Horde d’Or : le tournant de 1313, in Chemins d'outre-mer : Études d'histoire sur la Méditerranée médiévale offertes à Michel Balard, Éditions de la Sorbonne, 2004,  pp. 651-659, ISBN 978-2-85944-827-1. URL consultato il 30 settembre 2020.
59. ↑  Lane 1973, pp. 77-78.
60. ↑   Fernando del Pozo, Ferdinando Sanfelice di Monteforte e Patrick Hebrard, Diplomazia navale nel Mediterraneo, in Politica estera, Institut français des relations internationales, aprile 2016.
61. ↑  Sismondi 1838, p. 320.
62. 1 2 3 4 5 6 7 8  Le Bris 2014.
63. ↑  (FR) Lalande Denis, Jean II le Meingre, dit Boucicaut (1366 -1421), Librairie Droz, 1988, ISBN 978-2-600-02874-5..
64. 1 2 3 4 5 6  Sauvaget 1934.
65. 1 2 3 4 5 6 7  (FR) Mathieu Petithomme, Les Chypriotes, des Lusignan à l’Empire ottoman (1184-1878) : l’émergence des relations intercommunautaires gréco-turques, in Cahiers balkaniques, n. 42, 21 maggio 2014, DOI:10.4000/ceb.4986, ISSN 0290-7402 (WC · ACNP).
66. 1 2  Crouzet-Pavan 2000.
67. 1 2  (FR) Jean Longnon, L'Empire latin de Constantinople et la principauté de Morée, 1949,  p. 91.
68. ↑  (EN) Kenneth Meyer Setton, The Papacy and the Levant, 1204-1571 : Volume 1. The Thirteenth and Fourteenth Centuries, Independence Hall, Philadelphia : The American Philosophical Societyª ed., 1976,  pp. 425-428, ISBN 0-87169-114-0.
69. 1 2 3 4  (FR) Olivier Chaline, Les théâtres de batailles dans le sud-est de l'Europe, su cairn.info.
70. 1 2  (FR) Royaume de Chypre, su Encyclopædia Universalis..
71. 1 2   Bonaparte, Venise et les îles ioniennes : de la politique territoriale à la géopolitique, in Cahiers de la Méditerranée, vol. 57, DOI:10.3406/camed.1998.1230..
72. ↑  (FR) Les Grimaldi : princes de Monaco depuis 700 ans, su Monaco Tribune..
73. ↑  (FR) Complex of the Sudak Fortress Monuments of the 6th - 16th c. - UNESCO World Heritage Centre, su UNESCO Centre du patrimoine mondial..
74. 1 2 3 4  Balard UNIVERSALIS.
75. ↑   Figaro.fr Le, AU FIL DU TEMPS...1297, su Le Figaro.fr..
76. ↑  (FR) Quand la Corse étonnait l’Europe, in Le Monde.fr..
77. 1 2 3 4 5 6  Balard 2006b, pp. 132-137.
78. 1 2   Tabarka (Tunisie), in Mélanges de l'école française de Rome, vol. 100, 1988, DOI:10.3406/mefr.1988.8619.
79. 1 2  (FR) 15 mai 1768 : la Corse devient française, su Europe 1..
80. ↑  (FR) Léon Poliakov, Les Banquiers juifs et le Saint-Siège, Calmann-Lévyª ed., 1º aprile 2014,  p. 312, ISBN 978-2-7021-4823-5..
81. ↑  Tyerman 2017, p. 727.
82. ↑  (FR) Universalis Encyclopædia, BOHÉMOND Ier, su Encyclopædia Universalis.
83. 1 2 3  (FR) Cahen C, Chapitre VII. Le déplacement du commerce dans la Syrie du Nord, in La Syrie du nord à l’époque des croisades et la principauté franque d’Antioche, Presses de l’Ifpo, 29 luglio 2014,  pp. 688-692, ISBN 978-2-35159-418-6.
84. ↑  Encyclopédie Universalis
85. ↑  Fiche de l'UNESCO
86. ↑  Zorzi 1979, p. 82.
87. ↑  (FR) Baudouin Ier, comte Baudouin IX de Flandre, su Encyclopædia Universalis.
88. ↑  Cracco 1986.
89. 1 2 3 4 5 6  Diehl 1883.
90. 1 2 3 4 5 6 7 8  Balard 1989.
91. 1 2 3  Bréhier 2014, pp. 348-349.
92. 1 2 3 4 5 6 7 8 9  Fabijanec 2011, pp. 4-61 e 82-84.
93. ↑  Colombani 2015.
94. ↑  Marchi van Cauwelaert 2011.
95. ↑  (FR) Bertrand Haan, Une paix pour l'éternité. La négociation du traité du Cateau-Cambrésis (Compte-rendu de lecture), in Revue d’histoire moderne & contemporaine, 2012,  p. 3.
96. ↑  (FR) De Gênes à Sampiero Corso, in Le Monde.fr.
97. ↑  (FR) P. Salama, Djidjelli. (Igilgili, Jijel), in Encyclopédie berbère, n. 16, 1º novembre 1995,  pp. 2469-2476, DOI:10.4000/encyclopedieberbere.2193, ISSN 1015-7344 (WC · ACNP).
98. ↑  (FR) Universalis Encyclopædia, Empire de Trébizonde, su Encyclopædia Universalis..
99. 1 2  Karpov 2011, pp. 355-367.
100. 1 2  (FR) Sergej P. Karpov, Les empereurs de Trébizonde, débiteurs des Génois, in Chemins d'outre-mer : Études d'histoire sur la Méditerranée médiévale offertes à Michel Balard, collana Byzantina Sorbonensia, Éditions de la Sorbonne, 2004,  pp. 489-494, ISBN 978-2-85944-827-1. URL consultato il 26 settembre 2020..
101. ↑  (FR) Michel Balard, La descendance d'Alexis IV, empereur de Trébizonde. Contribution à la prosopographie des Grands Comnènes, in Revue des études byzantines, vol. 37, 1979,  pp. 239-247, DOI:10.3406/rebyz.1979.2098..
102. 1 2 3  Wheelis 2002.
103. 1 2  Balard 1980.
104. ↑   Raluca Iosipescu, Le colonie genovesi nel nord-ovest del Mar Nero. Caso di studio: Chilia-Licostomo, in Studi balcanici, 2015,  p. 1.
105. 1 2 3  (FR) Intelligence économique - Venise au Moyen-Âge : un redoutable guerrier économique, su France 24, 6 luglio 2015. URL consultato il 2 luglio 2020..
106. 1 2 3 4  Martin 2013.
107. ↑  Braudel 1985, pp. 50-65.
108. ↑   Jean-Claude Hocquet, L'arsenale di Venezia. Creazioni, ammodernamenti, sopravvivenza di una grande struttura industriale, in XVII secolo, 2011,  p. 12.
109. ↑   Alberto Tenenti, La formazione dello stato patrizio, in Storia di Venezia, Roma, Istituto dell'Enciclopedia Italiana, 1997.
110. ↑   Graziano Arici, La galea ritrovata, Consorzio Venezia nuova, 2003,  p. 63.
111. ↑   Vito Antonio Vitale, Maona, in Enciclopedia Italiana, Roma, Istituto dell'Enciclopedia Italiana, 1934. URL consultato il 24 agosto 2020.
112. ↑  Doumerc 1996, cap. 1 Una gestione innovativa ed efficace.
113. ↑  Stökly 1995, pp. 39-42.
114. ↑  (FR) Florin, su Encyclopædia Universalis. URL consultato il 15 agosto 2020.
115. ↑   Laurent Vitaleen, H. E. Ives e Ph. Grierson, Il ducato d'oro veneziano e le sue imitazioni, in Rassegna di studi bizantini, vol. 15, n. 1, 1957,  pp. 275-276. URL consultato il 27 agosto 2020.
116. ↑  Gaston-Breton 2019.
117. ↑  (EN) Anna Muthesius, Silk in the medieval world, in David Jenkins (a cura di), The Cambridge history of western textiles, vol. 1, Cambridge University Press, 2003,  pp. 325-354.
118. ↑  (FR) Paula Boyer, Sur les routes de la soie entre Venise et la Chine, in Le Croix, 30 novembre 2017.
119. ↑  (FR) J. Gentil da Silva e Gino Corti, À Florence au XVe siècle : note sur la production de la soie, in Annales Économies, Sociétés, Civilisations, vol. 20, n. 2, 1965,  pp. 309-311, DOI:10.3406/ahess.1965.421792. URL consultato il 22 agosto 2020.
120. 1 2  Sella 1994, cap. 11 Lo sviluppo industriale.
121. ↑  Jong-Kuk 2007.
122. ↑  (EN) Rabinowitz L, Jewish Merchant Adventurers: A Study of the Radanites, Londra, Edward Goldston, 1948,  pp. 150-212.
123. ↑  Freedman 2008, The Spice Routes.
124. ↑  (EN) The Medieval Spice Trade and the Diffusion of the Chile, in Gastronomica, vol. 7, 2007.
125. ↑   Spice trade, su britannica.com. URL consultato il 25 aprile 2016.
126. ↑  (EN) The spice trade and its importance for European expansion, su migration-diffusion.info. URL consultato il 27 giugno 2016.
127. ↑  Halikowski Smith 2001b, p. 33.
128. ↑  Halikowski Smith 2001b, p. 37.
129. ↑  Hocquet 1997, cap. 1 Uomini e merci, par. Il mercante fuori di Venezia.
130. ↑  Daru 1832-1834.
131. ↑  Ciriacono 1996, cap. 13 Prodotti di lusso, prodotti di massa: il sapone, la cera, lo zucchero.
132. ↑  Ouerfelli 2014, p. 12.
133. 1 2 3  Verlinden 1965, pp. 155-159.
134. ↑  Balard 2006, pp. 113-120.
135. ↑   Giorgio Roletto, La coltivazione della canapa in Italia, in Annali di geografia, vol. 32, n. 178.
136. ↑  Hocquet 1992, cap. 1 L'espansione dell'economia delle saline nell'XI e XII secolo.
137. ↑  Hocquet 1992, cap. 3 La proprietà e i suoi cambiamenti.
138. ↑  Hocquet 1992, cap. 4 Lo sfruttamento delle saline e i salinari.
139. 1 2 3  (FR) Jean-Claude Hocquet, Venise et le marché du sel dans la seconde moitié du XVIe siècle, in Annales, vol. 34, 1979,  pp. 619-624. URL consultato il 6 novembre 2020.
140. ↑  (FR) Maurice Aymard, Jean-Claude Hocquet, Le Sel et la fortune de Venise, in Annales, vol. 38, 1983,  pp. 414-417. URL consultato il 6 novembre 2020.
141. ↑  Hocquet 1997, cap. 1 Uomini e merci, par. Il commercio dei prodotti di prima necessità.
142. ↑  Zorzi 1979, pp. 160-161.
143. ↑   Stephanos Efthymiadis, Focea bizantina e genovese: una crescita urbana, in Cahiers balkaniques, n. 40, 9 gennaio 2012, DOI:10.4000/ceb.968, ISSN 0290-7402 (WC · ACNP). URL consultato il 22 agosto 2020.
144. ↑  (FR) Stefano Gasparri, I mercanti nell’Italia longobarda e carolingia (PDF), in Diane Chamboduc de Saint Pulgent e Marie Dejoux (a cura di), La fabrique des sociétés méditerranéennes. Le Moyen Âge de François Menant, Parigi, Publicatins de la Sorbonne, 2018,  pp. 37-47, ISBN 979-10-351-0067-4. URL consultato il 4 luglio 2021.
145. 1 2  de Giovanetti e Livi 1908.
146. ↑  Rösch 1992, cap. 1 Le origini del commercio veneziano.
147. ↑  Rösch 1992, cap. 3 Il commercio veneziano prima del Comune.
148. ↑  Balard 1968, pp. 634-635.
149. ↑   André Geraque Kiffer, Battaglia di Créçy, 26 agosto 1346, Club degli Editori. URL consultato il 6 luglio 2021.
150. 1 2  (FR) Encyclopædia Universalis, ANDREA DORIA, su universalis.fr. URL consultato il 4 novembre 2020.
151. ↑  De Mas-Latrie 1845.
152. ↑  (FR) Gérard Noiriel, Le massacre des Italiens d'Aigues-Mortes, Fayard, 2010,  p. 18, ISBN 978-2-213-63685-6.
153. ↑  (FR) Xavier Hélary, La dernière croisade, Parigi, Perrin, 2016.

### In italiano
Studi (Anni 1800-1950)
- Pierre-Antoine Daru, Storia della Repubblica di Venezia. Traduzione dal francese con note e osservazioni, 11 v., Tipografia Elvetica, 1832-1834.
- Guglielmo Heyd, Le colonie commerciali degli Italiani in Oriente nel medio evo, Venezia e Torino, G. Antonelli & L. Basadonna, 1866,  p. 322.
- Jean Charles Léonard de Sismondi, Storia delle repubbliche italiane nel Medioevo, 4 v., Avanzini e Torraca, 1968  [1838].

Studi (Anni 1950-presente)
- Benjamin Arbel, Colonie d'oltremare, in Storia di Venezia, Roma, Istituto dell'Enciclopedia Italiana, 1996.
- Michel Balard, La lotta contro Genova, in Storia di Venezia. Dalle origini alla caduta della Serenissima, III vol. (La formazione dello stato patrizio), Roma, Istituto dell'Enciclopedia Italiana, 1997,  pp. 87-126, OCLC 1002736138.
- Bernard Doumerc, Il dominio del mare, in Storia di Venezia, Roma, Istituto dell'Enciclopedia Italiana, 1996. URL consultato il 24 agosto 2020.
- Antonella Grignola (a cura di), Le repubbliche marinare - Amalfi, Genova, Pisa, Venezia, Colognola ai Colli (VR), Giunti, 1999, ISBN 978-88-440-1319-6.
- Jean-Claude Hocquet, Le saline, in Storia di Venezia, Roma, Istituto dell'Enciclopedia Italiana, 1992. URL consultato il 1º luglio 2020.
- Jean- Claude Hocquet, I meccanismi dei traffici, in Storia di Venezia, Roma, Istituto dell'Enciclopedia Italiana, 1997. URL consultato il 1º luglio 2020.
- Teofilo Ossian De negri, Storia di Genova: Mediterraneo, Europa, Atlantico, Firenze, Giunti Editore, 2003, ISBN 88-09-02932-1.
- Giorgio Ravegnani, Bisanzio e Venezia, Bologna, Il Mulino, 2006.
- Gerhard Rösch, Mercatura e moneta, in Storia di Venezia, Roma, Istituto dell'Enciclopedia Italiana, 1992. URL consultato il 22 agosto 2020.
- Steven Runciman, Storia delle crociate, traduzione di E. Bianchi, A. Comba e F. Comba, 2 v., Torino, Einaudi, 2005  [1951-1954].
- Domenico Sella, L'economia, in Storia di Venezia, Roma, Istituto dell'Enciclopedia Italiana, 1994. URL consultato il 29 settembre 2020.
- Christopher Tyerman, Le guerre di Dio. Nuova storia delle crociate, traduzione di Barbara Del Mercato, Torino, Einaudi, 2017  [2006], ISBN 978-8806237288.
- Alvise Zorzi, La Repubblica del Leone. Storia di Venezia, Milano, Bompiani, 1979, ISBN 978-88-452-9136-4.

Articoli (Anni 1800-1950)
- Giuseppe Canestrini, Il Mar Nero e le colonie degli italiani nel Medievo, in Archivio Storico Italiano, vol. 5, n. 1, Casa Editrice Leo S. Olschki s.r.l., 1857,  pp. 3-28.

### In altre lingue
Studi (Anni 1800-1950)
- (FR) Emile Vincens, Histoire de la république de Gênes, Imprimeurs de l'Institut de France, 1842,  p. 509.
- (FR) Charles Marie Sainte-Marie Mévil, Le Mer Noire au moyen age : Caffa et les colonies génoises de la Crimée..., E. Dentuª ed., 1856.
- (FR) René Grousset, Histoire des Croisades et du Royaume Franc de Jérusalem, III v., Plon, 1934-1936.
- (FR) René Grousset, L'Empire des steppes, Attila, Gengis-Khan, Tamerlan (PDF), 1939.

Studi (Anni 1950-presente)
- (FR) Jacques Attali, Une brève histoire de l'avenir, Fayardª ed., 2006.
- (FR) Michel Balard, Les Latins en Orient (XIe-XVe siècle), 2006,  p. 258.
- (FR) Michel Balard, La Méditerranée médiévale, Éditions Picardª ed., 2006.
- (FR) Fernand Braudel, La dynamique du capitalisme, 1985.
- (FR) Louis Bréhier, Vie et mort de Byzance, Albin Michel, 1º aprile 2014, ISBN 978-2-226-29578-1.
- (FR) Olivier Chaline, Les théâtres de batailles dans le sud-est de l'Europe, aprile 2005,  pp. 579-589.
- (FR) Damien Coulon [et al.], Chemins d'outre-mer : Études d'histoire sur la Méditerranée médiévale offertes à Michel Balard, Éditions de la Sorbonneª ed., 2004,  p. 489-494 e 651-659.
- (FR) Joëlle Dalègre, Venise en Crête, aprile 2019,  p. 368.
- (FR) Sabine Florence Fabijanec, Le développement commercial de Split et Zadar aux XVe-XVIe siècles. Un commerce transitaire entre l'Europe Centrale et la Méditerranée, Editions universitaires européennesª ed., 2011.
- (FR) Renaud Rochette, Reconstruire l'Empire, Les projets de Michel VIII Paléologue, 2005.
- (FR) Jong-Kuk Nam, Le commerce du coton en Méditerranée à la fin du Moyen Age, BRILL, settembre 2007.
- (FR) Anne Mathieu, Isabelle Gadoin e Marie-Élise Palmier-Chatelain, Rêver d’orient, connaître l’orient, ENS Éditionsª ed., 2008.
- (FR) Sergei Karpov, Le monde byzantin III, L'Empire grec et ses voisins XIIIe-XVe siècle, Presses Universitaires de Franceª ed., 2011.
- (FR) Jean-Claude Hocquet, L'arsenal de Venise. Créations, modernisations, survie d'une grande structure industrielle, Presses Universitaires de Franceª ed., 2011,  p. 627 à 638.
- (FR) Pierre Racine, Marco Polo et ses voyages, Perrin, 2012.
- (FR) Bartolomé Bennassar e Lucile Bennassar, 1492, un monde nouveau ?, Perrinª ed., 2013,  pp. 217-221.
- (FR) Émile Vins, Histoire de La République de Genes, marzo 2015,  p. 240 à 243.
- (FR) Philippe Colombani, Les corses et la couronne d’Aragon fin XIIIe- milieu XVe siècle. Projets politiques et affrontement des légitimité (PDF), 2015.
- (FR) Bernard Flusin, La civilisation byzantine, Presses Universitaires de Franceª ed., 2018,  p. 3 à 5.
- (FR) Cécile Morrisson, Les croisades, 2020..
- (FR) Doris Stökly, Le système de l'Incanto des galées du marché à Venise (fin XIIIe siècle), 1º settembre 1995.

Articoli (Anni 1800-1950)
- (FR) Giulio de Giovanetti e Ridolfo Livi, Résumé de : L'Esclavage au Moyen-Age et son influence sur les caractères anthropologiques des Italiens, par le Dr Livi, in Bulletins et Mémoires de la Société d'Anthropologie de Paris, vol. 9, n. 1, 1908,  pp. 201-209, DOI:10.3406/bmsap.1908.7055. URL consultato il 5 luglio 2020.
- (FR) Louis De Mas-Latrie, Des relations politiques et commerciales de l'Asie Mineure avec l'île de Chypre, sous le règne des princes de la maison de Lusignan, in Bibliothèque de l'École des chartes, vol. 6, n. 1, 1845,  pp. 485-521.
- (FR) Charles Diehl, La colonie vénitienne à Constantinople à la fin du XIVe siècle, in Mélanges de l'école française de Rome, vol. 3, n. 1, 1883,  pp. 90-131.
- (FR) Augustin Fliche, Compte-rendu de L'Empire latin de Constantinople et la principauté de Morée, in Revue d'histoire de l'Église de France, 1950.
- (FR) Jean Sauvaget, Notes sur la Colonie génoise de Péra, in Syria. Archéologie, Art et histoire, vol. 15, 1934,  pp. 252-27.

Articoli (Anni 1950-presente)
- (FR) Michel Balard, Habitat, ethnies et métiers dans les comptoirs génois d'Orient (XIIIe-XVe siècle), in Publications de l'École Française de Rome, 1989,  p. 25.
- (FR) Michel Balard e Gilles Veinstein, Continuité ou changement d'un paysage urbain ? Caffa génoise et ottomane, in Le paysage urbain au Moyen- Age, 1980,  pp. 79-131.
- (FR) Michel Balard, Remarques sur les esclaves à Gênes dans la seconde moitié du XIIIe siècle, in Mélanges de l'école française de Rome, vol. 80, n. 2, 1968,  pp. 627-680, DOI:10.3406/mefr.1968.7563. URL consultato il 5 luglio 2020.
- (FR) Jacques Heers, Gênes au XVe siècle. Activité économique et problèmes sociaux, in Revue belge de Philologie et d'Histoire, 1965,  pp. 155 à 159.
- (FR) José Gentil Da Silva e Gino Corti, À Florence au XVe siècle : note sur la production de la soie, in Annales, 1965,  p. 3.
- (FR) Kéram Kévonian e Matei Cazacu, La chute de Caffa en 1475 à la lumière de nouveaux documents, in Cahiers du Monde Russe, vol. 17, 1976,  pp. 495-538, DOI:10.3406/cmr.1976.1277.
- (FR) Elisabeth Malamut, Les îles de l'Empire byzantin, VIIIe-XIIe siècles, in Revue des études byzantines, 1990,  p. 3.
- Constantin Marinescu, La politique orientale d'Alfonse V d'Aragon, roi de Naples (1416-1458), 1994,  p. 249.
- (FR) Marie Viallon, Les prises de Constantinople dans le mythe de Venise, su HAL Open Science, Université d'Aix-en-Provence, 2001,  pp. 95-106.
- (FR) Federica Masè, Modèles de colonisation vénitienne : acquisition et gestion du territoire urbain en Méditerranée orientale (XIe-XIIIe siècles), in Actes des congrès de la Société des historiens médiévistes de l'enseignement supérieur public, vol. 33, 2002,  pp. 133-142, DOI:10.3406/shmes.2002.1832.
- (EN) Mark Wheelis, Biological Warfare at the 1346 Siege of Caffa, in Emerging Infectious Diseases, vol. 8, n. 9, settembre 2002,  p. 5.
- (FR) Vannina Marchi van Cauwelaert, La Corse génoise, Saint Georges, vainqueur des « tyrans » (milieu xve –début xvie siècle), Bibliothèque d'histoire médiévale, vol. 4, Parigi, Classiques Garnier, 2011.
- (FR) Élisabeth Malamut, Byzance colonisée : politique et commerce sous le règne d’Andronic II (1282-1328), in Université de Provence, 2012,  p. 24.
- (FR) Félix Sartiaux e Stephanos Efthymiadis, Phocée byzantine et génoise : une croissance urbaine, in Cahiers balkaniques, gennaio 2012,  p. 5.
- (FR) Mohamed Ouerfelli, Gênes et les réseaux du commerce du sucre à la fin du Moyen Âge, in Les Cahiers de Framespa, 2014.
- (EN) Emmanouil Manoutsoglou, Maria E. Stavroulaki e Nikolaos Skoutelis, Classification of building stones of the Frangokastello castle, Sfakia, Crete, in Bulletin of the Geological Society of Greece, maggio 2016,  p. 9.

Fonti enciclopediche
- (FR) Royaume de Chypre, in Encyclopædia Universalis.
- (FR) Prise de Constantinople, in Encyclopædia Universalis.
- (FR) Grandes découvertes, in Encyclopædia Universalis.
- (FR) Michel Balard, Jacques Guillerme e Michel Roux, Gênes, Crises et transitions (XIVe-XVe s.), su Encyclopædia Universalis.
- (FR) Michel Balard, Jacques Guillerme e Michel Roux, Gênes, L'âge d'or (XIIe-XIIIe s.), in Encyclopædia Universalis.

Articoli non-scientifici
- (FR) Michel Balard, Business à l'italienne en Méditerranée orientale, in L'Expansion, 16 dicembre 1999,  p. 4.
- (FR) Roberto Barazzutti, Quand Gênes dominait la Méditerranée, in Revue Guerre et Histoire, n. 20, 2014.
- (FR) Florian Besson, 1517 : les Ottomans battent les Mamelouks, in Les clés du Moyen-Orient, 5 aprile 2013.
- (FR) Elisabeth Crouzet-Pavan, L'Empire vénitien (PDF), in Clio Voyages Culturels, novembre 2000.
- (FR) Fernando del Pozo, Ferdinando Sanfelice di Monteforte e Patrick Hebrard, Les diplomaties navales en Méditerranée, in Politique étrangère, aprile 2016.
- (FR) Yara El Khoury, Les Croisades (1096-1291) : le choc de la rencontre entre deux mondes (3/3), in Les clés du Moyen-Orient, 6 dicembre 2018.
- (FR) Tristan Gaston-Breton, Luca Pacioli, le « père » de la comptabilité, in Les Echos, 6 agosto 2019.
- (FR) Tristan Gaston-Breton, Quand les marchands de Venise dominaient le monde, in Les Echos, 5 agosto 2013.
- (FR) David Le Bris, Quand Gênes et Venise se disputaient le monde, in Le Monde, 18 aprile 2014.
- (FR) Antoine Lilti, Quand la Corse étonnait l’Europe, in Le Monde, 9 febbraio 2018.
- (FR) Pierre Martin, Tous les chemins de la banque mènent à Venise, in Les Echos, 1º gennaio 2013.